# 아돌프 히틀러
|  |  | 좋은 글 후보 검토 진행 중 (참여하기) |

아돌프 히틀러(독일어: Adolf Hitler, 1889년 4월 20일~1945년 4월 30일)는 오스트리아 태생의 독일 정치인으로, 1933년부터 1945년 자살할 때까지 나치 독일의 독재자였다. 나치당을 이끌고 권력을 장악하여 1933년 총리가 된 이후 1934년 퓌러로 취임했다. 1939년 9월 1일 폴란드 침공을 통해 제2차 세계 대전을 일으킨 히틀러는 전쟁 내내 군사 작전에 긴밀히 관여했으며, 600만 명의 유대인과 다른 희생자들에 대한 집단학살인 홀로코스트를 자행하는 데 주도적인 역할을 했다.
히틀러는 오스트리아-헝가리 브라우나우암인에서 태어나 린츠 근방에서 성장했고, 1900년대 초반 빈에 살다가 1913년 독일로 이주했다. 제1차 세계 대전 도중 독일군에 복무하여 철십자 훈장을 받았다. 1919년 나치당의 전신인 독일 노동자당(DAP)에 가입했고, 1921년 이름이 바뀐 나치당의 당대표로 임명되었다. 그는 1923년 뮌헨 폭동으로 정부 권력을 탈취하려고 시도했지만, 실패하여 5년형을 선고받았고 그 중 1년을 조금 넘게 복역했다. 복역하는 동안 자서전이자 정치 선언문인 《나의 투쟁》의 첫 번째 권을 작성했다. 1924년 가석방된 후, 히틀러는 베르사유 조약을 비난하며 카리스마적 웅변과 나치 선전으로 범독일주의, 반유대주의, 반공주의 등을 호소하면서 대중의 전폭적인 지지를 받았고, 공산주의가 국제적인 유대인의 음모라고 주장했다.
1932년 11월까지 나치당은 국가의회에서 가장 많은 의석을 차지했지만, 과반수에는 미치지 못했다. 어떤 정당도 총리 후보를 지지하는 과반수 연합을 구성하지 못했고, 이에 전 총리인 프란츠 폰 파펜과 보수파 지도자들은 대통령 파울 폰 힌덴부르크를 설득하여 1933년 1월 30일 히틀러는 총리로 임명될 수 있었다. 그 직후인 3월 24일, 국가의회는 〈전권 위임법〉을 통과시켜 바이마르 공화국을 나치즘의 전체주의적이고 독재적인 이념에 기반한 일당제 독재 정권인 나치 독일로 변화시키는 과정을 시작했다. 1934년 8월 2일 힌덴부르크가 사망하자 히틀러가 그의 뒤를 이어 대통령도 겸임하여 총통이 되었고 절대 권력을 행사했다. 국내적으로 히틀러는 수많은 인종 차별 정책을 시행했고 독일 유대인들을 추방하거나 죽이려고 했다. 그의 집권 6년 동안 대공황 이후의 독일 경제 회복이 빠르게 이루어졌고, 제1차 세계 대전 이후 독일에 부과된 제한이 폐지되었으며, 수백만 명의 독일계 주민이 거주하는 영토를 합병하여 상당한 대중적 지지를 얻었다.
히틀러의 주요 목표 중 하나는 동유럽을 정복하여 레벤스라움을 구성하는 것이었고, 이러한 그의 목표는 그의 공격적이고 팽창주의적인 외교 정책은 유럽에서 제2차 세계 대전을 발발시킨 가장 큰 원인이라고 여겨진다. 그는 대규모 재무장을 진행시켰고, 1939년 9월 1일 폴란드를 침공하여 영국과 프랑스로부터 선전포고를 받았다. 1941년 6월 히틀러는 소련 침공을 시작했고, 1941년 12월 미국에 선전포고했다. 1941년 말까지 독일군과 유럽의 추축국은 대부분의 유럽과 북아프리카를 점령하였다. 그러나 1941년 이후 점차 역전되었고, 1945년 연합국이 최종적으로 독일을 격파했다. 1945년 4월 29일, 히틀러는 베를린의 퓌러붕커에서 에바 브라운과 결혼했고, 소련의 붉은 군대에 잡히지 않기 위해 다음 날 자살했다. 히틀러의 뜻에 따라 이들의 시신은 불태워졌다.
역사학자이자 전기 작가인 이언 커쇼는 히틀러를 "현대 정치의 사악의 화신"이라고 묘사했다. 히틀러의 지도와 인종 차별적 이념 하에서 나치 정권은 약 600만 명의 유대인들과 수백만 명의 다른 희생자들을 학살했다. 히틀러와 그의 지지자들은 이들을 "인간 이하", 또는 사회적으로 "바람직하지 않은 존재"로 여겼다. 또한 히틀러와 나치 정권은 약 1,930만 명의 민간인과 전쟁 포로를 의도적으로 살해했으며, 이들의 유럽에서의 군사적인 행동으로 약 2,870만 명의 군인과 민간인이 사망했다. 제2차 세계 대전 동안 사망한 민간인의 수는 역사상 전례 없는 수준으로 매우 많았으며, 제2차 세계 대전은 인류 역사상 가장 치명적인 피해를 입힌 전쟁이 되었다.

## 조상
히틀러의 아버지, 알로이스 히틀러는 마리아 시클그루버의 사생아였다. 세례 기록에서는 알로이스의 아버지의 이름은 밝히지 않았고, 알로이스는 태어날 때부터 어머니의 성씨인 '시클그루버'를 성으로 사용했다. 1842년, 마리아 시클그루버는 요한 게오르크 히들러와 결혼했고, 알로이스는 큰아버지인 요한 네포무크 히들러의 가정에서 성장했다. 1876년 알로이스는 요한 게오르크 히들러의 적자로 인정받았고, 사제가 그의 세례 기록에 주석을 넣어 그를 알로이스의 아버지로 등록했는데, 이 때 '게오르크 히틀러'(Georg Hitler)라고 적었다. 그 이후 알로이스는 '히틀러'(Hitler)라는 성을 사용했고, '히들러'(Hiedler)와 '휘틀러'(Hüttler), 또는 발음은 같은 '휘틀러'(Huettler) 등 다양하게 표기했다. '히틀러'라는 성은 독일어 단어 '휘테'(Hütte, 직역: '오두막')에서 유래된 것으로 추정되며, '오두막에 사는 사람'이라는 의미를 가졌다.
나치 관리 한스 프랑크는 알로이스의 어머니 마리아 시클그루버가 그라츠의 유대인 가정에서 가정부로 일했으며, 이 가정의 19세 아들 레오폴트 프랑켄베르거(Leopold Frankenberger)와 마리아가 가진 아이 알로이스였다고 주장했다. 나중에 이 주장은 '프랑켄베르거 논제'라는 이름으로 알려지게 되었다. 그러나 이 시기 그라츠에 등록된 프랑켄베르거라는 성을 가진 사람은 없었고, 레오폴트 프랑켄베르거라는 존재에 대한 기록은 없었기 때문에 역사학자들은 알로이스의 아버지가 유대인이었다는 이 논제에 동의하지 않는다.

## 생애 초기

### 어린 시절과 교육
아돌프 히틀러는 1889년 4월 20일 오스트리아-헝가리(현 오스트리아)의 독일 제국과의 국경 근처에 위치한 브라우나우암인에서 태어났다. 그는 알로이스 히틀러와 그의 세 번째 부인 클라라 푈츨 사이에서 태어난 여섯 자녀 중 네 번째 자녀였으며, 히틀러의 형제 자매 중 구스타프, 이다, 오토는 유아기에 사망했다. 또한 가정에는 알로이스의 두 번째 부인 사이에서 태어난 알로이스 주니어(1882년생)와 앙겔라(1883년생)도 살았으며, 히틀러가 세 살 때 가족은 독일 파사우로 이사했다. 이곳에서 히틀러는 오스트리아 독일어가 아닌 독특한 하층 바이에른어를 습득했고, 이후 그는 평생 동안 이 말투의 특징을 가지게 되었다. 가족은 1894년 오스트리아로 돌아와 레온딩 근처에 정착했고, 1895년 6월 알로이스는 은퇴하여 람바흐 근방 하펠트(Hafeld)에서 농사를 짓고 양봉을 했다. 히틀러는 피슐람(Fischlham) 근방의 국립 초등학교(Volksschule)에 다녔다.

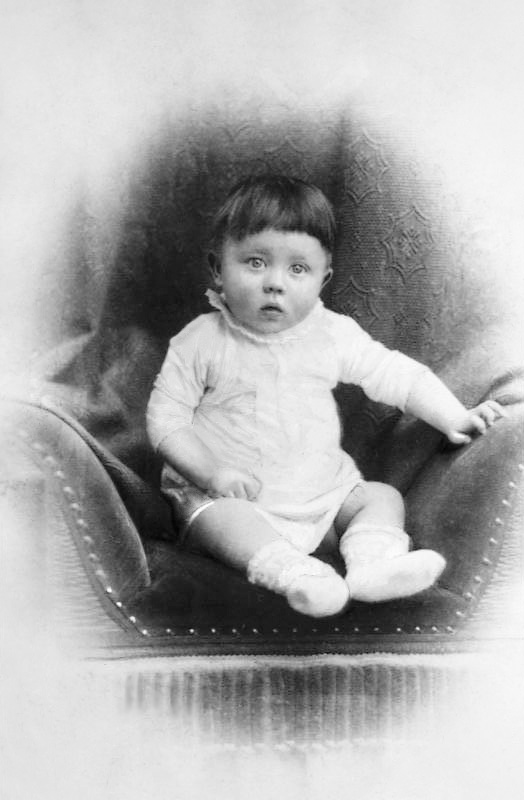
유아기 히틀러의 모습. (1889~90년경)

하펠트로 이사한 이후, 히틀러가 학교의 엄격한 규율을 따르기를 거부하면서 아버지와 격렬한 갈등이 잦았다. 알로이스는 아들을 협박해서 복종시키려고 했지만, 아돌프는 그가 원하는 것과 정반대로 행동했다. 알로이스는 아들을 무력으로 때렸지만, 그의 어미니 클라라는 정기적인 구타로부터 아들을 보호했다.
알로이스 히틀러의 하펠트 농장 사업은 실패로 끝났고, 1897년 가족은 람바흐로 이사했다. 8세의 히틀러는 노래 레슨을 받고 교회 합창단에서 노래했으며, 심지어 신부가 되는 것까지 고려했다. 1898년에 가족은 레온딩으로 다시 돌아왔고, 히틀러는 1900년 홍역으로 동생 에그몬트가 사망하자 큰 충격을 받았다. 이후 히틀러는 자신감 있고 외향적이며 성실한 학생에서, 아버지, 선생님과 끊임없이 싸우는 우울하고 사람들과 거리를 두는 소년으로 변했다. 나중에 히틀러의 여동생 파울라는 십대에 그가 자신을 괴롭혔던 것을 회상했다.
알로이스는 세관 업무로 성공적인 경력을 쌓았고 아들이 자신의 발자취를 따르기를 원했다. 나중에 히틀러는 아버지가 자신을 세관 사무실로 데려갔을 때의 상황을 과장하며, 아버지와 아들 사이에 용서할 수 없는 적대감이 생겼다고 묘사했다. 둘 다 물러서지 않았다. 아들의 클래식 고등학교 진학과 예술가가 되고자 하는 의지를 무시한 알로이스는 1900년 9월 히틀러를 린츠의 레알슐레에 보냈다. 히틀러는 이 결정에 반발했고, 나중에 《나의 투쟁》에서 아버지가 "전문학교에서 내가 얼마나 작은 진전만을 이루고 있는지 보고 나면 꿈에 헌신하게 해 줄 것이다"라고 생각했다며, 이에 따라 의도적으로 학교에서 성적을 나쁘게 만들었다고 말했다.
많은 오스트리아계 독일인들과 마찬가지로 히틀러는 어린 나이부터 독일 민족주의 사상을 가지기 시작했다. 그는 독일에만 충성을 표현했고, 쇠퇴하고 민족적으로 다양한 구성원을 지닌 합스부르크 군주국과 그들의 통치는 멸시했다. 히틀러와 그의 친구들은 "하일"이라는 인사말을 사용했고, 오스트리아 제국 국가 대신 〈독일인의 노래〉를 불렀다. 1903년 1월 3일 알로이스가 갑작스럽게 사망한 후, 히틀러의 학교 성적은 더 떨어졌고 결국 그의 어머니는 학교를 그만두는 것을 허락했다. 그는 1904년 9월 슈타이어의 레알슐레에 등록했고, 그곳에서 그의 행동과 성적 모두 개선되었다. 1905년, 최종 시험에 합격한 후, 히틀러는 더 이상 교육에 대한 야망도 없고 직업에 대한 명확한 계획도 없이 학교를 떠났다.

### 빈과 뮌헨에서의 청소년기

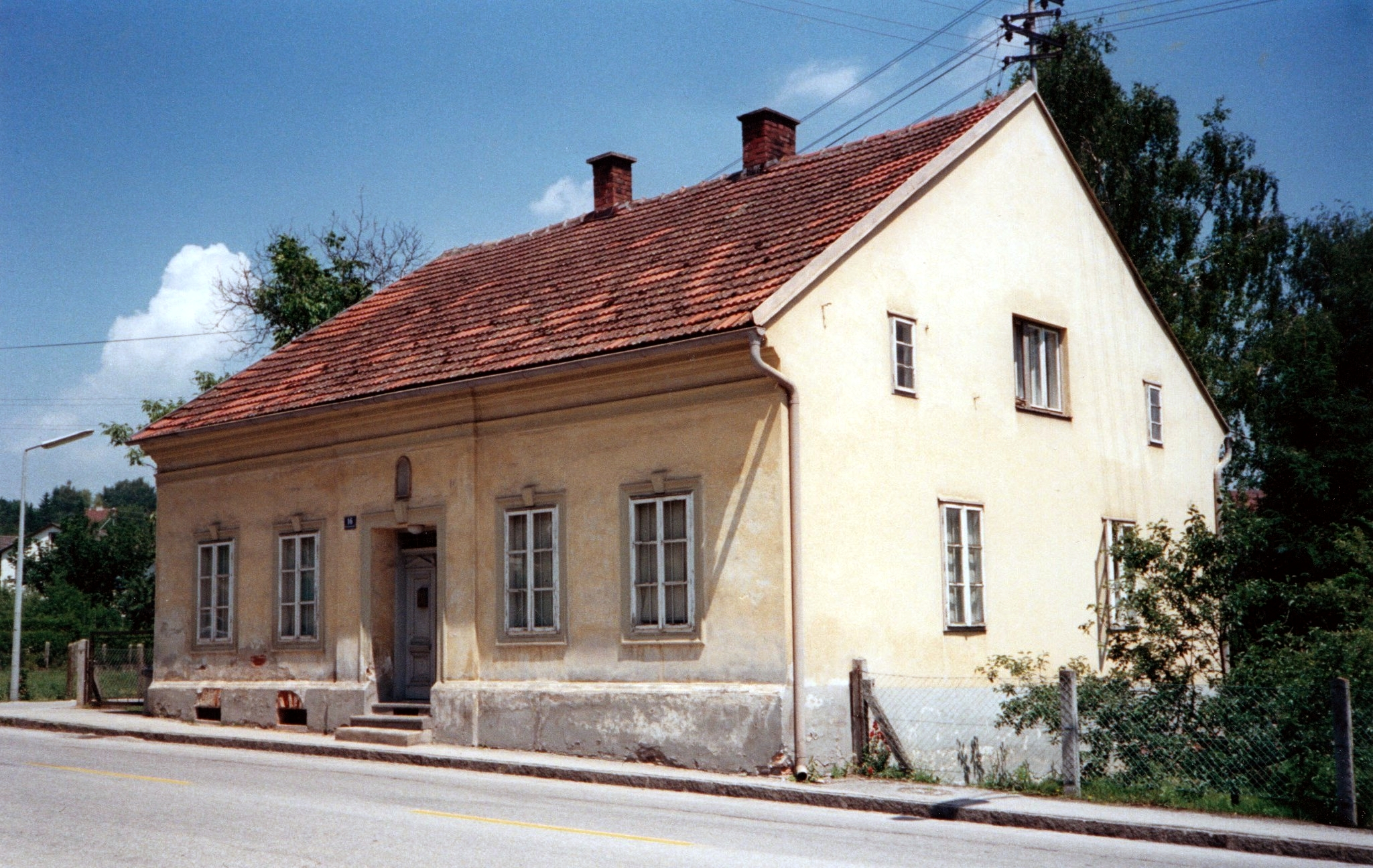
히틀러가 청소년기 살았던 오스트리아 레온딩의 집.

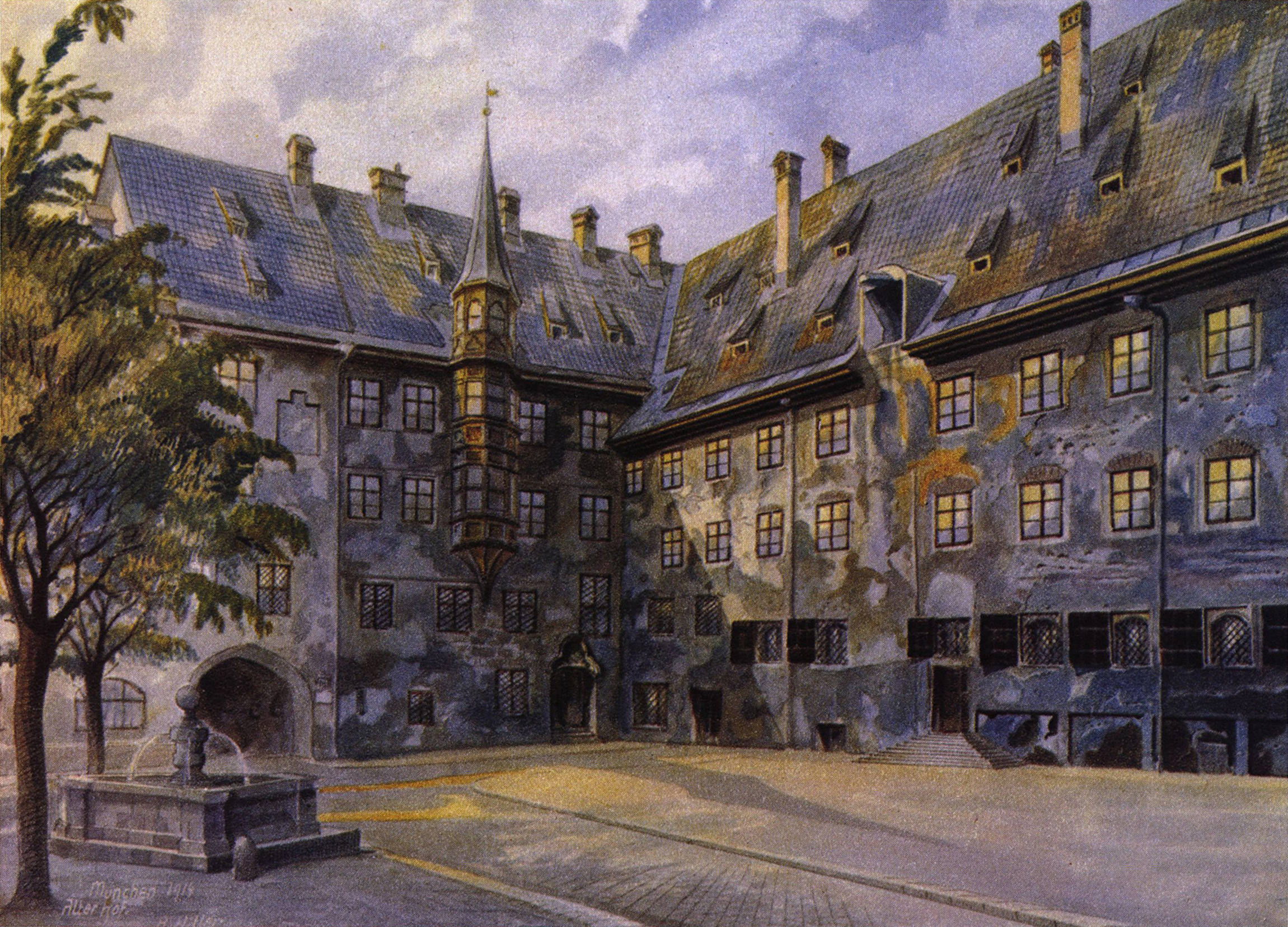
1914년 히틀러가 그린 《뮌헨의 알터 호프》.

1907년 히틀러는 고아들을 위한 아동수당과 어머니의 지원으로 린츠를 떠나 미술을 공부하기 위해 빈으로 향했다. 히틀러는 빈 미술 아카데미에 입학하려고 했지만 두 번이나 거절당했다. 학과장은 그에게 건축 학교에 지원하라고 제안했지만 히틀러는 중학교 과정을 마치지 않았기 때문에 필요한 학업 자격이 없었다.
1907년 12월 21일, 히틀러의 어머니 클라라가 47세의 나이로 유방암으로 사망했으며, 이후 1909년부터 히틀러는 돈이 바닥나서 노숙자 보호소와 멜데만스트라세 기숙사에서 보헤미아니즘적 생활을 강요받으며 지냈다. 그는 일용직 노동자로 일하는 동시에, 빈의 명소를 수채화로 그려서 이를 팔아 돈을 벌었다. 빈에 있는 동안, 히틀러는 건축과 음악에 대한 열정을 키워가며 가장 좋아하는 바그너의 오페라인 《로엔그린》을 열 번이나 관람했다.
빈에서 히틀러는 처음으로 인종차별적 어조를 접했다. 카를 뤼거 시장과 같은 포퓰리스트들은 도시에 만연한 반유대주의 감정을 이용했고, 종종 자신의 정치적 이익을 위해 독일 민족주의의 개념을 주장하기도 했으며, 히틀러가 거주했던 마리아힐프 구역에서는 이러한 주장이 더욱 널리 받아들여졌다. 게오르크 리터 폰 쇼네러는 히틀러에게 큰 영향을 미쳤고 그를 통해 히틀러는 마르틴 루터에 대한 존경심을 키웠다. 히틀러는 편견과 동유럽 유대인의 유입에 지역이 압도당할 것이라는 기독교적 두려움을 조장하던 지역 신문을 읽었고 휴스턴 스튜어트 체임벌린, 찰스 다윈, 프리드리히 니체, 귀스타브 르 봉과 아르투어 쇼펜하우어 등의 철학자와 이론가들의 생각을 실은 팜플렛도 접했다. 빈에서 생활하는 동안 히틀러는 열렬한 반슬라브 감정도 키워나갔다.
히틀러의 반유대주의 감정의 기원과 발전은 여전히 논쟁의 여지가 있다. 그의 친구였던 아우구스트 쿠비제크는 히틀러가 린츠를 떠나기 전에 "확실한 반유대주의자"였다고 말했지만, 역사학자 브리지트 하만은 쿠비제크의 주장에 "문제가 있다"고 설명한다. 히틀러는 《나의 투쟁》에서 자신이 빈에서 반유대주의자가 되었다고 말하지만, 그의 그림을 팔던 것을 도왔던 라인홀트 허니쉬는 이에 동의하지 않고 빈에 거주하는 동안 히틀러가 빈에서 유대인들과 교류를 했다고 주장했다. 역사학자 리처드 J. 에반스는 "역사학자들은 현재 일반적으로 그의 악명 높고 살인적인 반유대주의가 독일이 [제1차 세계 대전에서] 패배한 뒤 재앙에 대한 편집증적인 '배후중상설' 주장의 산물로서 만들어졌다는 데 주로 동의한다"고 말했다.
히틀러는 1913년 5월 아버지 유산의 마지막 부분을 받은 뒤 독일 뮌헨으로 이사했다. 그는 오스트리아-헝가리군에 징집 명령을 받았고 1914년 2월 5일 건강 검진을 위해 잘츠부르크로 향했다. 그곳에서 군복무에 부적합하다는 판단을 받은 뒤 뮌헨으로 돌아왔다. 나중에 히틀러는 그곳의 군대에 다양한 인종이 섞여 있었고 오스트리아-헝가리 제국의 붕괴가 임박했다고 생각했기 때문에 합스부르크 제국에 복무하는 것을 원치 않았다고 말했다.

### 제1차 세계 대전

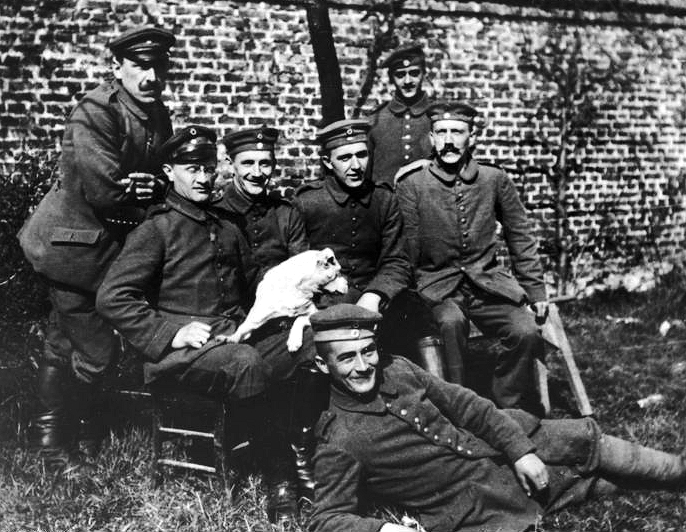
바이에른 육군 예비 보병 16연대의 군인들과 함께 있는 가장 오른쪽에 앉아 있는 히틀러의 모습. (1914~18년경)

1914년 8월, 제1차 세계 대전이 발발했을 때, 히틀러는 뮌헨에서 바이에른 육군에 자발적으로 입대했다. 그는 오스트리아 시민이었기 때문에, 바이에른 당국의 1924년 보고서에 따르면 히틀러가 바이에른 육군에 입대하도록 허용한 것은 행정적 실수일 가능성이 높았다. 바이에른 예비 보병 제16 리스트 연대에 배치되어 프랑스와 벨기에의 서부 전선에서 연락병으로 복무했으며 복무 시기의 거의 절반을 전선 후방에 위치한 푸르네앙웨프의 연대 본부에서 지냈다. 1914년 그는 제1차 이프르 전투에 참여하여 이로 인해 용맹 훈장과 2급 철십자 훈장을 받았다. 전쟁 중에 그는 집중 포화 속에 무너진 건물의 잔해 속에서 파묻혔고, 지휘관인 프리츠 비에데만에 의해 구조되었다.
연대 본부에서 복무하는 동안 히틀러는 예술 작품을 그리며 군 신문에 만화와 설명을 실었다. 1916년 솜 전투 중에 파견대원 대피호에서 포탄이 폭발하여 왼쪽 허벅지에 부상을 입었고, 벨리츠에 위치한 병원에서 거의 두 달을 보내며 회복한 후 1917년 3월 5일 연대에 복귀했다. 그는 1917년 아라스 전투와 파스샹달 전투에 참여했고, 1918년 5월 18일 흑색장을 받았다. 3달 뒤인 1918년 8월, 유대인 상관이었던 후고 구트만 중위의 추천으로 히틀러는 자신의 계급에서 쉽게 받지 못하는 1급 철십자 훈장을 받았다. 1918년 10월 15일, 그는 겨자탄 공격으로 일시적으로 실명하여 파세발크의 병원에 입원했다. 이곳 병원에 입원하는 동안 히틀러는 독일이 전쟁에서 패배했다는 소식을 들었고, 자신의 묘사에 따르면 "그 소식을 듣고 두 번째로 실명했다."
히틀러는 제1차 세계 대전에서 자신의 역할을 "모든 경험 중 가장 위대한 경험"이었다고 말했으며, 지휘관들로부터 그의 용맹함에 대해 칭찬을 받았다. 그의 전쟁 경험은 더욱 독일에 대한 애국심을 불어넣었으며, 이후 1918년 11월 독일의 항복에 큰 충격을 받았다. 독일의 전쟁 상태의 붕괴에 대한 그의 불만은 그의 생각과 이념을 형성하기 시작했다. 다른 독일 민족주의자들처럼 히틀러는 배후중상설(Dolchstoßlegende)을 주장했는데, 이 '배후중상설'은 독일군이 '전장에서 무패'했지만 전선 뒤의 민간 지도자, 유대인, 마르크스주의자, 그리고 '11월 범죄자'라고 불릴 전쟁을 끝낸 휴전 협정에 서명한 이들에 의해 국내 전선에서 "등 뒤에서 칼을 맞았다"고 주장하는 음모론이었다.
베르사유 조약은 독일이 여러 영토를 포기하고 라인란트를 비무장화해야 한다고 규정했으며, 독일에 경제 제재와 막대한 배상금을 부과했다. 많은 독일인들은 이 조약이 부당하며 굴욕적이었다고 생각했으며, 특히 독일이 전쟁에 대한 책임이 있다고 해석하고 선언한 231조에 반발했다. 베르사유 조약과 전후 독일이 처한 경제적, 사회적, 정치적 상황은 나중에 히틀러가 정치적으로 활용했다.

## 정계 입문

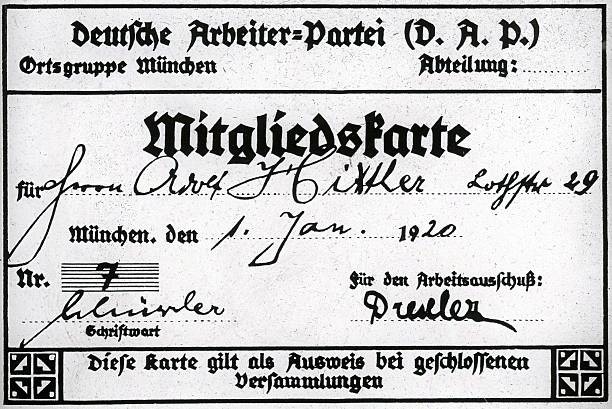
히틀러의 독일 노동자당(DAP) 당원증.

제1차 세계 대전이 종전되고 히틀러는 뮌헨으로 돌아갔다. 진로를 위한 교육이나 희망 진로 없이 군대에 남았다. 1919년 7월, 독일의 군인들에게 영향을 미치던 독일 노동자당(DAP)에 침투하는 임무를 맡고 국가방위군 정찰 부대(Verbindungsmann)의 정보 요원(Aufklärungskommando)으로 배치되었다. 1919년 9월 12일 독일 노동자당 회의에서 당의장이었던 안톤 드렉슬러는 히틀러의 연설 능력에 깊은 인상을 받았고, 그는 히틀러에게 반유대주의, 민족주의, 반자본주의, 반마르크스주의 사상이 담긴 자신의 《나의 정치적 깨달음》 팜플렛을 주었다. 군 상관의 명령에 따라 히틀러는 당에 가입을 신청했고 일주일 만에 당원 수를 많게 보이도록 번호를 500번부터 계산하던 당으로부터 555번의 번호를 받았다.
히틀러는 1919년 9월 16일 아돌프 겜을리히에게 보낸 편지에서 처음으로 유대인 문제에 대한 의견을 글로 밝혔으며, 편지에서 히틀러는 정부의 목표는 "확고히 유대인을 완전히 제거하는 것"이어야 한다고 주장했다. 독일 노동자당에서 히틀러는 당의 창립자 중 한 명이자 신비주의 툴레 협회의 회원인 디트리히 에카르트를 만났고, 이후 에카르트는 히틀러의 멘토가 되어 의견을 교환하고 그를 뮌헨 사회의 다양한 분야에 소개했다. 호소력을 높이기 위해 독일 노동자당은 당의 이름을 '국가사회주의 독일 노동자당'(Nationalsozialistische Deutsche Arbeiterpartei, "나치당")으로 변경했으며, 히틀러는 이 과정에서 빨간 배경 속 흰색 원 안에 스와스티카를 넣은 상징을 제작했다.
히틀러는 1920년 3월 31일 군에서 제대하여 당에서 전적으로 일하기 시작했다. 당 본부는 뮌헨에 위치했었는데, 이 시기 뮌헨은 마르크스주의를 근절하고 바이마르 공화국을 붕괴시키려는 독일 민족주의자들의 중심지였다. 1921년 2월, 이미 히틀러는 군중을 조작하는 데 능숙했으며, 6천 명 이상의 군중 앞에서 연설했다. 연설을 홍보하기 위해 당 지지자들이 트럭 두 대를 가지고 뮌헨을 돌며 스와스티카를 흔들고 전단지를 돌렸다. 히틀러는 베르사유 조약과 경쟁 정치인들, 특히 마르크스주의자와 유대인들에 대한 시끄러운 논쟁 연설로 악명과 유명세를 얻었다.

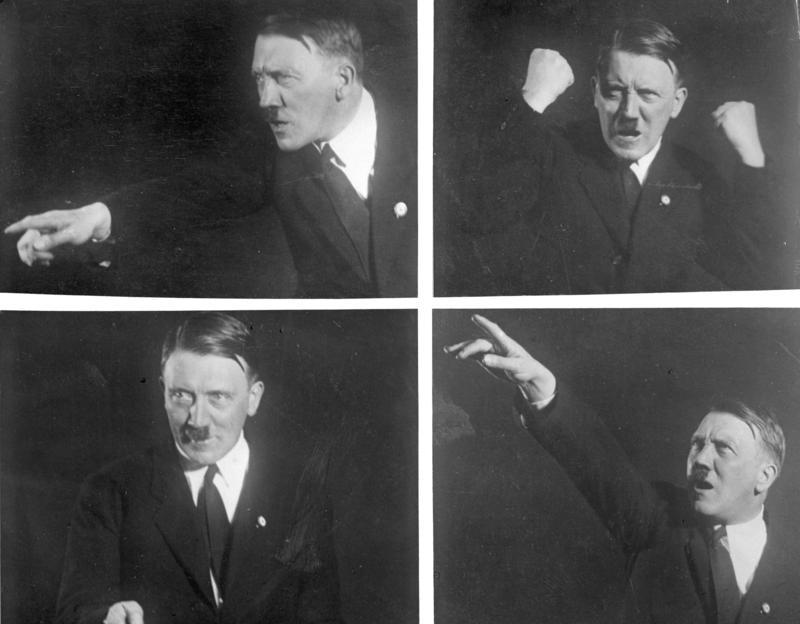
1930년 9월 히틀러가 카메라 앞에서 포즈를 취하고 있다.

1921년 6월, 히틀러와 에카르트가 베를린으로 모금 여행을 떠난 동안, 뮌헨의 나치당 내부에서 반란이 일어났다. 나치당 집행위원회 위원들은 당을 뉘른베르크의 독일 사회당(DSP)에 통합시키려고 시도했다. 이에 히틀러는 7월 11일 뮌헨으로 돌아와 분노하며 사임서를 제출했고, 위원들은 주요 공직 인물이자 연설가가 사임한다면 당이 끝날 것이라는 사실을 깨달았다. 히틀러는 당의장인 드렉슬러를 대체하고 당 본부가 뮌헨에 남는다는 조건으로 다시 나치당에 가입하겠다고 발표했으며 이에 동의한 위원회는 7월 26일 히틀러를 3,680번으로 가입시켰다. 그러나 히틀러는 나치당 내에서 계속해서 반대에 부딪혔다. 당 지도부 내에서 히틀러에 반대하는 이들은 헤르만 에서를 당에서 추방하고 히틀러를 당의 반역자로 비난하는 팸플릿을 3천 부 이상 발행했다. 그 다음 날, 히틀러는 대규모 청중 앞에서 자신과 에서를 변호하는 연설을 했고, 엄청난 박수갈채를 받았다. 그의 전략은 성공적이었고, 7월 29일 특별 당대회에서 히틀러는 533 표 대 1표로 드렉슬러의 뒤를 이어 당의장으로서 절대적인 권한을 부여받았다.

히틀러의 독설적 맥주홀 연설은 정기적으로 청중을 끌어모으기 시작했으며, 선동가로서 그는 희생양 지목을 포함하여 대중적 주제를 사용하고 청중의 경제적 어려움을 호소하는 데 능숙해졌다. 히틀러는 대중 연설에서 개인적 매력과 군중 심리에 관한 자신의 이해를 활용했다. 역사학자들은 그의 수사법이 많은 청중에게 최면을 거는 듯한 효과를 냈고, 그의 눈은 일부 집단에게 최면을 거는 효과를 얻었다고 말하며, 히틀러 청소년단의 구성원이었던 알폰스 헥은 다음과 같이 회상했다.
우리는 히스테리에 가까운 민족주의적 자부심에 열광했습니다. 몇 분 동안 우리는 눈물을 흘리며 목청껏 소리쳤습니다. "지크 하일! 지크 하일! 지크 하일!" 그 순간부터 저의 몸과 영혼 모두 아돌프 히틀러의 것이 되었습니다.

히틀러의 초기 지지자에는 루돌프 헤스, 공군 에이스 헤르만 괴링, 육군 대위 에른스트 룀 등이 있었다. 룀은 나치당의 준군사조직 돌격대(Sturmabteilung)의 수장이 되었으며, 돌격대가 나치당원들을 보호하고 정치적 반대파들을 공격하는 것을 지휘했다. 이 시기 히틀러의 생각에 중요한 영향을 끼친 것은 백계 러시아인 망명자들과 초기 나치당원으로 구성된 음모 조직 아우프바우 페라이니궁(Aufbau Vereinigung)이었으며, 이 조직은 부유한 산업가들로부터 자금을 지원받아 유대인의 국제 자본과 볼셰비즘를 연관시킨 음모론을 히틀러에게 소개했다.
나치당의 이념은 1920년 2월 24일 '25개조 강령'에서 드러났다. 강령은 일관된 이념을 나열하지 않았지만, 극우 민족주의, 베르사유 조약에 반대하는 것, 자본주의에 대한 불신, 일부 사회주의 사상과 푈키셰 범독일주의 운동에 사용되었던 사상의 혼합체를 소개했다. 히틀러에게 가장 중요한 측면은 반유대주의적 입장이었으며, 그는 이를 선전과 사람들을 당으로 끌어들일 수 있는 기반으로 생각했다.

### 맥주홀 폭동과 란츠베르크 교도소

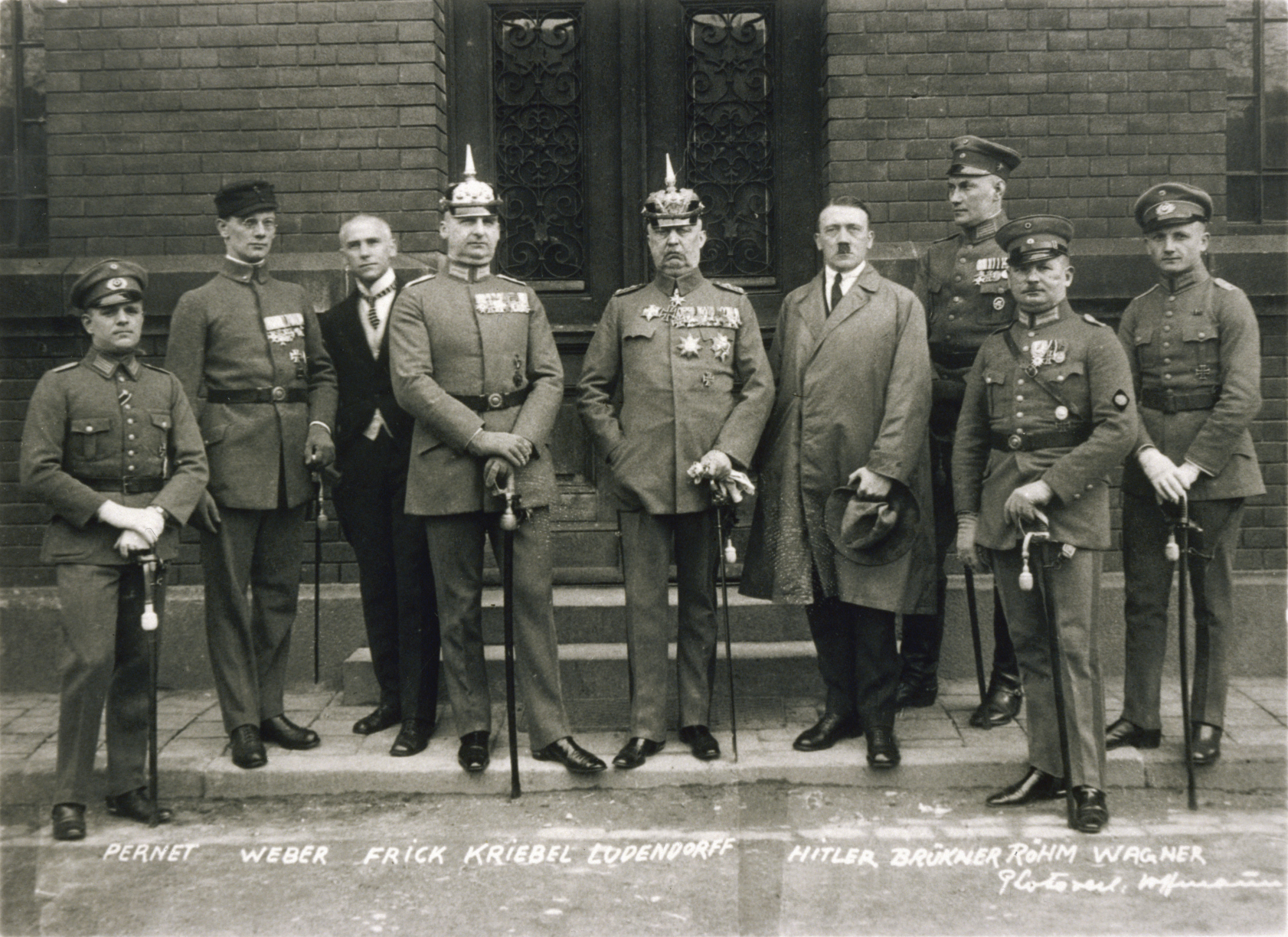
1924년 4월 1일 뮌헨 폭동 재판의 피고인. 왼쪽부터 오른쪽으로 하인츠 페르네, 프리드리히 베버, 빌헬름 프리크, 헤르만 크리벨, 에리히 루덴도르프, 히틀러, 빌헬름 브뤼크너, 에른스트 룀, 로버트 바그너이다.

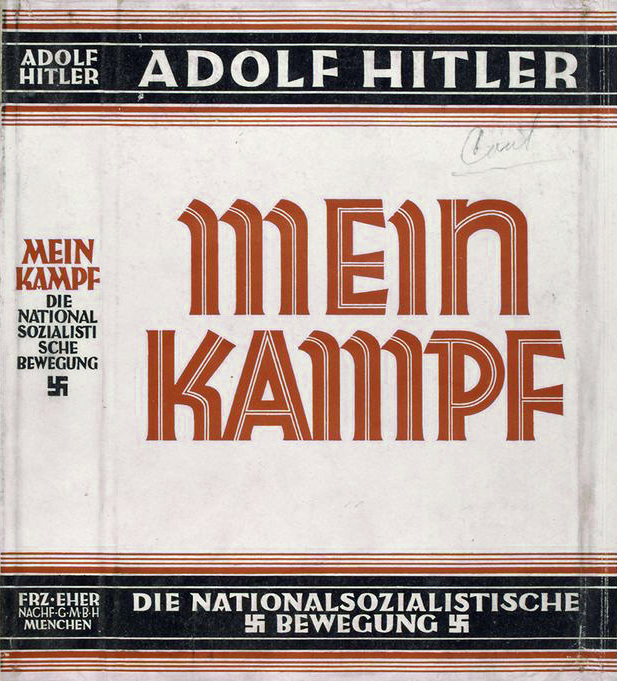
히틀러가 1925년에 저술한 《나의 투쟁》의 1926~28년판의 더스트 재킷.

1923년, 히틀러는 '뮌헨 폭동' 또는 '맥주홀 폭동'이라고 알려지게 될 쿠데타 시도를 위해 제1차 세계 대전 독일군 장교였던 에리히 루덴도르프에게 도움을 요청했다. 나치당은 이탈리아 파시즘을 그들의 모습과 정책적 모델로 선택했고, 히틀러는 1922년 베니토 무솔리니의 로마 진군을 본떠 바이에른에서 쿠데타를 일으켜 베를린 정부에 도전하고자 했다. 히틀러와 루덴도르프는 바이에른주의 사실상의 통치자였던 '주지사'(Staatskommissar) 구스타프 리터 폰 카어의 지원을 구했지만, 카어는 히틀러 없이 주 경찰청장 한스 리터 폰 자이서, 장군 오토 폰 로소프와 함께 민족주의 독재 정권을 수립하려고 시도하고 있었다.
1923년 11월 8일, 히틀러와 돌격대는 뮌헨의 맥주홀인 뷔르게르브로이켈러(Bürgerbräukeller)에서 카르가 주최한 3,000명의 대중 집회를 습격했고, 카르의 연설을 방해하면서 민족 혁명이 시작되었으며 루덴도르프와 함께 새로운 정부를 수립할 것이라고 선언했다. 연설대 뒤에서 히틀러는 권총으로 카어, 자이서, 로소프를 협박하여 지원하겠다는 약속을 얻어냈다. 히틀러의 병력은 지역 국가방위군과 경찰 본부를 확보하는 데 성공했지만, 주지사 카어는 재빨리 지원 약속을 철회했고 확보한 군대나 경찰 모두 히틀러에 동조하지 않았다. 다음 날, 히틀러와 그의 지지자들은 맥주홀에서 바이에른 전쟁부로 진격하여 바이에른 정부를 전복하려고 시도했지만, 경찰에 의해 해산되었고 이 쿠데타로 인해 16명의 나치당원과 4명의 경찰관이 사망했다.
히틀러는 에른스트 한프스타엔글의 집으로 도망쳤고, 일부 자료에 따르면 그곳에서 자살을 고려했다. 1923년 11월 11일 그는 반역죄로 체포되었을 때 우울감을 가졌지만 침착했으며, 1924년 2월이 되서야 바이에른 인민법원에서 그에 대한 재판이 시작되었다. 히틀러가 자리를 비운 사이 알프레트 로젠베르크가 나치당의 임시 지도자가 되었고, 4월 1일 히틀러는 란츠베르크 교도소에서 5년형을 선고받았다. 교도소에서 그는 경비원들로부터 친절한 대우를 받았고, 지지자들의 편지 전달과 당 동료들의 정기적인 방문이 허용되었다. 검찰의 반대에도 불구하고 바이에른 대법원의 사면으로 히틀러는 1924년 12월 20일 풀려났고, 구금 기간을 포함하여 그는 1년 넘게 감옥에 있었다.
란츠베르크 교도소에 있는 동안 히틀러는 《나의 투쟁》(Mein Kampf, 원제는 《거짓말, 어리석음, 비겁함에 맞선 4년 반의 투쟁》)의 첫 번째 권을 작성했으며 이 중 대부분을 운전사 에밀 모리스에게, 나중에는 부관인 루돌프 헤스에게 받아쓰도록 했다. 책은 툴레 협회 회원 디트리히 에카르트에게 헌정되었으며, 히틀러의 이념에 대한 설명을 포함한 자서전이었다. 책은 독일 사회를 인종에 기반한 사회로 바꾸려는 히틀러의 계획을 설명했으며, 책 전체에서 유대인은 '세균'이자 '국제 독살자'로 묘사된다. 히틀러의 이념에 따르면 유일한 해결책은 이들을 박멸하는 것이었으며, 책에서 히틀러는 이를 정확히 어떤 방법으로 실행할 것인지 밝히지 않았지만 이언 커쇼는 "본질적인 대량 학살적 추진력은 부인할 수 없다"고 말했다.
1925년과 1926년 두 권으로 출판된 《나의 투쟁》은 1925년에서 1932년 사이에 22만 8천 여 부가 팔렸으며, 히틀러가 집권한 첫 해인 1933년 동안 100만 부가 추가로 팔렸다. 히틀러가 가석방 대상이 되기 직전, 바이에른 정부는 그를 오스트리아로 추방할 계획을 수립했지만, 오스트리아 연방총리는 독일군에서 히틀러가 복무한 기록이 있기 때문에 오스트리아 시민권이 무효화되었다는 말도 안되는 이유로 이를 거절했다. 이에 히틀러는 1925년 4월 7일 공식적으로 오스트리아 시민권을 포기했다.

### 나치당 재건
히틀러가 감옥에서 풀려난 뒤, 당시 독일 정치계는 덜 호전적이었고 경제 상황도 개선되어 히틀러가 선동할 기회가 상대적으로 줄어들었으며, 맥주홀 폭동 이후 나치당과 그 산하 조직은 바이에른에서 금지되었다. 1925년 1월 4일 바이에른 총리 하인리히 헬트와의 회동에서 히틀러는 국가적 권위를 존중하는 동시에, 민주적 과정을 통해서만 정치적 권력을 추구하겠다고 약속했다. 이 회동으로 2월 16일 나치당에 대한 금지가 해제되었다.
하지만 2월 27일 히틀러가 선동적인 연설을 한 후, 바이에른 당국에 의해 대중 연설이 금지되었고 이는 1927년까지 이어졌다. 바이에른 지역에서 연설이 금지되었음에도 불구하고, 히틀러는 그레고어 슈트라서, 오토 슈트라서, 요제프 괴벨스와 협력하여 북독일 지역에서 나치당을 조직하고 확대했다. 그레고어 슈트라서는 당을 확대할 때 사회주의적 요소를 강조하면서 보다 독립적인 정치적 방향을 잡았다.
1929년 10월 24일 미국의 주식 시장이 붕괴했다. 이로 인한 독일에서의 충격은 끔찍했고, 수백만 명이 실업자가 되었고 여러 주요 은행이 붕괴했다. 히틀러와 나치당은 비상 상황을 이용해 당에 대한 지지를 끌어모으기 위한 준비를 하기 시작했으며, 베르사유 조약을 거부하고 경제를 강화하며 일자리를 제공할 것을 주장했다.

## 권력 장악
| 선거        | 득표수     | 득표율 (%) | 국가의회 의석 | 비고                              |
| ----------- | ---------- | ---------- | ------------- | --------------------------------- |
| 1924년 5월  | 1,918,300  | 6.5        | 32            | 히틀러의 감옥 복역 시기           |
| 1924년 1월  | 907,300    | 3.0        | 14            | 히틀러 석방 직후                  |
| 1928년 5월  | 810,100    | 2.6        | 12            |                                   |
| 1930년 9월  | 6,409,600  | 18.3       | 107           | 대공황 직후                       |
| 1932년 7월  | 13,745,000 | 37.3       | 230           | 히틀러의 대통령 후보 등록 이후    |
| 1932년 11월 | 11,737,000 | 33.1       | 196           |                                   |
| 1933년 3월  | 17,277,180 | 43.9       | 288           | 히틀러 총리 재임 시기 유일한 총선 |

### 하인리히 브뤼닝 정부

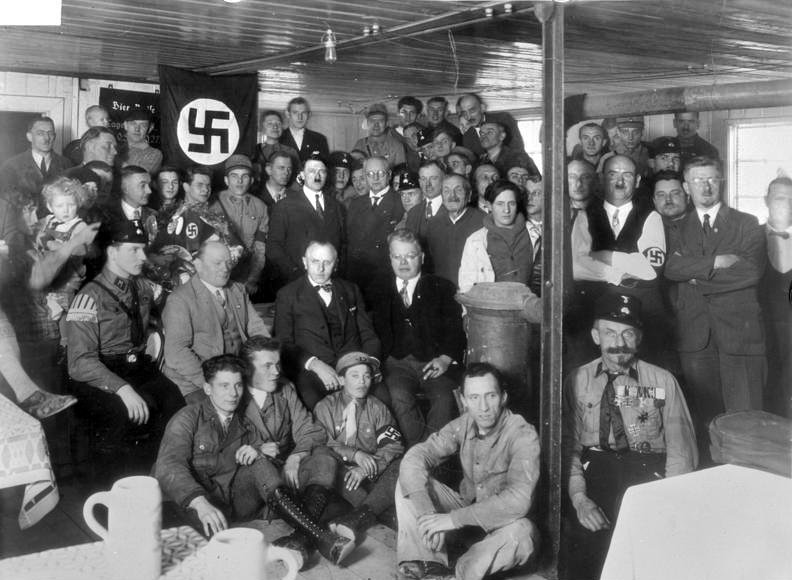
히틀러와 나치당 재무관 프란츠 크사버 슈바르츠가 1930년 12월 뮌헨의 브리너 스트라세에 있는 팔레 바로우를 브라운 하우스 본부로 개조하는 헌정식에 참여하고 있다.

대공황은 히틀러에게 정치적 기회를 제공했다. 독일인은 우익과 좌익의 극단주의자들의 도전에 직면한 의회 공화국에 대해 상반된 감정을 가졌고, 온건 정당들은 극단주의의 물결을 막는 데 실패하면서, 1929년 국민투표에서 나치의 이념이 성장할 수 있었다. 1930년 9월 선거의 결과로 대연정이 해체되고 소수 내각으로 대체되었다. 중앙당의 하인리히 브뤼닝이 이끄는 내각은 파울 폰 힌덴부르크 대통령의 비상사태를 활용하여 통치했으며, 법령에 의한 통치가 새로운 기준이 되었고 이를 통해 권위주의적 정부 형태를 만들었다. 나치당은 무명 정당에서 벗어나 1930년 선거에서 18.3%의 득표율과 107석의 의석을 차지하여 의회에서 두 번째로 큰 정당이 되었다.
1930년 후반 히틀러는 두 명의 국가방위군 장교인 리하르트 셰링거 중위와 한스 루딘의 재판에 참여했으며, 두 사람 모두 당시 국가방위군 군인들에게 불법이었던 나치당 가입 혐의로 기소되었다. 검찰은 나치당이 극단주의 정당이라고 주장했고, 이에 변호인 한스 프랑크는 히틀러에게 증언을 요구했다. 1930년 9월 25일, 히틀러는 증언을 통해 나치당이 오로지 민주적 선거를 통해서만 정치적 권력을 얻을 것이라고 주장했으며 이를 통해 많은 장교들에게 지지를 얻었다.
하인리히 브뤼닝의 긴축 정책은 경제적 개선을 거의 얻어내지 못했고, 국민들로부터 극심한 반감을 샀다. 히틀러는 1920년대의 인플레이션과 대공황으로 피해를 입은 농부, 전쟁 참전 용사, 중산층 등과 같은 사람들을 특별히 겨냥하여 메시지를 전달함으로써 정치적으로 이용했다.
1925년 히틀러는 오스트리아 시민권을 포기했지만 거의 7년 동안 독일 시민권을 취득하지 못했다. 따라서 그는 무국적자였고, 이는 공직에 출마할 법적 권한이 없는 동시에 여전히 추방의 위험에 있음을 의미했다. 1932년 2월 25일, 나치당 소속이었던 브라인슈바이크의 내무장관 디트리히 클라게스는 히틀러를 베를린의 국가의회에 파견하는 국가 대표단의 행정관으로 임명하여 그를 브라운슈바이크 시민이자 독일의 시민으로 만들었다.
히틀러는 1932년 대통령 선거에서 힌덴부르크와 경쟁했다. 1932년 1월 27일 뒤셀도르프의 산업 클럽에서 히틀러가 한 연설은 독일에서 가장 강력한 기업가들의 지지를 얻었다. 힌덴부르크는 다양한 민족주의, 군주주의, 가톨릭, 공화주의 정당과 일부 사회민주당의 지지를 받았다. 반면 히틀러는 "독일을 지배하는 히틀러"(Hitler über Deutschland)라는 선거 구호를 사용했는데, 이는 그의 정치적 야망과 항공기를 이용한 선거 운동을 뜻하는 것이었다. 그는 선거 운동을 위해 항공기 여행을 사용한 최초의 정치인 중 한 명이었으며 그의 선거 운동은 매우 효과적이었다. 히틀러는 두 차례의 선거에서 모두 두 번째로 많은 표를 받았고 최종 선거에서 35% 이상의 득표율을 얻었으며, 그는 힌덴부르크에게 패배했지만 선거를 통해 독일 정치의 강력한 세력으로 자리매김했다.

### 총리 임명

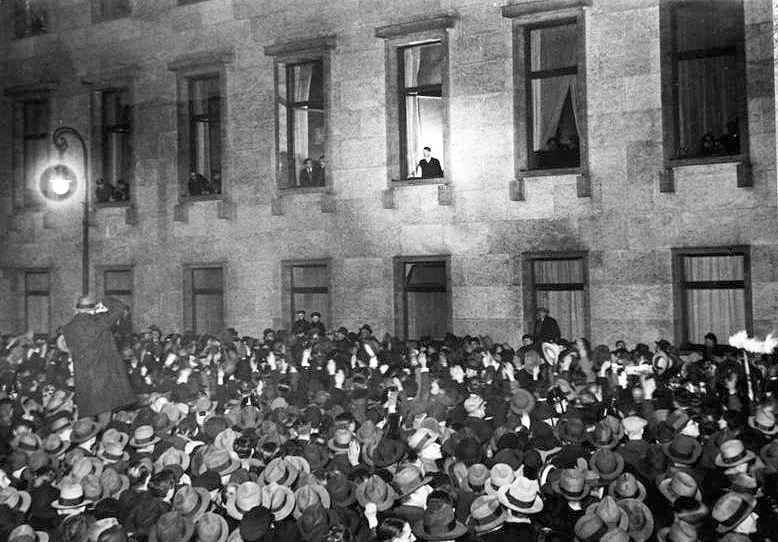
총리로 취임한 1933년 1월 30일 저녁, 국가수상부 관저에서 박수를 받는 히틀러의 모습.

실질적인 능력을 갖춘 정부가 없는 상황에서 두 명의 저명한 정치인 프란츠 폰 파펜과 알프레트 후겐베르크를 포함하여 여러 기업가와 사업가들이 힌덴부르크에 편지를 써서 히틀러를 "의회의 정당들로부터 독립된" 정부의 수반으로 임명해 "수백만 명의 사람들을 고취시킬" 변화를 할 만들 것을 촉구했다.
힌덴부르크는 1932년 7월과 같은 해 11월에 실시된 두 차례의 추가 총선에서 다수당 정부가 구성되지 않자, 마지못해 히틀러를 총리에 임명하는 데에 동의했다. 국가의회에서 가장 많은 의석을 차지한 나치당을 이끌고 히틀러는 후겐베르크가 이끌던 독일 국가인민당(DNVP)과 함께 연립 정부를 구성했다. 1933년 1월 30일, 힌덴부르크의 사무실에서 간단한 선서를 통해 새 내각이 수립되었으며, 나치당은 총리의 히틀러, 내무장관의 빌헬름 프리크, 프로이센 내무장관의 괴링, 이 3가지 주요 직책을 확보했다. 히틀러는 독일 대부분 지역의 경찰을 통제하기 위해 장관직을 이용했다.

### 국가의회 화재 사건과 3월 총선
총리로서 히틀러는 나치당의 반대파들이 다수당 정부를 구성하려는 시도를 막았다. 정치적 교착 상태 때문에 그는 힌덴부르크에게 다시 국가의회를 해산할 것을 요청했고, 이는 받아들여져 총선은 3월 초에 예정되어 있었다. 1933년 2월 27일, 국가의회 의사당 건물에 화재가 발생했다. 불타는 건물 안에서 네덜란드 공산주의자 마리뉘스 판데르뤼버가 발견되었기 때문에, 괴링은 이 화재가 공산주의의 음모라며 비난했다. 1960년대까지 윌리엄 L. 샤이러, 앨런 블록을 포함한 역사학자들은 이 화재가 나치당의 음모라고 생각했지만, 1998년 이후 이언 커쇼에 따르면 거의 모든 현대 역사학자들은 판데르뤼버가 단독으로 방화를 저질렀다는 것에 동의한다.
히틀러의 촉구에 따라 힌덴부르크는 나치당이 초안한 2월 28일 기본권은 제한하고 재판 없이 구금할 수 있도록 허용한 〈국가의회 화재에 관한 법률〉에 서명하며 화재에 대응했다. 이 법률은 바이마르 헌법 제48조에 의해 허용될 수 있었는데, 이 조항은 대통령에게 공공의 안전과 질서를 보호하기 위해 비상 조치를 취할 수 있는 권한을 주었다. 법률을 통해 독일 공산당(KPD)은 탄압받았고, 약 4천 명의 공산당원이 체포되었다.
나치당은 정치적 캠페인 외에도, 준군사조직의 폭력과 총선 기간 며칠 동안 반공주의 선전을 퍼뜨렸다. 1933년 3월 6일 치러진 국가의회 선거로 나치당은 43.9%의 득표율을 얻었고, 국가의회에서 가장 많은 양의 의석을 차지했다. 그러나 나치당은 과반수를 확보하지 못했고, 결국 국가인민당과의 또다른 연립이 이루어져야 했다.

### 포츠담의 날과 전권 위임법

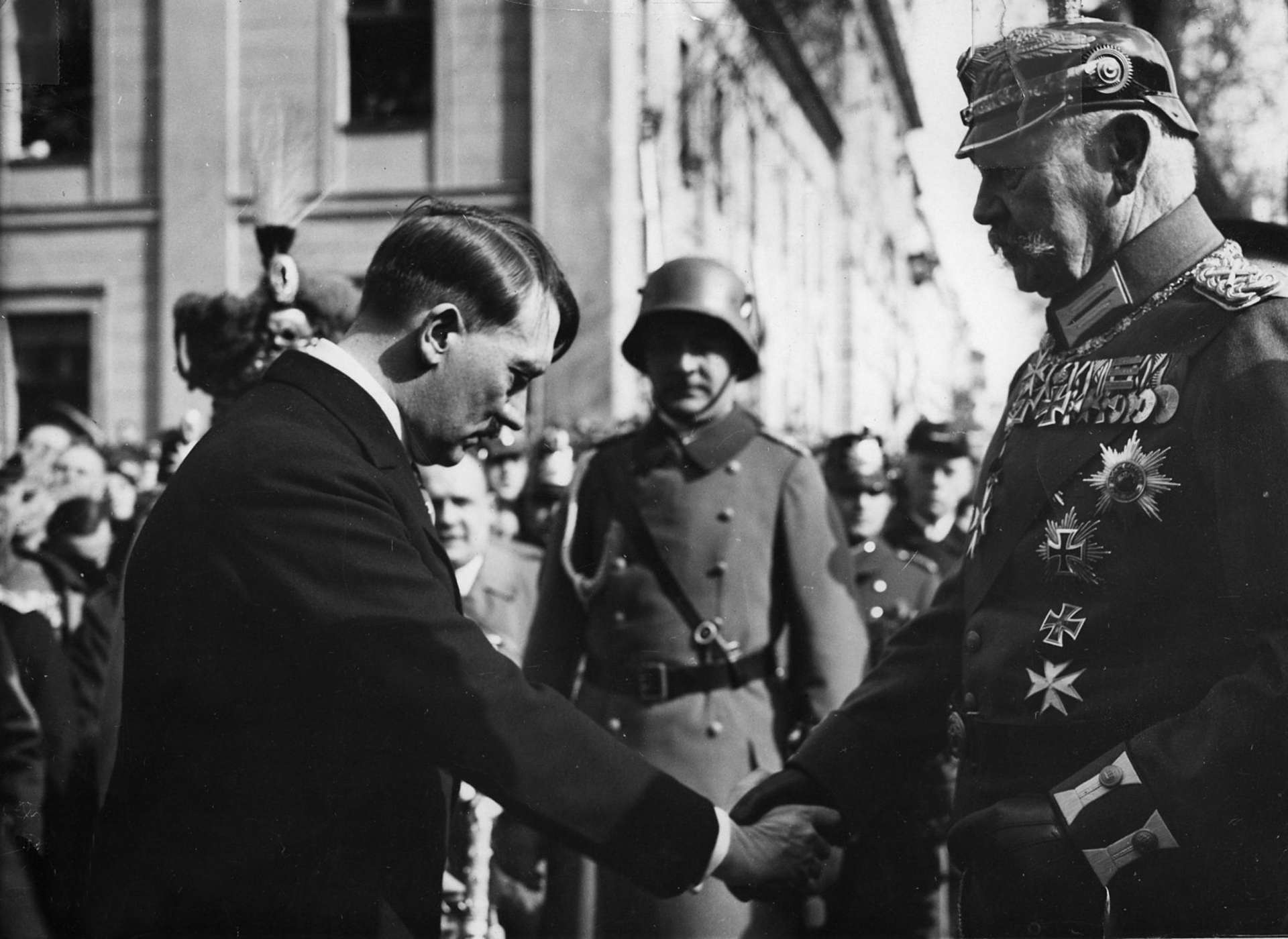
1933년 3월 21일 포츠담의 날의 히틀러와 파울 폰 힌덴부르크의 모습.

1933년 3월 21일, 포츠담의 가리스 교회에서 새로운 국가의회의 구성을 알리는 개회식이 열렸다. 이 '포츠담의 날'은 나치 운동과 구 프로이센 엘리트와 군대의 단결을 나타내기 위해 열렸으며, 히틀러는 모닝 코트를 입고 나타나 힌덴부르크를 겸손히 맞이했다.
국가의회에서 절대 다수를 차지하지 못했음에도 불구하고 히틀러 정부는 완전한 정치적 통제권을 얻기 위해 새로 선출된 국가의회에서 〈전권 위임법〉(Ermächtigungsgesetz)을 표결에 부쳤다. 이 법률의 공식 명칭은 〈국가와 민족의 위난을 극복하기 위한 법률〉(Gesetz zur Behebung der Not von Volk und Reich)이었으며, 히틀러 정부가 4년 동안 국가의회의 동의 없이 법률을 제정할 수 있는 권한을 부여했다. 이 법률은 (일부 예외를 제외하고) 히틀러에게 헌법에서 벗어날 수 있는 방법을 제공했다.
헌법적인 영향을 가졌기 때문에, 〈전권 위임법〉은 통과되기 위해 의회 의석 3분의 2 이상의 표가 필요했다. 이를 우연에 맡기지 않기 위해, 나치당은 국가의회 화재에 관한 법률의 조항을 활용하여 이전에 총선 출마를 막지 못해 당선된 81명의 공산당 의원을 모두 체포했다. 그리고 여러 사회민주당 의원들이 참석하지 못하도록 방해했다.
1933년 3월 23일, 국가의회는 격동의 상황에서 크롤 오페라 하우스에 모였다. 건물 내부에는 돌격대가 경비를 섰고, 제안된 법안에 반대하는 대규모 인파는 도착한 의원들을 향해 구호를 외치며 위협했다. 히틀러가 중앙당 대표 루트비히 카스에게 힌덴부르크가 거부권을 유지할 것이라고 말로 약속한 이후, 카스는 중앙당이 전권 위임법을 지지할 것이라고 발표했다. 결국 법안은 사회민주당을 제외한 모든 정당이 찬성하여, 찬성 444표 대 반대 94표로 통과되었다. 전권 위임법은 국가의회 화재에 관한 법률과 함께 히틀러 정부를 사실상의 합법적 독재 정권으로 만들었다.

### 독재 정권 수립
말도 안 되는 소리를 하는 것처럼 보일 위험을 무릅쓰고 말씀드리지만, 국가사회주의 운동은 1,000년 동안 계속될 것입니다! ... 15년 전 제가 언젠가 독일을 통치할 것이라고 선언했을 때 사람들이 저를 비웃었던 것을 잊지 마십시오. 제가 권력을 유지하겠다고 선언한 지금도, 그들은 똑같이 어리석게 웃고 있습니다!— 아돌프 히틀러, 1934년 6월 베를린 주재 영국 특파원에게 보낸 편지에서

히틀러와 그의 동맹 세력은 정부의 입법부와 행정부를 완전히 장악한 이후, 반대파들을 억압하기 시작했다. 사회민주당은 불법화되었고, 자산은 압류되었다. 많은 노동조합 대표들이 5월 1일 활동을 위해 베를린으로 향한 동안, SA 돌격대는 전국의 노동조합 사무실을 급습했다. 1933년 5월 2일, 모든 독일 내 노동조합은 해산되었고, 지도자들은 체포되었으며 일부는 강제 수용소로 이송되었다. 독일 노동전선은 모든 노동자, 공무원, 기업가들을 포괄하고 대표하는 조직으로 수립되었으며, 노동전선은 히틀러의 폴크스게마인샤프트(Volksgemeinschaft) 정신에 따라 나치즘 이념을 반영했다.

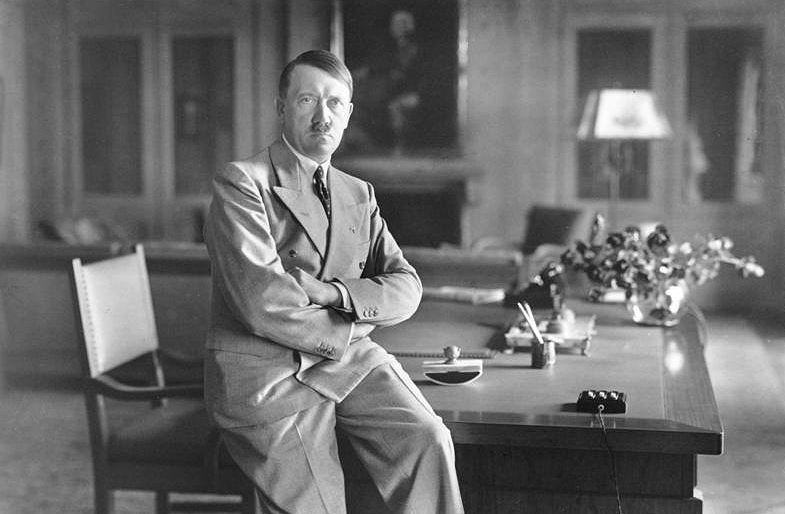
1934년 히틀러는 지도자 겸 국가수상(Führer und Reichskanzler)라는 칭호로 독일의 국가원수가 되었다.

6월 말까지 다른 정당들은 자체 해산하라는 위협을 받았으며, 여기에는 나치당의 명목상 연립 파트너인 국가인민당도 포함되어 있었다. 히틀러는 돌격대의 도움으로 6월 29일 국가인민당 당의장 후겐베르크가 사임하도록 만들었다. 최종적으로, 1933년 7월 14일 나치당은 독일 내에서 유일한 합법 정당으로 선언되었다. 돌격대가 더 많은 정치적, 군사적 권력을 요구하자, 군사와 산업 및 정치 지도자들 사이에서 불안감이 조성되었다. 이에 히틀러는 1934년 6월 30일부터 7월 2일까지 이어진 장검의 밤 사건으로 돌격대 지도부 전체를 숙청했다. 히틀러는 장검의 밤 사건에서 그레고어 슈트라서, 쿠르트 폰 슐라이허와 같은 정치적 반대파들과 함께 에른스트 룀을 포함한 돌격대 지도부를 표적으로 삼았고, 이들을 체포해 총살했다. 국제 사회와 일부 독일인들은 이러한 일련의 살해에 충격을 받았지만, 대부분의 독일인들은 히틀러가 질서를 회복하고 있다고 믿었다.
1934년 8월 2일 힌덴부르크가 사망했다. 이 전날 내각은 〈독일국의 국가원수에 관한 법률〉을 제정했는데, 이 법률은 힌덴부르크가 사망하면 대통령직이 폐지되고 대통령의 권한이 총리의 권한과 합쳐진다고 명시했다. 따라서 힌덴부르크의 사망 이후 히틀러는 국가원수이자 정부수반이 되었고, 그 직책의 명칭은 지도자 겸 국가수상(Führer und Reichskanzler)이었지만 결국 국가수상직은 폐지되었다. 이 조치로 히틀러는 자신이 직책에서 해임될 수 있는 마지막 법적 방법을 제거했다.
국가원수로서 히틀러는 군대의 총사령관이 되었다. 힌덴부르크가 사망한 직후, 국가방위군 지도부의 선전으로 군인들의 전통적인 충성서약은 총사령관이나 국가가 아닌, 히틀러 개인의 이름에게 충성을 맹세하는 것으로 대체되었다. 8월 19일, 대통령직과 총리직의 합병은 국민투표에서 유권자의 88%가 찬성하여 승인되었다.

히틀러의 개인 상징.

1938년 초, 히틀러는 블롬베르크-프리치 위기를 선동하여 군부에 대한 지배력을 강화하려고 시도했다. 히틀러는 블롬베르크의 아내가 매춘 기록이 있다는 것을 보여주는 경찰 문서를 사용하여 전쟁장관이자 야전 사령관 베르너 폰 블롬베르크가 사임하도록 강요했으며, 육군 사령관 베르너 폰 프리치는 친위대(SS)가 그가 동성애적 관계가 있었다는 혐의를 제기한 이후 해임되었다. 블롬베르크와 프리치 모두 1938년 초 국방군을 전쟁에 대비시키라는 히틀러의 명령에 반대했던 인물이었다. 히틀러는 블롬베르크의 최고 사령관 직책을 이어받아 군대를 직접 지휘했다. 그는 전쟁성을 빌헬름 카이텔이 이끄는 국방군최고사령부(Oberkommando der Wehrmacht)로 대체했으며, 같은 날 16명의 장군이 지휘권을 박탈당했고 44명이 다른 직위로 배정받았다. 이들은 모두 나치당에 호의적이지 않았다는 의심을 받았으며, 1938년 2월 초까지 12명의 장군이 추가로 해임되었다.
히틀러는 자신의 독재가 합법적인 것처럼 보이도록 노력했다. 그의 법률안 중 다수는 명백히 〈국가의회 화재에 관한 법률〉과 바이마르 헌법 제48조에 근거하고 있었으며, 국가의회는 4년 기간의 〈전권 위임법〉을 두 번 갱신했다. 국가의회 선거는 1933년, 1936년, 1938년 계속해서 치러지고 있었지만, 유권자들에게는 나치당 후보와 친나치 무소속 후보만의 단일 명단이 제시되었고, 나치당은 90%가 넘는 득표율을 얻었다. 이러한 가짜 선거는 비밀 선거와는 거리가 멀었으며, 나치당은 투표하지 않거나 반대표를 던진 사람들에게 엄중한 보복으로 위협했다.

## 나치 독일

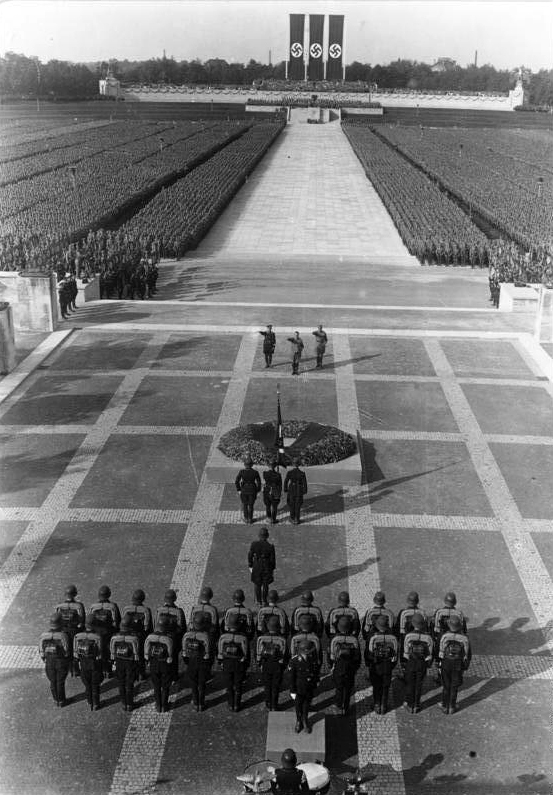
히틀러, 하인리히 힘러, 돌격대의 수장 빅토르 루츠가 1934년 뉘른베르크 전당대회에서 나치 경례를 하고 있다.

### 경제와 문화
1934년 8월, 히틀러는 국가은행의 총재 얄마르 샤흐트를 경제부 장관으로 임명했고, 이듬해 전쟁 경제 전권대사로 임명하여 전쟁에 대비한 경제를 만들도록 했다. 나치 독일의 재건과 재무장은 메포 어음, 화폐 인쇄와 유대인 등의 국가의 적으로 체포된 이들의 자산 압류 등의 여러 방법을 통해 자금을 조달했다. 이러한 정책으로 실업자 수는 1932년 600만 명에서 1936년에는 100만 명 미만으로 감소했다. 히틀러는 독일 역사상 가장 큰 규모의 인프라 개선 계획을 감독했고, 댐, 아우토반, 철도 건설을 포함한 많은 토목 공사들이 진행되었다. 1930년대 중반에서 후반까지 독일인들의 임금은 바이마르 공화국 시기보다 낮았음에도 불구하고, 생활비는 약 25% 증가했다. 전쟁 경제로 전환되는 동안 독일인들의 근무 시간은 같이 증가했으며, 1939년까지 독일인들은 평균 주당 47~50시간씩 일했다.
히틀러 정부는 엄청난 규모로 건축 분야에 후원을 했다. 독일 문화에 대한 히틀러의 고전주의적 재해석을 구현하는 데 중요한 역할을 한 알베르트 슈페어는 베를린의 제안된 건축적 개조를 담당하고 준비했다. 여러 국가들이 보이콧할 위험에도 불구하고, 히틀러는 나치 독일에서 1936년 하계 올림픽을 개최했으며, 가르미슈파르텐키르헨에서 열린 1936년 동계 올림픽과 하계 올림픽에서 개회식을 선언하고 여러 행사에 참여했다.

### 재무장과 새로운 동맹국
1933년 2월 3일, 독일의 군 지도자들과의 회동에서 히틀러는 "동부의 생활권(Lebensraum) 확보와 무자비한 독일화"를 궁극적인 외교 정책의 목표로 언급했다. 3월 외무부(Auswärtiges Amt) 비서관인 베른하르트 폰 뷜로 왕자는 오스트리아의 합병, 1914년 독일 제국의 국경 복원, 베르사유 조약에 따른 군사 제한 철폐, 아프리카의 이전 독일 식민지 반환과 동유럽 전역에 대한 독일화를 주요 외교 목표로 설정했다. 히틀러는 뷜로의 목표가 너무 겸손하다고 생각했지만, 이 기간 동안 그는 연설에서 자신의 정책의 평화적 목표와 국제 협정을 준수하려는 의지를 강조했다. 1933년 첫 내각 회의에서 히틀러는 실업자 구제보다 군비 지출을 우선시했다.
1933년 10월 독일은 국제 연맹과 세계 군축 회의에서 탈퇴했다. 1935년 3월 자를란트는 주민의 90% 이상이 독일과 연합하는 데 동의하는 국민 투표를 진행하여 독일에 통합되었다. 그해 3월, 히틀러는 베르사유 조약에서 허용한 군인 수의 6배인 600만 명으로 국방군을 확대할 것이라고 발표했으며, 여기에는 공군(Luftwaffe)의 개발과 해군(Kriegsmarine) 규모 확대가 포함되었다. 영국, 프랑스, 이탈리아와 함께 국제 연맹은 이러한 히틀러의 조약 위반을 비난했지만 이를 저지하기 위한 어떠한 조치도 취하지 않았다. 6월 18일 체결된 영국-독일 해군 협정(AGNA)은 독일 해군의 규모를 톤을 기준으로 35%까지 증강하는 것을 허용했으며, 이 조약이 체결된 날을 히틀러는 "자신의 인생에서 가장 행복했던 날"이라고 말했고 《나의 투쟁》에서 주장했던 영국과 독일의 동맹이 시작되었다고 생각했다. 또한 해군 협정은 프랑스와 이탈리아의 협의를 거치지 않았기 때문에, 이러한 조약의 체결은 국제 연맹의 정체성을 직접적으로 훼손했으며 베르사유 조약을 스스로 무력화시켰다.
히틀러는 베르사유 조약을 위반하여 1936년 3월 비무장지대인 라인란트로 진군했다. 또한 1936년 7월 히틀러는 프란시스코 프랑코의 도움 요청을 받고 스페인 내전에 프랑코와 국민파를 지원하기 위한 병력을 파견하였고, 이러한 와중에도 영국과 독일의 동맹을 구축하기 위해 노력했다. 1936년 8월, 재무장 노력으로 인해 경제 위기가 시작되자 히틀러는 괴링에게 향후 4년 내에 독일을 전쟁에 대비시키기 위해 4개년 계획을 시행하라고 명령했다. 이 계획은 유대-볼셰비즘과 독일 나치즘 간의 전면전을 구상했으며, 히틀러는 경제적 비용과 상관 없이 재무장을 위한 헌신적인 노력이 필요할 것이라고 생각했다.
1936년 10월, 무솔리니 정부의 외무장관 갈레아노 치아노 백작은 독일을 방문하여 화해의 표시로 9개 항목의정서에 서명하고 히틀러와 개인적인 회동을 가졌으며, 이후 11월 1일 무솔리니는 독일과 이탈리아의 '추축국'을 선언했다. 11월 25일, 독일은 일본과 방공 협정을 체결했으며, 영국, 중국, 이탈리아, 폴란드도 협정에 초대되었지만 이들은 모두 거부했고 이탈리아만이 1937년 협정에 서명했다. 이에 히틀러는 '부적절한' 영국의 리더십을 비난하고 영국-독일 동맹 계획을 포기했다. 그해 11월, 히틀러는 외무장관, 군 수뇌부와 국가수상부 관저에서 만나 독일인들을 위한 레벤스라움을 확보하겠다는 의도를 재차 확인했다. 그는 동부에서 전쟁을 시작해야 했으며 계획상 1938년부터, 늦어도 1943년 이전에 실행되어야 한다고 주장했으며, 전쟁 도중 그의 죽음이 있을 경우 호스바흐 각서가 '정치적 유언'으로 간주되어야 한다고 말했다. 히틀러는 경제 위기로 인한 독일의 심각한 생활 수준 하락은 오스트리아와 체코슬로바키아를 점령하는 군사적 침략으로만 해결할 수 있다고 생각했다. 그는 영국과 프랑스가 군비 경쟁에서 영구적으로 앞서기 전에 신속한 군사적 조치를 촉구했으며, 1938년 초 블롬베르크-프리치 위기 이후 군사-외교 정책 기구의 통제권을 주장하며 노이라트를 외무장관에서 해임하고 자신을 전쟁장관으로 임명했다. 1938년 초부터 히틀러는 궁극적으로 전쟁을 목표로 하는 외교 정책을 시작했다.

## 제2차 세계 대전

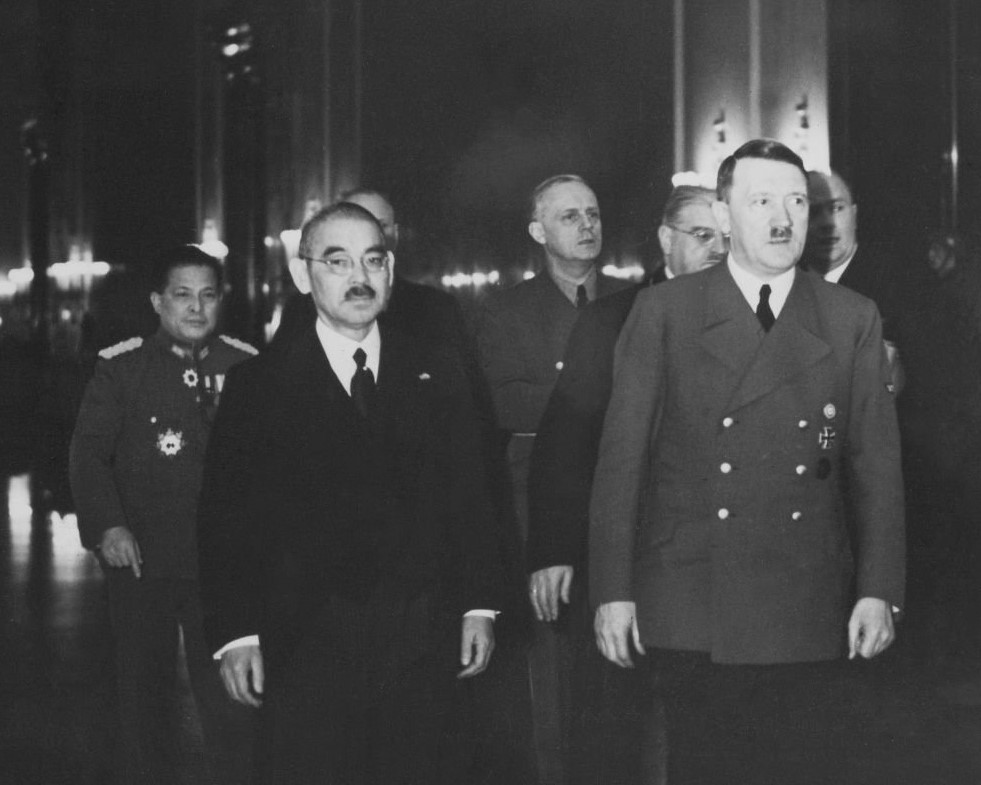
1941년 3월 베를린에서 히틀러와 일본 외무대신 마쓰오카 요스케, 그리고 뒤의 요아힘 폰 리벤트로프의 모습.

### 초기 외교적 성공
1938년 2월, 새로 임명된 외교장관이자 일본에 매우 호의적인 요아힘 폰 리벤트로프의 조언에 따라 히틀러는 중화민국과의 중국-독일 동맹을 종식시키고 더욱 현대적이고 강력한 일본 제국과 동맹을 맺었다. 히틀러는 만주에 일본이 세운 괴뢰국인 만주국을 공식 국가로 독일이 인정한다고 선언했고, 일본이 차지한 태평양의 독일의 이전 식민지들에 대한 영유권 주장을 포기했다. 히틀러는 중국으로의 무기 운송을 중단하라고 명령했고 중국군과 협업하던 모든 독일 장교를 소환했다. 이에 장제스는 모든 중국-독일 간의 경제 협정을 파기하여 독일에 공급되던 많은 중국산 원자재를 차단했다.

### 오스트리아와 체코슬로바키아

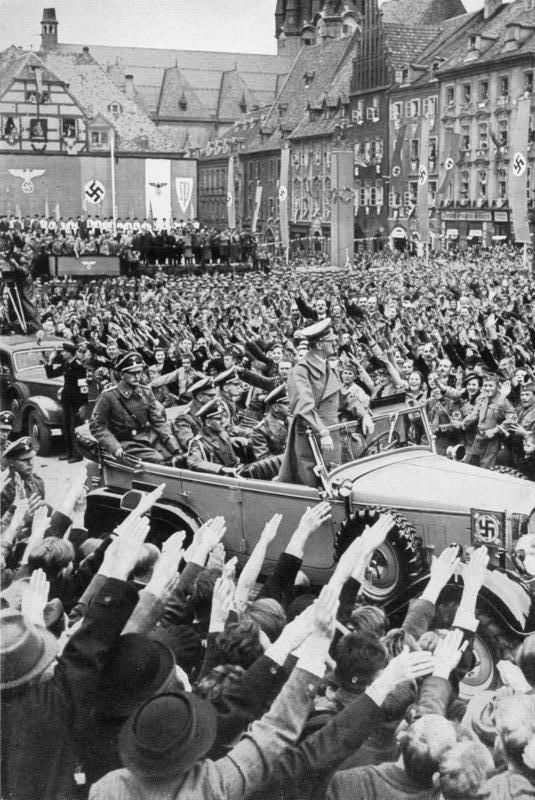
1938년 10월, 히틀러가 주데텐란트의 헤프(에거)의 군중 속에서 차를 타고 지나가고 있다.

1938년 3월 12일, 히틀러는 오스트리아와 나치 독일 간의 안슐루스(Anschluss, 직역: '합병')을 선언했다. 이후 히틀러는 체코슬로바키아 주데텐란트 지역의 독일계 민족에 주목했다. 1938년 3월 28일부터 다음 날까지, 히틀러는 주데텐란트에서 가장 큰 독일계 정당인 주데텐 독일인당의 콘라트 헨라인과 비밀 회동을 가졌다. 두 사람은 체코슬로바키아 정부에 주데텐 독일인의 자치권을 확대할 것을 요구하는 것에 동의했고, 이는 체코슬로바키아에 대한 독일의 군사적 행동의 구실을 제공했다. 1938년 4월 콘라트 헨라인은 헝가리 외무장관에게 "체코 정부가 무엇을 제안하든 그는 항상 더 높은 요구를 할 것입니다... 그는 체코슬로바키아 정부를 빠르게 붕괴시킬 수 있는 유일한 방법으로 어떤 수단으로든 합의를 방해하고 싶었을 것입니다."라고 말했다. 히틀러는 개인적으로 주데텐 문제가 중요하다고 생각하지 않았으며, 그의 진정한 의도는 체코슬로바키아 전역에 대한 정복 전쟁이었다.
4월에 히틀러는 국방군최고사령부에 체코슬로바키아의 침공 작전명인 '녹색 상황'(Fall Grün)을 준비하라고 명령했다. 그러나 프랑스와 영국의 강력한 외교적 압력의 결과로, 9월 5일 체코슬로바키아 대통령 에드바르트 베네시는 국가의 헌법적 재편을 위한 '제4차 계획'을 공개했으며, 이 조치는 주데텐 자치에 대한 콘라트 헨라인의 요구 대부분을 수용했다. 헨라인의 당은 베네시의 제안에 응했지만 체코슬로바키아 경찰과 일련의 폭력적인 충돌을 선동했고, 이로 인해 특정 주데텐란트 지구에 계엄령이 선포되었다.
독일은 석유 공급을 수입에 의존하고 있었으며, 따라서 체코슬로바키아 분쟁을 놓고 영국과 충돌하면 독일 내 석유 공급이 줄어들 위험이 있었다. 이로 인해 히틀러는 원래 1938년 10월 1일에 계획된 '녹색 상황' 계획을 취소해야 했다. 9월 29일, 히틀러, 네빌 체임벌린, 에두아르 달라디에, 베니토 무솔리니는 뮌헨에서 하루 동안 회의에 참석했고, 이를 통해 뮌헨 협정이 체결되어 주데텐란트가 독일에 넘겨졌다.
체임벌린은 뮌헨 협정의 결과에 만족하며 "우리 시대의 평화"라고 홍보했지만, 히틀러는 1938년에 전쟁을 일으킬 기회를 놓친 것에 분노했다. 그는 10월 9일 자르브뤼켄에서 한 연설에서 이러한 실망감을 표현했다. 히틀러의 관점에서, 영국이 중재한 평화는 표면적으로 독일의 요구에 유리했지만, 독일의 동부 확장을 위한 길을 닦기 위해 영국의 간섭을 제한하려던 그의 의도가 실패한 외교적 패배였다. 회담으로 인해 히틀러는 《타임》에서 1938년 올해의 인물로 선정되었다. 1938년 후반부터 1939년 초반, 재무장으로 인한 지속적인 경제 위기로 인해 히틀러는 대규모 국방비 삭감을 진행해야 했다. 1939년 1월 30일 그는 국가의회에서의 "수출이냐 죽음이냐" 연설에서 그는 군사 무기에 필요한 고급 철강과 원자재를 공급하기 위해 독일의 외환 보유고를 늘리는 경제적 확장을 촉구했다.
1939년 3월 14일, 헝가리의 위협을 받은 슬로바키아는 독립을 선언하고 독일로부터 보호를 받았다. 다음 날, 히틀러는 뮌헨 협정을 위반하고 경제 위기를 해결하는 데 필요한 추가 자산을 확보하기 위해 국방군에 체코와 남은 지역에 대한 침공을 명령했고, 프라하성에서 체코 지역에 대한 독일의 보호령을 선언했다.

### 제2차 세계 대전 개전

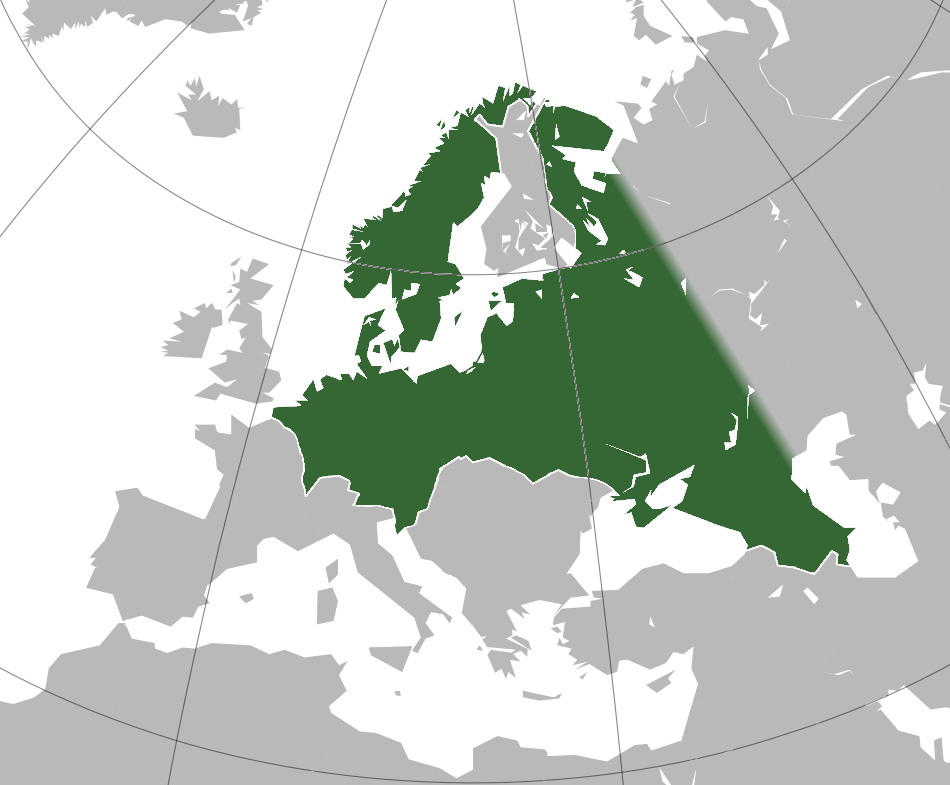
나치가 계획한 대게르만국의 국경.

1939년 비공개 논의에서 히틀러는 영국을 밟아야 할 주요 적이라고 선언했으며, 폴란드의 몰살은 그 목표를 위한 필수적인 서곡이고 점령된 동유럽은 독일의 생활권에 추가될 것이라고 말했다. 그는 1939년 3월 31일, 폴란드의 독립을 "보장"한 영국에 분노하여 "나는 그들에게 악마의 술을 끓일 것이다"라고 말했다. 4월 1일 빌헬름스하펜에서 전함 티르피츠 진수 연설에서 그는 영국이 폴란드의 독립을 계속해서 보장한다면, 영국-독일 해군 협정을 파기하겠다고 위협했는데, 그는 이를 "고립화"라고 불렀다. 그의 계획상 폴란드는 독일의 괴뢰국이 되거나, 독일국의 동쪽 측면을 보호하고 영국의 봉쇄 가능성을 막기 위해 중립화될 예정이었다.
히틀러는 처음에 괴뢰국이라는 아이디어를 선호했지만, 이를 폴란드 정부가 거부하자 침공을 결정하고 1939년 내내 이를 주요 외교 정책으로 삼았다. 4월 3일, 히틀러는 군에 8월 25일에 폴란드를 침공하는 계획인 '백색 상황'(Fall Weiß)을 준비하라고 명령했으며, 4월 28일 국가의회 연설에서 그는 영국-독일 해군 협정과 독일-폴란드 불가침 조약을 모두 파기했다. 윌리엄 카, 거하드 와인버그, 이언 커쇼 등의 역사학자들은 히틀러가 전쟁에 돌입한 한 가지 이유가 자신의 빠른 사망에 대한 두려움 때문일 것이라고 주장했으며, 후임자들이 자신의 의지력만으로는 자신의 이상 확보가 부족할 수 있으므로 나이가 너무 들기 전에 독일을 전쟁으로 이끌어야 한다고 생각했다고 말했다. 히틀러는 폴란드에 대한 군사적 공격이 영국과의 조기 전쟁으로 이어질 수 있다고 우려했지만, 외무장관이자 전 런던 주재 대사였던 요아힘 폰 리벤트로프는 영국이나 프랑스가 폴란드에 대한 약속을 지키지 않을 것이라는 확신을 주었다. 그에 따라 1939년 8월 22일 히틀러는 폴란드에 대한 군사 동원을 명령했다.
이 계획에는 소비에트 연방의 암묵적인 지원이 필요했고 이오시프 스탈린이 이끌었던 소련과 독일 간의 불가침조약인 몰로토프-리벤트로프 조약에는 폴란드를 두 나라가 분할한다는 비밀 협정이 포함되어 있었다. 리벤트로프가 영국이 폴란드와의 약속을 지키지 않을 것이라고 예측한 것과는 달리, 영국과 폴란드는 1939년 8월 25일 영국-폴란드 동맹을 체결했다. 이와 더불어 무솔리니가 강철 조약을 이행하지 않을 것이라는 이탈리아 내 소식이 전해지자 히틀러는 폴란드 공격을 8월 25일에서 9월 1일로 연기했다. 히틀러는 8월 25일 불가침 보장을 제안하여 영국을 중립으로 이끌려고 했지만 실패했다. 그런 다음 그는 리벤트로프에게 영국과 폴란드의 무위로 인해 임박한 전쟁이 일어날 것이라고 비난하기 위해 불가능할 정도로 짧은 기간 제한을 둔 마지막 평화 계획을 제시하라고 명령했다.
1939년 9월 1일, 독일은 단치히 자유시에 대한 영유권과 베르사유 조약에 따라 양도한 폴란드 회랑을 가로지르는 영외 도로에 대한 권리를 거부당했다는 구실로 폴란드 서부를 침공했다. 이에 대응하여 9월 3일 영국과 프랑스는 독일에 선전포고했고, 이에 깜짝 놀란 히틀러는 리벤트로프에게 화가 나서 "이제 뭐하냐?"라고 물었다. 그러나 영국과 프랑스는 즉시 행동하지 않았고, 9월 17일 소련군이 폴란드 동부를 침공했다.

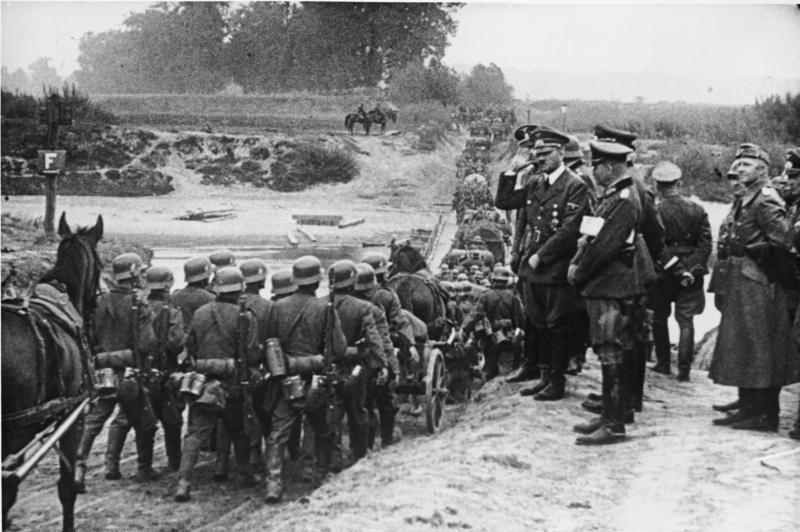
1939년 9월, 히틀러가 폴란드에 대한 작전 동안 행군하는 군대를 확인하고 있다.

폴란드가 항복하자 언론인들이 '가짜 전쟁' 또는 '앉은뱅이 전쟁'이라고 불렸던 전쟁 기간이 뒤따랐다. 히틀러는 폴란드 북서부의 새로 임명된 두 대관구지휘자인 단치히-서프로이센 국가대관구의 알베르트 포르스터과 바르텔란트 국가대관구의 아서 그라이저에게 "어떠한 질문도 하지 말고" 그들의 지역을 독일화하라고 지시했다. 포르스터의 지시에 따라 그의 대관구에서는 폴란드계 민족들은 단지 독일 혈통이라는 것을 명시하는 서류에 서명하기만 하면 되었던 반면, 그라이저는 힘러의 의견에 동의하며 폴란드계 민족을 상대로 인종 청소 작전을 실행했다. 나중에 그라인저는 포르스터가 수천 명의 폴란드인들을 "인종적" 독일인으로 받아들이고 있으며 이로 인해 "인종적 순수성"을 위협하고 있다고 불평했다. 히틀러는 여기에 개입하지 않았으며, 이는 히틀러가 모호한 지시를 내리고 부하들에게 스스로 정책을 수립하기를 기대했던 "퓌러를 향한 노력" 이론의 예시로 제시되었다.
또 다른 분쟁은 폴란드에서 인종 청소를 옹호한 하인리히 힘러와 그라이저의 세력이, 반대에는 폴란드를 제국의 "곡창고"로 만들 것을 주장한 괴링과 총독부의 한스 프랑크의 세력이 있었다. 이 두 세력의 충돌은 처음에 경제적으로 파괴적인 대량 추방을 끝낸 1940년 2월 12일의 괴링과 프랑크의 주장이 받아들여지며 일단락되었다. 그러나 이후 1940년 5월 15일, 힘러는 "동부에서 외국인 인구의 처우에 대한 몇 가지 생각"이라는 제목의 글을 발표하며 모든 유대인 인구를 아프리카로 추방하고 폴란드 인구를 "지도자 없는 노동자 계층"으로 전락시킬 것을 요구했다. 히틀러는 힘러의 글을 "좋고 옳다"고 평가했고, 괴링과 프랑크의 주장을 무시하고 힘러와 그라이저의 정책을 폴란드에서 시행했다.

1940년 6월 23일 파리에 방문한 히틀러가 건축가 알베르트 슈페어(왼쪽), 조각가 아르노 브레커(오른쪽)와 함께 있는 모습.

4월 9일, 독일군은 덴마크와 노르웨이를 침공했으며, 같은 날 히틀러는 대게르만국의 탄생을 선언했다. 이는 네덜란드, 플랑드르, 스칸디나비아가 독일의 지도 하에 "인종적으로 순수한" 정치 체제로 통합된 유럽의 게르만 국가들의 통일 제국이라는 그의 이상이었다. 1940년 5월, 독일은 프랑스 진군을 시작하여 룩셈부르크, 네덜란드, 벨기에를 점령했다. 이러한 승리를 지켜본 무솔리니는 6월 10일 이탈리아를 참전시켰으며, 프랑스와 독일은 6월 22일 휴전 협정에 서명했다. 이언 커쇼는 히틀러의 독일 내 인기와 전쟁에 대한 지지가 그가 파리 순방을 마치고 7월 6일 베를린으로 돌아왔을 때 정점에 달했다고 주장했다. 이러한 예상치 못한 신속한 승리에 이어 히틀러는 1940년 야전원수 서임식에서 12명의 장군을 원수로 진급시켰다.
됭케르크에서 바다를 통해 프랑스 본토에서 철수해야 했던 영국군은 대서양 전투에서 다른 영연방 자치령 국가들과 함께 싸웠다. 히틀러는 새로운 영국의 총리인 윈스턴 처칠에게 평화 교섭을 제안했지만, 거절당하자 그는 영국 남동부에 있는 영국 왕립 공군의 공군 기지와 레이더 기지에 대한 일련의 공습을 명령했다. 9월 7일 런던에 대한 체계적인 야간 폭격이 시작되었지만, 루프트바페는 영국 본토 항공전으로 알려진 전투에서 영국 공군을 물리치는 데 실패했다. 9월 말까지 히틀러는 영국 침공을 위한 공중 우세를 달성할 수 없다는 깨닫고 작전을 연기하라고 명령했다. 영국 도시에 대한 야간 공습이 강화되어 런던, 플리머스, 코번트리 등의 여러 도시에서 수개월 동안 지속되었다.
1940년 9월 27일, 일본 제국의 구루스 사부로, 히틀러, 이탈리아 외무장관 치아노가 베를린에서 삼국 동맹 조약에 서명했고 나중에 헝가리, 루마니아, 불가리아를 포함하여 추축국이 형성되었다. 히틀러가 소련을 반영국 블록에 통합하려는 시도는 11월 베를린에서 히틀러와 뱌체슬라프 몰로토프 간의 결론 없는 회담으로 실패했고, 그는 소련 침공을 준비하라고 명령했다.
1941년 초, 독일군은 북아프리카, 발칸, 중동에 파견되었다. 2월에 독일군은 이탈리아군을 돕기 위해 리비아에 도착했으며, 4월 히틀러는 유고슬라비아와 그리스에 대한 침공을 명령했다. 5월에 독일군이 영국과 싸우는 이라크군을 지원하고 크레타를 침공하기 위해 파견되었다.

### 패배를 향한 길

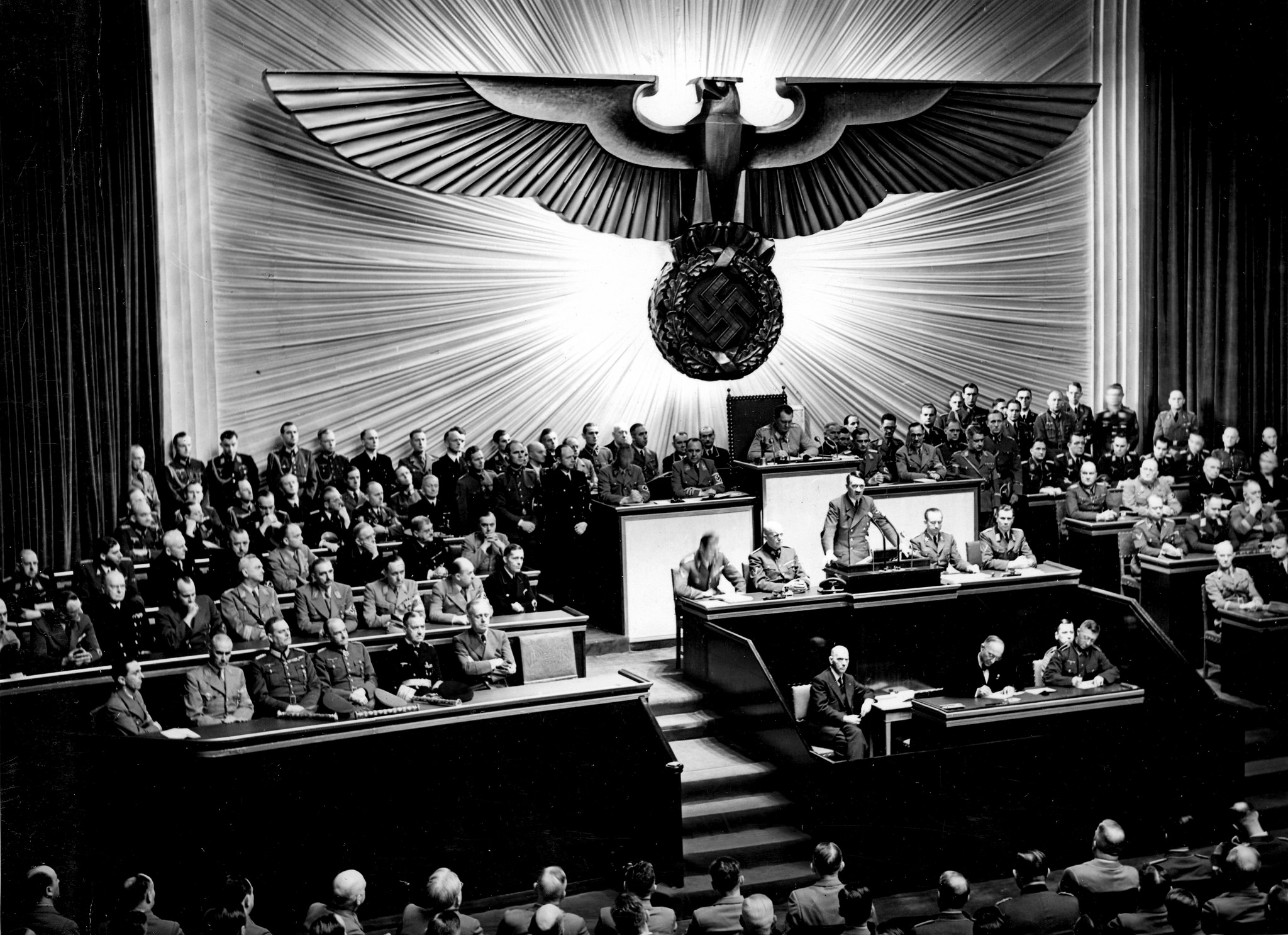
1941년 12월 11일, 히틀러가 국가의회에서 미국에 대한 선전포고를 발표하고 있다.

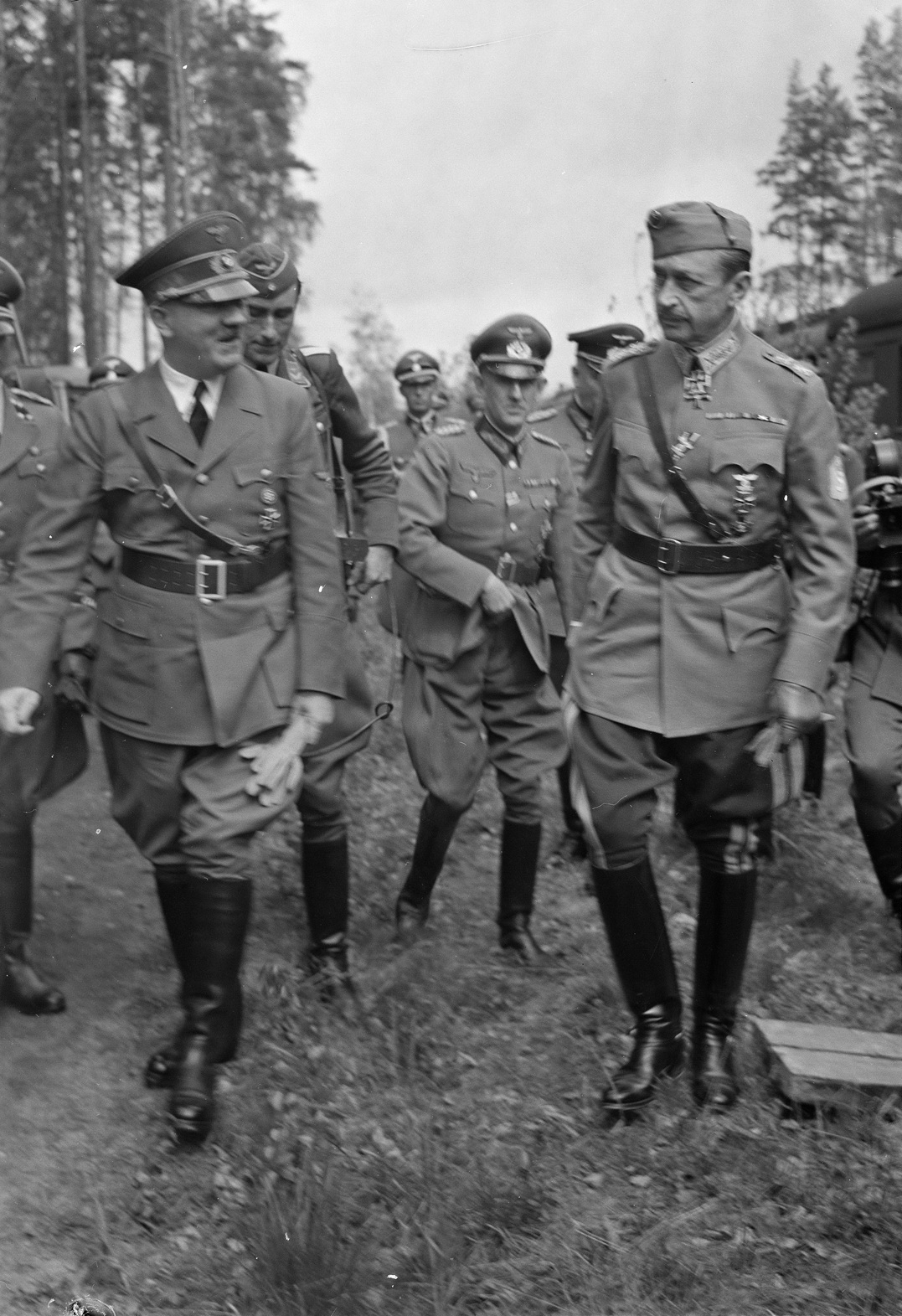
1942년 6월, 히틀러와 칼 구스타브 에밀 만네르헤임 남작의 모습.

1941년 6월 22일, 1939년의 몰로토프-리벤트로프 조약을 위반하여 300만 명이 넘는 규모의 추축군이 소련을 침공했다. 작전명 '바르바로사 작전'인 이 공세는 소련을 붕괴시키고 서방 연합국에 대한 후속 공격을 위한 자원을 탈취하는 것이 목적이었다. 또한 공격은 독일인을 위한 '레벤스라움'과 거주 공간을 확보하기 위한 전반적인 계획의 일부였으며, 히틀러는 소련에 대한 성공적인 성과가 영국이 항복을 협상하도록 만들 것이라고 생각했다. 이 대규모 공세를 통해 독일군은 발트 지방, 벨라루스와 서우크라이나를 포함한 광대한 지역을 점령했으며, 8월 초까지 추축국은 500 km (310 mi)를 진군하여 스몰렌스크 전투에서 승리했다. 히틀러는 중부 집단군에 모스크바를 향한 진격을 잠시 중단하고 기갑군단에 레닌그라드 포위전과 키예프 전투를 지원하라고 명령했다. 그러나 장교들은 모스크바까지 400 km (250 mi)밖에 남지 않은 상황에서 진군을 중단하라고 한 명령에 동의하지 않았고, 이는 군 지도부의 상당한 혼란을 초래했다. 이러한 진격 중단은 소련의 붉은 군대에 예비군을 동원할 시간을 제공했으며, 역사학자 러셀 스톨피는 진군이 1941년 10월에 재개되어 12월에 비참하게 패배한 모스크바 공방전을 초래한 주요 이유가 히틀러의 명령 때문이었다고 주장한다. 이러한 군 지도부 내 혼란 동안 히틀러는 자신을 육군최고사령부(Oberkommando des Heeres)의 최고지휘관으로 자신을 임명했다.
1941년 12월 7일 일본은 하와이 진주만에 위치한 미국 해군 기지를 공격했다. 4일 뒤, 히틀러는 미국에 선전포고했다. 1941년 12월 18일, 힘러는 히틀러에게 러시아의 유대인들을 어떻게 처리해야할 지 물었고, 이에 히틀러는 "파르티잔인 그들을 몰살하라"(als Partisanen auszurotten)고 답했다. 이스라엘 역사학자 예후다 바우어는 이 발언이 아마도 홀로코스트 동안 자행된 대량 학살에 대한 히틀러의 가장 명확한 명령이었다고 주장했다.
1942년 후반, 독일군은 제2차 엘 알라메인 전투에서 패배했고 히틀러의 수에즈 운하와 중동을 점령하려는 계획은 좌절되었다. 1940년 이전의 승리에 심취한 히틀러는 자신의 군사적 전문성을 과대평가하고 육군 고위 사령부를 불신하고 군사와 전술 계획에 간섭하기 시작하여 좋지 않을 결과를 만들어냈다. 1942년 12월과 1943년 1월, 히틀러는 스탈린그라드 전투에서의 후퇴를 승인하지 않아 제6군이 거의 괴멸하고 20만 명이 사망하고 23만 5천 명의 추축군이 포로가 되었다. 그 후 쿠르스크 전투에서 결정적인 전략적 패배가 있었으며, 히틀러의 군사적 판단은 점점 더 변덕스러워졌고, 독일의 군사적, 경제적 능력도 약화되었다. 이에 더불어 그의 건강도 악화되고 있었다.

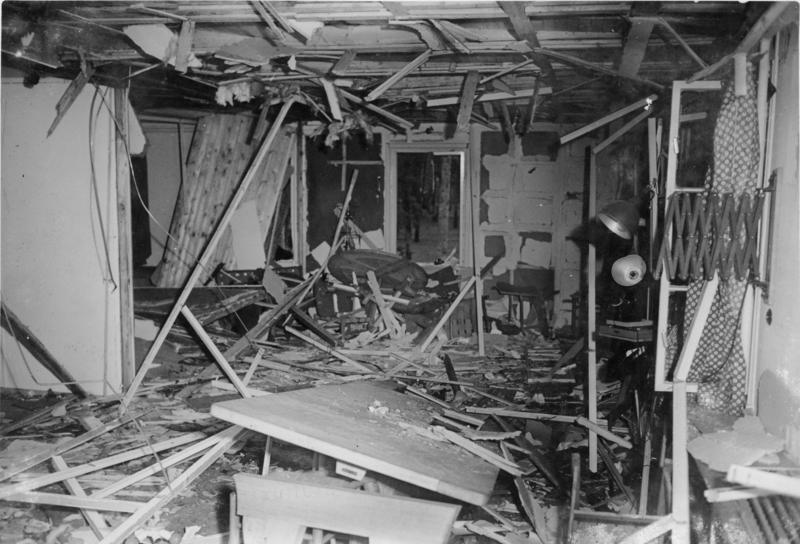
7월 20일 히틀러 암살미수 사건 직후 동부전선 지휘소인 늑대소굴의 모습.

1943년 연합군이 시칠리아를 침공한 이후, 파시즘 대평의회의 투표를 통해 비토리오 에마누엘레 3세는 무솔리니를 권력에서 해임했다. 정부수반이 된 피에트로 바돌리오 원수는 곧 연합국에 항복했다. 소련군은 1943년과 1944년 내내 히틀러의 동부 전선을 지속해서 밀어냈으며, 1944년 6월 6일에는 서방 연합국이 역사상 가장 큰 수륙양용전인 오버로드 작전을 통해 프랑스 북부로 상륙했다. 많은 독일 장교들은 패배가 불가피하며 히틀러의 지휘 하에 계속 있다면, 국가가 완전히 파괴될 것이라고 결론지었다.
1939년부터 1945년까지 히틀러를 암살하려는 수많은 계획이 있었고, 그 중 일부는 상당히 치밀하게 설계되었다. 가장 유명한 1944년의 7·20 음모에서는 독일이 전쟁에서 패배할 가능성이 증가하면서 독일 내부에서 시작되어 암살 시도가 벌어졌다. 발퀴레 작전의 일부인 이 음모를 주도한 클라우스 폰 슈타우펜베르크는 히틀러의 퓌러본부 중 하나인 켕트신의 늑대소굴에 폭탄을 설치하는 것도 실행했다. 히틀러는 참모장 하인츠 브란트가 폭탄이 들어 있는 서류 가방을 무거운 회의 테이블의 다리 뒤로 옮겨놓아 폭발의 충격을 덜 받아서 간신히 살아남았고, 직후 분노한 히틀러는 보복을 명령하여 4천 900여 명 이상을 처형했다. 1944년 12월 히틀러는 유엔 전쟁범죄 위원회의 첫 번째 전쟁범죄자 명단에 올랐는데, 이는 히틀러가 독일의 점령지에서 나치가 벌인 일에 형사적인 책임을 질 수 있다는 것을 의미했다. 1945년 3월까지 히틀러는 7건의 범죄로 기소되었다.

### 패배와 죽음

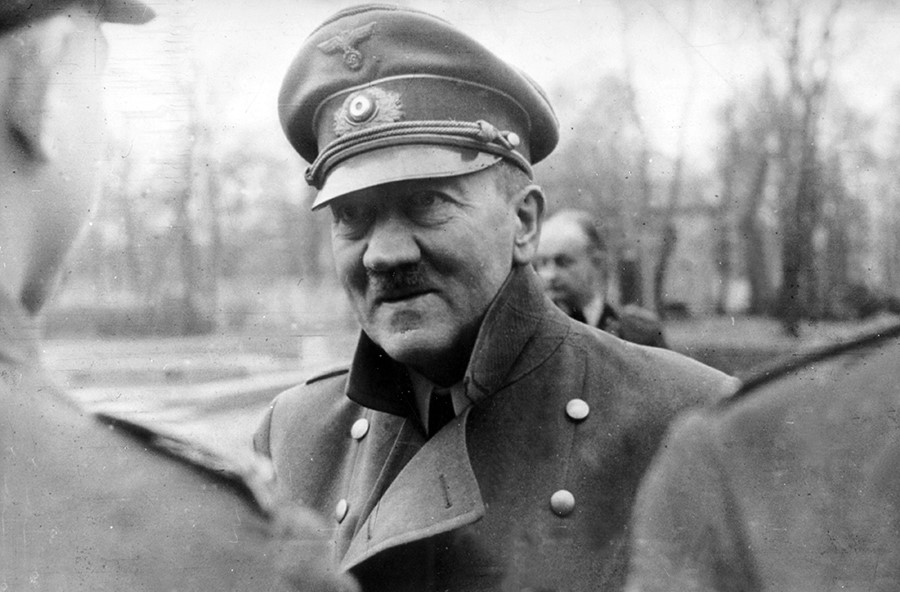
1945년 4월 20일, 국가수상부 관저 정원에서 국민돌격대의 히틀러 청소년단원에게 훈장을 수여하는 사진으로 남은 히틀러의 마지막 모습.

1944년 말, 붉은 군대와 서방 연합군은 모두 독일 본토로 진군했다. 붉은 군대의 힘과 결의를 알게 된 히틀러는 미군과 영국군이 훨씬 약하다고 판단하고 이들에 맞서 남은 기동 예비군을 사용하기로 결정했다. 12월 16일, 히틀러는 서방 연합군 사이에 분열을 조장하고 아마 이들과 소련이 싸우도록 만들기 위해 아르덴 공세를 시작했고, 일시적인 성공을 거둔 후 공세는 실패했다. 1945년 1월, 독일 본토 대부분이 폐허가 되자 히틀러는 라디오에서 "지금의 위기가 아무리 심각하더라도, 모든 것에도 불구하더라도, 우리의 변함없는 의지에 의해 극복될 것입니다"라고 말했다. 독일의 군사적 실패로 인해 국가로서 생존할 권리를 상실했다는 자신의 생각에 따라 히틀러는 연합군의 손에 넘어가기 전에 독일의 모든 산업 인프라를 파괴하라고 명령했다. 그러나 이 초토화 명령의 권한을 위임받은 군수장관 알베르트 슈페어는 비밀리에 명령을 어겼다. 1945년 4월 12일 프랭클린 D. 루스벨트 미국 대통령이 사망하자, 히틀러는 마지막 희망을 가지고 미국, 영국과 평화 협상을 하려고 했지만, 그의 희망과 달리 연합국 내부에서 불화가 생기지 않았다.
4월 20일, 56번째이자 마지막 생일에 히틀러는 마지막으로 퓌러붕커에서 지상으로 나왔다. 국가수상부 관저의 폐허가 된 정원에서 그는 베를린 근처 전선에서 붉은 군대와 싸우던 히틀러 청소년단의 소년 병사들에게 철십자 훈장을 수여했다. 4월 21일까지 게오르기 주코프의 제1 벨라루스 전선군은 젤로브 고지 전투에서 고트하르트 하인리치 장군의 바이흐젤 집단군을 돌파하고 베를린 외곽으로 진군했다. 히틀러를 절박한 상황을 부인하며 펠릭스 슈타이너가 지휘하는 병력과 장비가 부족한 슈타이너 분견군(Armeeabteilung Steiner)에 희망을 걸었다. 히틀러는 슈타이너에게 돌출부의 북쪽 측면을 공격하라고 명령했고, 제9군은 북쪽을 향해 협공하라는 명령을 받았다.
4월 22일 군사 회의에서 히틀러는 슈타이너의 공세에 대해 물었으며, 그는 공격이 시작되지 않았고 소련군이 베를린에 입성했다는 정보를 받았다. 히틀러는 빌헬름 카이텔, 알프레트 요들, 한스 크렙스, 빌헬름 부르크도르프를 제외한 모든 사람들에게 방으로 나가라고 명령한 다음 장군들의 배신과 무능에 대한 폭언을 퍼부으며 "모든 것이 끝났다"고 처음으로 언급했다. 히틀러는 끝까지 베를린에 머물다가 자살하겠다고 발표했다.
4월 23일까지 붉은 군대는 베를린을 포위했고 괴벨스는 시민들에게 도시를 방어할 것을 촉구하는 선언문을 발표했다. 같은 날 괴링은 베르히테스가덴에서 전보를 보내 히틀러가 베를린에 고립되어 있기 때문에 자신이 독일의 지도자가 되어야 한다고 주장했으며, 마감일을 정해 그 기간이 지나면 히틀러를 인정하지 않을 것이라고 말했다. 이에 히틀러는 괴링을 체포했고 4월 29일 작성한 유언장에서 괴링을 모든 정부 직위에서 해임했다. 4월 28일 히틀러는 4월 20일 베를린을 떠난 힘러가 서방 연합군에 항복을 협상하려 한다는 것을 알게 되었고, 이를 반역죄로 간주하고 힘러의 체포를 명령했다. 또한 그는 베를린에 남아 있던 힘러의 SS 대표인 헤르만 페겔라인을 탈영죄로 처형하라고 명령했다.

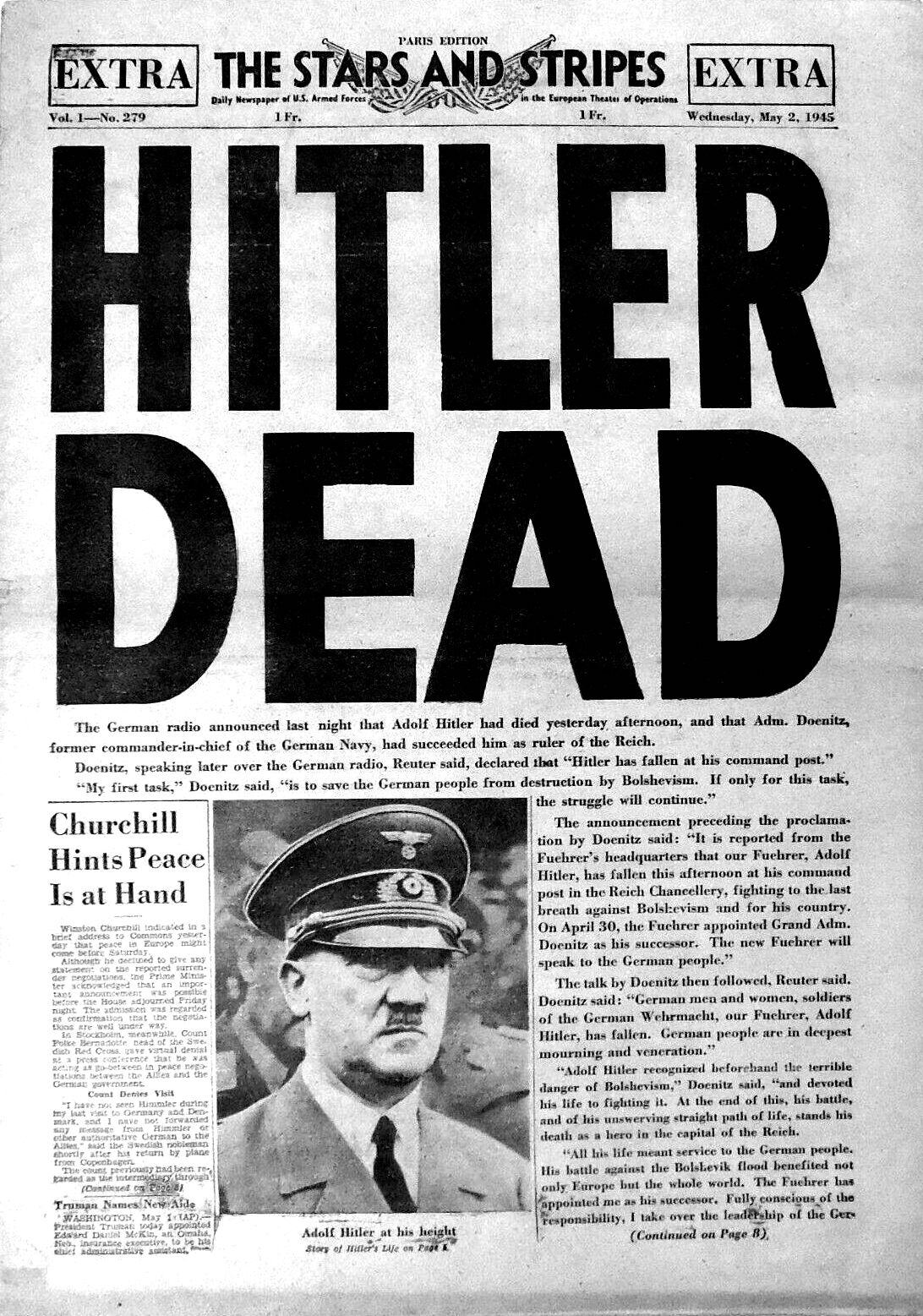
1945년 5월 2일, 신문 《스타스 앤 스트라이프스》의 1면. 실제 히틀러가 4월 30일 사망한 것과 달리 5월 1일에 사망했다고 잘못 기술되어 있다.

4월 28일에서 29일 밤 자정 이후, 히틀러는 퓌러붕커에서 소규모 시민 의식을 통해 에바 브라운과 결혼했다. 그날 오후 늦게 히틀러는 무솔리니가 전날 이탈리아 저항군에 의해 처형되었다는 소식을 들었으며, 이는 히틀러가 체포를 피하려는 결심을 견고하게 만든 것으로 추정된다. 4월 30일, 소련군이 국가수상부 관저에서 500 미터 떨어진 곳까지 진군했을 때, 히틀러는 권총으로 머리를 쏘았고, 에바 브라운은 사이안화물 캡슐을 삼켰다. 히틀러의 뜻에 따라 이들의 시체는 국가수상부 뒤의 관저로 옮겨졌고, 붉은 군대의 포격이 지속되는 동안 폭탄 분화구에 넣어 휘발유를 뿌린 다음 불태워졌다. 대제독 카를 되니츠와 괴벨스는 각각 국가원수와 총리로서 히틀러의 역할을 이어받았다. 5월 1일 저녁, 괴벨스와 그의 아내 마그다는 6명의 자녀를 사이안화물로 독살한 이후 국가수상부 정원에서 자살했다.
베를린은 5월 2일 함락되었다. 괴벨스 가족, 한스 크렙스 장군, 히틀러의 개 블론디의 유해는 소련군에 의해 반복적으로 발굴되었다. 소련군은 히틀러와 브라운의 유해도 옮겨졌다고 주장했지만, 이는 허위 정보일 가능성이 높다. 치과 교량을 제외하고 히틀러나 브라운의 식별 가능한 유해가 소련군에 의해 발견되었다는 증거는 존재하지 않는다. 히틀러의 사망 소식이 빠르게 퍼졌지만, 42명의 증인들의 증언을 수집하기 위한 긴 조사가 이루어진 후인 1956년까지 사망진단서는 발급되지 않았다. 히틀러의 죽음은 이 증언을 바탕으로 한 사망 추정으로 기록되었다.

## 홀로코스트
만약 유럽 내외의 국제적 유대인 금융가들이 이 나라들을 다시 한번 세계 대전에 몰아넣는 데 성공한다면, 그 결과는 지구의 볼셰비키화나 유대인의 승리도 아니라, 유럽에서 유대인 민족의 말살일 것입니다!— 아돌프 히틀러, 1939년 1월 30일 국가의회 연설에서

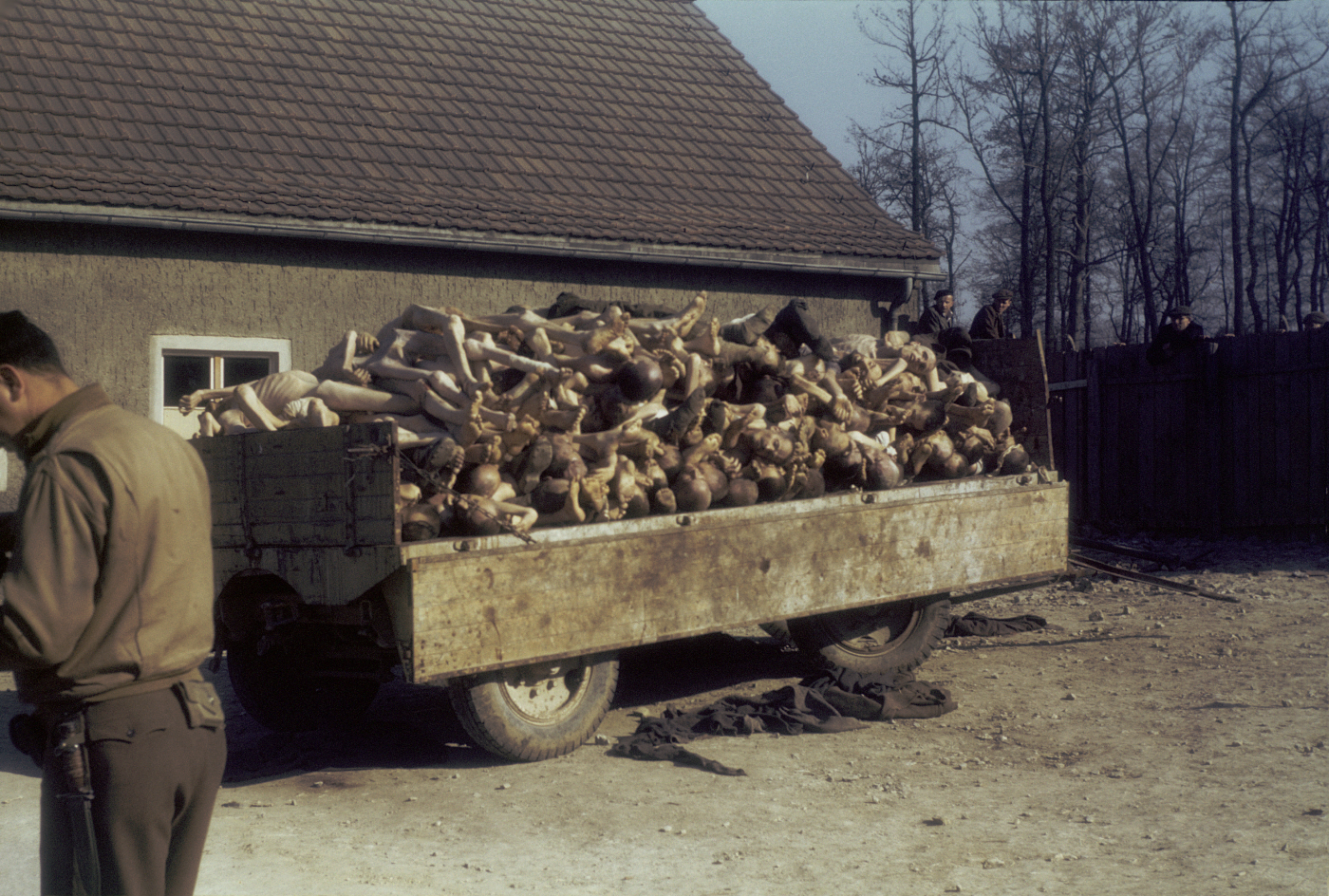
1945년 4월 연합군에 의해 해방된 부헨발트 강제 수용소의 화장터 밖에 시체가 가득 쌓인 마차의 모습.

홀로코스트와 독일의 동부 전선 개전은 유대인은 독일의 적이며 독일인들의 생활권 확장을 위한 레벤스라움이 필요하다는 오랜 히틀러의 주장에 따라 시작되었다. 그는 이러한 확장에서 동유럽에 초점을 두어 폴란드와 소련을 점령하고 유대인과 슬라브인들을 제거하거나 살해하는 것을 목표로 했다. 게네랄플란 오스트는 점령된 동유럽과 소련의 인구를 노예 노동으로 동원하거나 살해하기 위해 이들을 서시베리아로 이송할 것을 계획했으며, 이전에 거주하던 인구가 추방되고 남은 점령된 영토는 독일인 또는 "독일화"된 정착민들이 식민화할 예정이었다. 목표는 소련을 정복한 이후 이 계획을 실행하는 것이었지만, 실패하자 히틀러는 계획을 먼저 추진하기 시작했다. 1942년 1월까지 그는 바람직하지 않다고 여겨지는 유대인들, 슬라브인들과 기타 강제 이주자를 살해해야 한다고 결정했다.

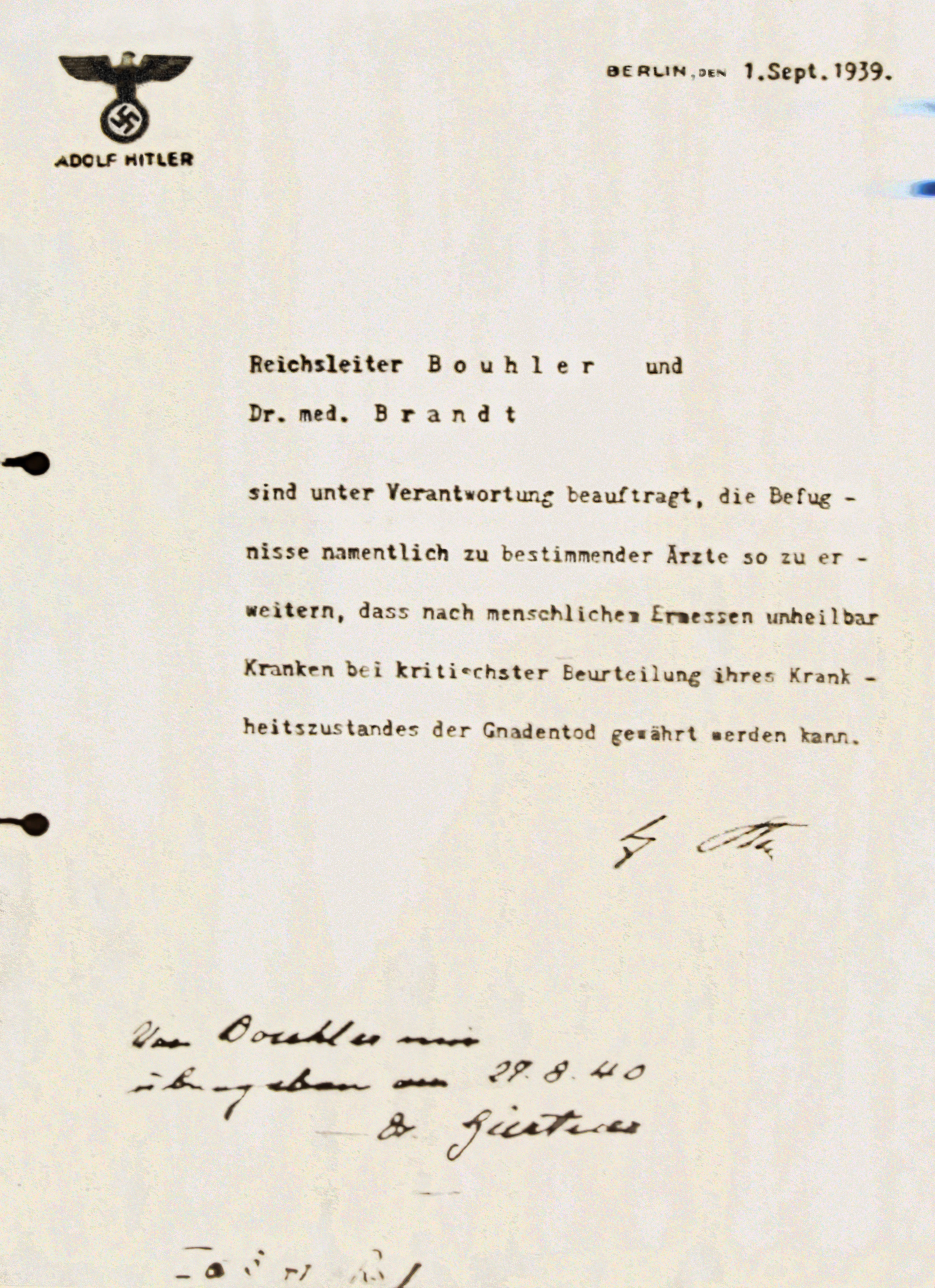
1939년 9월 1일자 T4 작전을 승인하는 히틀러의 명령.

이러한 집단학살은 하인리히 힘러와 라인하르트 하이드리히가 조직하고 실행했다. 1942년 1월 20일 하이드리히가 주도하여 15명의 고위 나치 관리가 참여한 반제 회담의 기록은 홀로코스트를 위해 나치가 체계적인 계획을 수립했다는 것을 보여주는 가장 명확한 증거를 제공하며, 히틀러 또한 2월 22일 "우리는 유대인을 제거해야만 건강을 회복할 수 있을 것이다"라고 언급한 것으로 기록되어 있다. 마찬가지로 1941년 7월 동부 점령지의 관료들과의 회의에서 히틀러는 그 지역을 빠르게 평정하는 가장 쉬운 방법은 "이상해 보이는 모든 사람을 사살하는 것"이라고 언급했다. 히틀러가 대량학살을 승인한 직접적인 명령은 드러나지 않았지만 그의 공개 연설, 장군에게 내린 명령, 나치 관리들의 일기에는 히틀러가 직접 유럽 유대인의 학살을 구상하고 승인했다는 것이 기록되어 있다. 전쟁 도중 히틀러는 1939년 자신이 말했던 세계 대전이 유대인 민족의 말살을 가져올 것이라는 예언이 성취되고 있다고 발언했다. 또한 그는 폴란드, 발트해, 소련을 진군하던 독일군을 따라 학살 작전을 수행하던 특수작전집단을 승인했으며 그들이 벌인 일에 대해 자세히 알고 있었다. 1942년 여름, 아우슈비츠 강제 수용소는 살인이나 노예화를 위해 많은 수의 강제 이주자들을 수용하기 위해 확장되었고, 아우슈비츠 외에도 유럽 전역에 수많은 강제 수용소나 위성 수용소가 건설되었으며 일부는 전적으로 학살만을 담당했다.
1939년에서 1945년 사이에 협력 정부와 점령지에서 지역적 협력을 지원받은 슈츠슈타펠(SS)은 최소 1,100만 명의 민간인을 학살했고, 여기에는 유럽 유대인 인구의 3분의 2에 달하는 600만 명의 유대인들과 20만에서 150만 명에 달하는 롬인이 포함되었다. SS에 의한 희생자들은 강제 수용소와 절멸 수용소, 게토에서 대량 총격을 통해 살해당했으며, 대부분의 홀로코스트 희생자들은 가스실에서의 살해 또는 총살로 인해, 일부는 굶주림이나 질병에 걸려 사망하거나 과도한 강제 노역으로 사망했다. 유대인을 제거하는 것 외에도 나치는 굶주림 계획이라는 계획을 통해 정복한 영토의 인구를 3천만 명이나 굶어 죽이려고 계획했으며, 이는 지역에서 생산된 식량을 독일군 또는 독일 본토로 가져와 의도적으로 기아를 일으키는 계획이었다. 도시는 파괴되어 숲으로 되돌아가거나 독일인들의 식민지 정착 지역으로 활용되었다. 부분적으로 실행된 굶주림 계획과 게네랄플란 오스트를 합치면 소련에서만 8천 만 명이 굶어 죽었으며, 학살로 사망한 민간인과 전쟁 포로의 수는 약 1,930만 명으로 추산된다.
히틀러의 정책으로 인해 유대인이 아닌 폴란드인 200만 명, 소련의 전쟁 포로 300만 명, 공산주의자와 기타 정치적 반대자, 동성애자, 신체 및 정신적 장애인, 여호와의 증인, 재림주의자, 노동조합원 등이 살해되었다. 그러나 히틀러는 이 학살에 대해 공개적으로 언급한 적이 없으며 강제 수용소에도 방문한 적이 없는 것으로 기록되어 있다. 나치는 인종위생의 개념을 받아들였다. 1935년 9월 15일 히틀러는 〈뉘른베르크법〉으로 알려진 두 개의 법률안을 국가의회에 제출했는데, 이 법률안은 아리아인과 유대인 간의 성관계와 결혼을 금지했으며 유대인에만 해당되던 조항은 이후 집시, 흑인이나 그들의 사생아들로 확대되었다. 이 법률은 모든 비아리아인에게 독일 시민권을 박탈했고 45세 미만의 비유대인 여성이 유대인 가정에서 고용되는 것을 금지했다. 히틀러의 초기 우생학 정책은 신체적, 발달적 장애가 있는 어린이를 대상으로 시작되었으며, 나중에 심각한 정신적, 신체적 장애가 있는 성인을 위한 안락사 프로그램인 T4 작전으로 절정에 달했다.

## 리더십 스타일

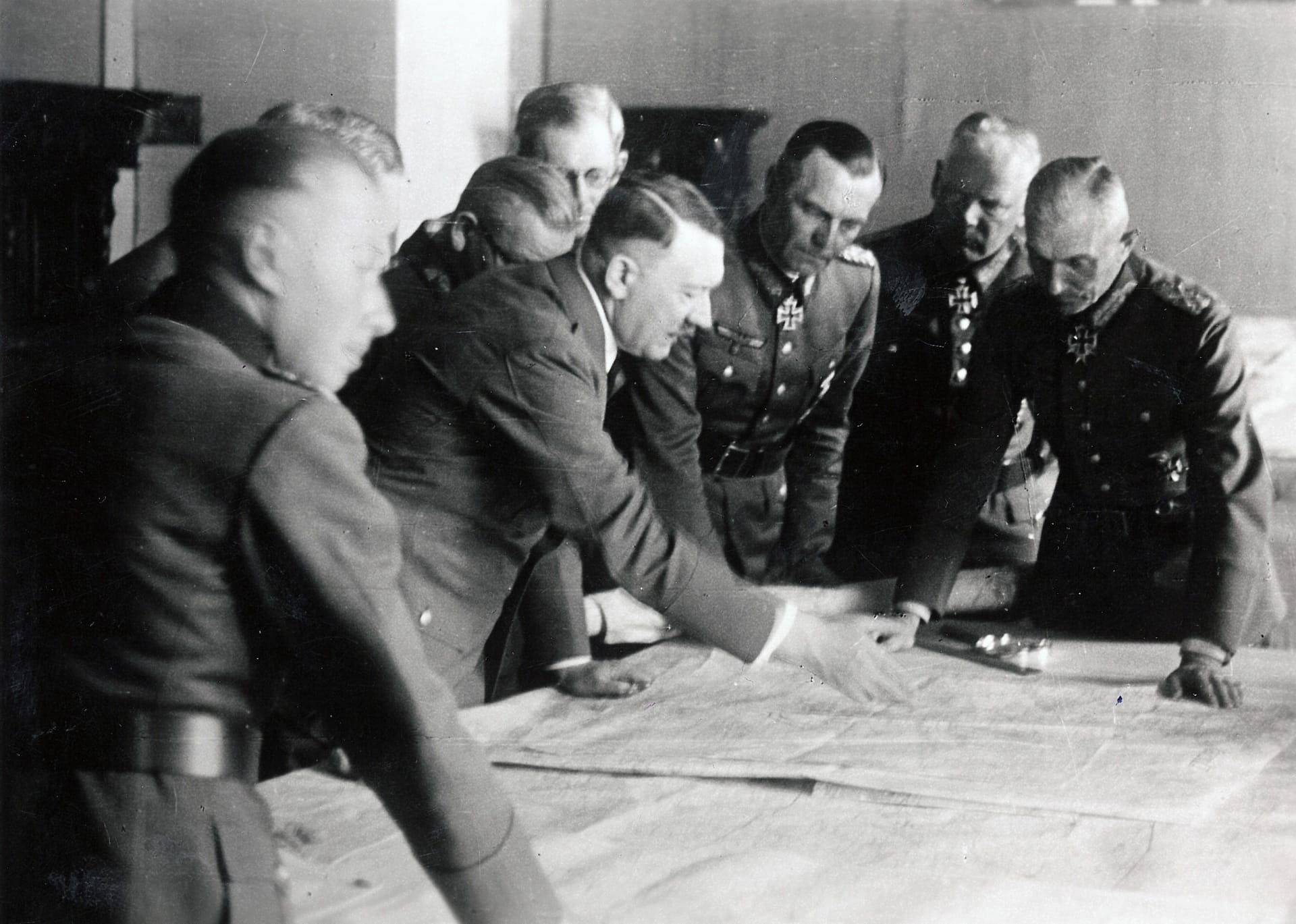
1942년 6월 남부집단군 본부에서 회의를 하는 히틀러.

히틀러는 모든 부하가 상관에게 절대적으로 복종해야 한다는 '지도자원리'(Führerprinzip)를 주장하여 나치당은 독재적으로 이끌었다. 따라서 그는 정부 구조를 피라미드형으로 구상했고, 그 피라미드의 정점에 자신이 있었다. 당의 직책는 선거가 아닌, 더 높은 위치에 있는 상관의 임명으로 채워졌으며, 그들은 지도자의 의지에 따라 의심할 여지 없이 복종할 것을 요구받았다. 히틀러의 리더십 스타일은 부하들에게 모순된 명령을 내리고 이들의 의무와 책임이 다른 부하들과 겹치게 의도하여 "더 강한 사람이 일을 하도록" 만들었다. 이러한 방법으로 히틀러는 부하들 사이에 불신, 경쟁과 내분을 조장하여 자신의 권력을 공고화하고 통합했다. 그는 관료들이 독립적으로 회의하는 것을 막았고, 이에 따라 그의 내각은 1938년 이후 회의를 단 한 번도 열지 않았다. 히틀러는 일반적으로 글로 명령을 내리지 않고, 직접 만나 말로 소통을 하거나 마르틴 보어만을 통해 전달했다. 그는 보어만에게 서류 작업, 임명, 개인 재정 관리를 맡겼고, 보어만은 이러한 지위를 활용해 정보의 흐름과 히틀러에 대한 접근을 통제했다.
히틀러는 제2차 세계 대전 동안 다른 어떤 지도자들보다 자국의 전쟁 준비에 훨씬 더 높은 영향을 가졌다. 그는 1938년에 군에 대한 통제를 강화했고, 이후 독일의 군사 전략에 관한 모든 주요 결정을 내렸다. 1940년에 군부의 주장에 반하여 노르웨이, 프랑스, 저지대 국가에 대한 위험한 일련의 공세를 펼치기로 한 그의 결정은 성공을 거두었지만, 영국을 전쟁에서 이탈시키기 위한 그의 외교적, 군사적 전략은 실패로 끝났다. 1941년 12월 히틀러는 자신을 육군 총사령관으로 임명함으로써 전쟁 노력에 더욱 깊이 관여했으며, 이 시점부터 소련에 대한 전쟁을 직접 지휘했다. 반면 서방 연합군에 맞서는 군 지휘관들은 상대적으로 자율권을 유지했다. 전황이 독일에 불리하게 변화하면서 히틀러의 지도부는 점점 더 현실과 멀어졌고, 군의 방어 전략은 종종 히틀러의 느린 의사 결정과 불안정한 위치를 유지하라는 잦은 지시로 인해 방해를 받았다. 그럼에도 불구하고 히틀러는 자신의 지도력만이 승리를 가져올 수 있다고 계속 믿었다. 전쟁의 마지막 날 동안, 히틀러는 독일을 파괴하는 것이 항복하는 것보다 낫다고 판단하여 평화 협정을 고려하는 것을 거부했다. 군부는 전쟁에서 히틀러의 우위에 반대하지 않았고, 고위 장교들은 대부분 그의 결정을 지지하고 따랐다.

## 개인사

### 가족

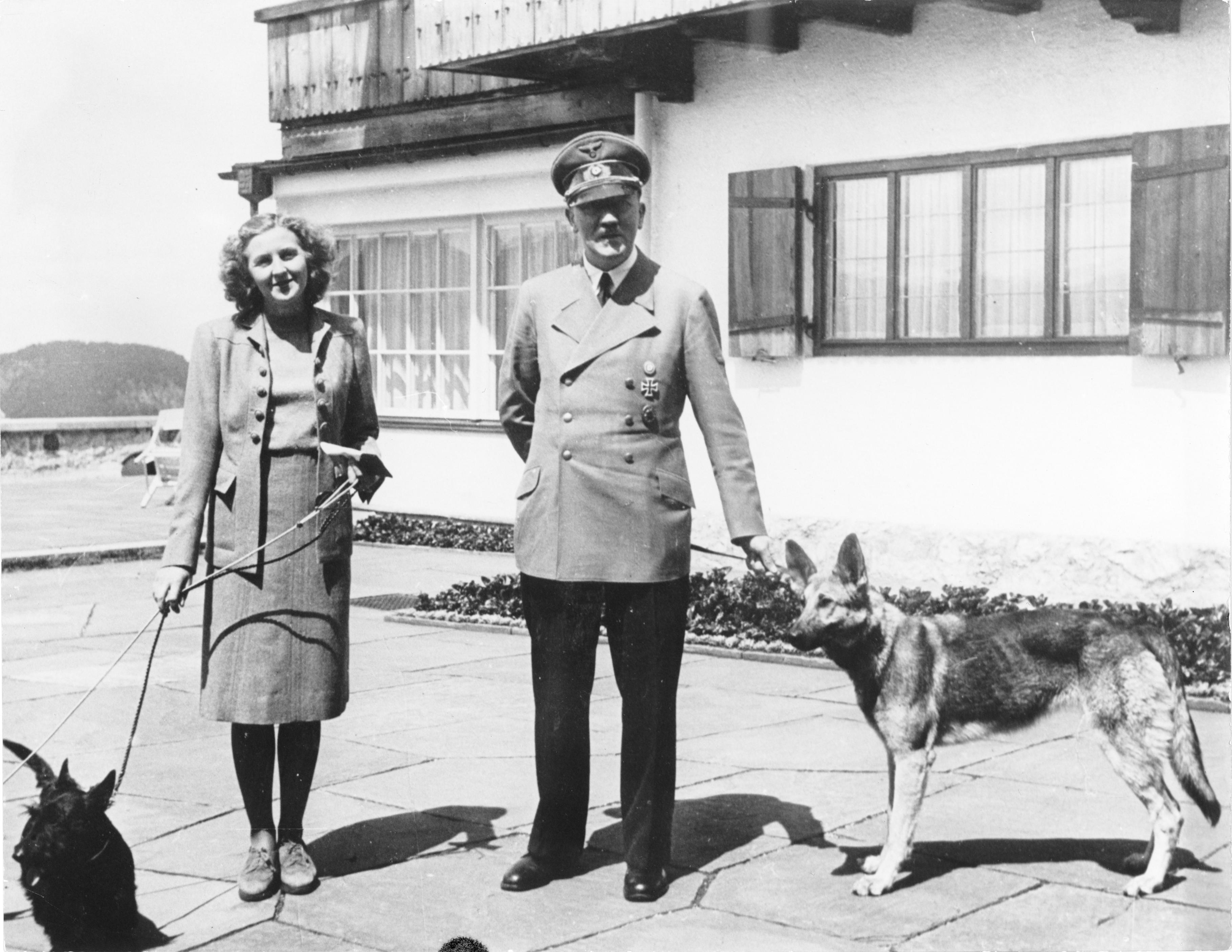
1942년 히틀러와 에바 브라운.

히틀러는 가정에 속하지 않는 독신적인 남성으로서 대중적 이미지를 구축했고, 전적으로 자신의 정치적 사명과 국가를 위해 헌신했다. 그는 1929년 연인인 에바 브라운을 만났고 자살하기 전 날인 1945년 4월 29일 결혼했다. 1931년 9월, 그의 이복 조카딸 겔리 라우발이 뮌헨의 아파트에서 히틀러의 총으로 자살했다. 이 시기 사람들 사이에서 겔리 라우발이 히틀러와 성적인 관계를 가졌다는 소문이 돌았고, 그녀의 죽음은 히틀러에게 깊고 오래 지속되는 고통이 되었다. 히틀러의 여동생이자 그의 직계 가족 중 마지막으로 살아남은 파울라 히틀러는 1960년 6월 사망했다.

### 종교관
히틀러는 가톨릭 신자인 어머니와 반성직주의인 아버지 사이에서 태어났으며, 집을 떠난 후 히틀러는 한 번도 미사에 참석하지 않았고 성사도 받지 않았다. 알베르트 슈페어는 히틀러가 정치적 동료들에게 교회에 대해 비난했으며. 공식적으로 교회와 단절되지 않았지만 적어도 교회에 애착이 없었다고 말했다. 슈페어는 히틀러가 조직된 종교가 없으면, 사람들이 그가 생각하기에 퇴보적인 신비주의에 빠질 것이라고 우려했다고 언급했다. 슈페어의 책에 따르면 그는 '온유함과 무기력함'이 존재하는 기독교보다 차라리 일본의 종교적 믿음이나 이슬람교가 독일인들에게 더 적합하고 믿었다. 역사학자 존 S. 콘웨이는 히틀러가 근본적으로 기독교에 반대했다고 주장하며, 앨런 블록은 히틀러는 신을 믿지 않고 반성직주의자였으며 '적자생존'이라는 그가 선호하던 관점에 어긋나기 때문에 기독교 윤리를 경멸했다고 말했다. 그는 자신의 관점에 맞는 개신교적 측면을 선호하면서도, 가톨릭교회의 계층적 조직, 전례, 어법의 일부 요소를 가졌다. 1932년 연설에서 히틀러는 자신이 가톨릭 신자가 아니라고 말했고, 자신을 게르만 기독교인이라고 선언했으며, 이후 슈페어와의 대화에서 "나를 통해 이 개신교회가 영국에서처럼 국교가 될 수 있었다"고 말했다.

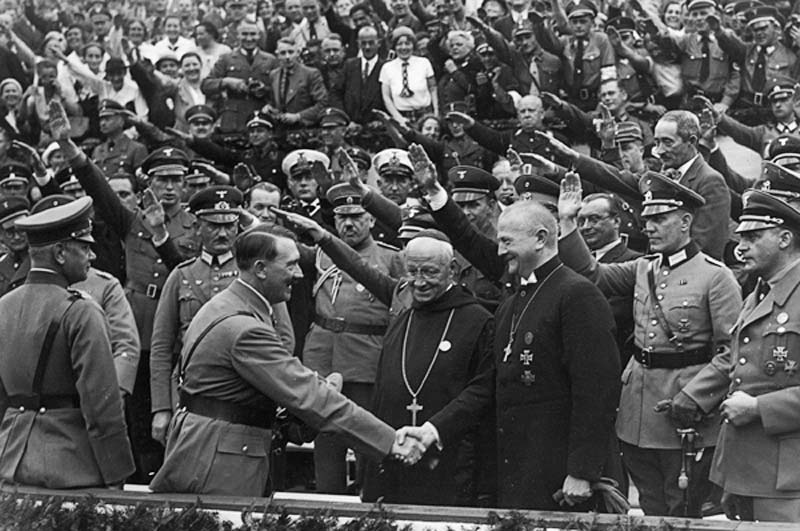
1930년대 루트비히 뮐러 주교와 악수하는 히틀러.

히틀러는 교회가 사회에서 정치적으로 중요한 보수적 영향을 끼친다고 생각했고 "자신의 직접적인 정치 목적에 맞는" 전략적 관계를 채택했다. 공식적으로 히틀러는 유대인과 싸운 "아리아인인 예수"를 믿는다고 공언하면서 종종 기독교 유산과 독일의 기독교 문화에 긍정적인 발언을 했다. 이는 그의 기독교를 지지하는 모든 공개적인 수사가 기독교의 "부조리한" 거짓말에 근거한 넌센스라고 생각했던 그의 사명과는 모순된 부분을 가졌다.
미국 전략사무국(OSS)의 보고서인 〈나치의 총괄 계획〉에 따르면 히틀러는 국가 내 기독교 교회의 영향력을 완전히 제거할 계획이었으며, 그의 궁극적인 목표는 기독교 자체를 완전히 제거하는 것이었다. 이 목표는 히틀러의 정치 입문 초기에 영향을 미쳤지만, 그는 이러한 극단적인 입장을 공개적으로 표현하는 것은 좋지 않다고 판단했다. 앨런 블록은 히틀러는 이 계획을 전쟁이 끝난 뒤에 실행하기를 원했다고 주장한다. 슈페어의 글에 따르면 히틀러가 힘러와 알프레트 로젠베르크의 신비주의적 생각과 힘러의 슈츠슈타펠 신화화 시도를 좋지 않게 보았으며, 그는 더 실용적이었고 그의 야망은 더 실용적인 방법으로 이루어졌다.

### 건강
연구자들은 히틀러가 과민 대장 증후군, 피부 병변, 부정맥, 죽상경화증, 파킨슨병, 매독, 거세포성동맥염, 이명증, 홑고환증 등 다양한 질병을 가졌을 수 있다고 말했다. 1943년 전략사무국을 위해 준비한 보고서에서 하버드 대학교의 월터 찰스 랑헤르는 히틀러를 "신경증적 정신병자"라고 설명했으며, 역사학자 로버트 G. L. 웨이트는 1977년 저서 《사이코패스 신: 아돌프 히틀러》에서 히틀러가 경계선 인격장애를 가졌을 수 있다고 제안했다. 반면 역사학자 헨릭 에버를과 한스 요아킴 노이만은 히틀러가 파킨슨병을 포함한 여러 질병을 앓았을 수는 있지만 병적 망상을 경험하지 않았으며, 항상 자신의 결정을 충분히 이해했고 그에 따른 책임을 가졌다고 주장했다.
1930년대 어느 시점부터 히틀러는 주로 채식주의 식단을 선택했고 1942년부터 모든 고기와 생선을 피했다. 사교 모임에서 그는 손님들이 고기를 선호하지 않게 만들기 위해 종종 동물 도살에 대한 생생한 설명을 하기도 했다. 마르틴 보어만은 히틀러에게 신선한 과일과 채소를 꾸준히 공급하기 위해 베르히테스가덴 근방의 베르그호프 별장 근처에 온실을 건설했다. 채식주의자가 된 무렵 히틀러는 술을 끊었고 이후에는 사교 모임에서 아주 가끔 맥주나 와인을 마셨다. 그는 성인이 된 이후로 거의 대부분 흡연을 하지 않았지만, 젊은 시절에는 하루에 25~40개비씩 매우 많이 피웠다. 금연한 이후 히틀러는 그러한 습관을 "돈 낭비"라고 부르면서 주변인들에게 금연을 독려하여 흡연 습관을 끊은 사람에게 금시계를 선물하기도 했다. 1937년 말부터 히틀러는 암페타민을 사용하기 시작하다가 1942년 말에 완전히 중독되었다. 슈페어는 그의 암페타민 사용을 히틀러의 점점 더 불규칙해지는 행동과 군 후퇴를 거부하는 등의 융퉁성 없는 의사 결정을 연관시켰다.
개인 주치의였던 테오도어 모렐이 전쟁 중에 90가지의 약을 처방했고, 히틀러는 만상 위장 문제와 기타 질병을 치료하기 위해 매일 많은 약을 먹었다. 그는 암페타민, 바르비투르산계, 아편제, 코카인을 정기적으로 복용했으며 브로민화 칼륨과 항가스피린제 형태의 벨라돈나풀도 사용한 기록이 있다. 그는 1944년 7월 20일 폭탄 테러에서 고막이 터졌고 다리에서 나무 파편 200개를 제거해야만 했다. 여러 영상에서 그는 왼손을 떨고 발을 끌면서 걸었으며, 이는 전쟁 직전에 시작되어 생애 말년에 심해졌다. 히틀러가 자살하기 전 몇 주 동안 에른스트귄터 솅크와 여러 의사들은 그에게 파킨슨병 진단을 내렸다.

## 유산
평화와 자유

그리고 민주주의를 위해

다시는 파시즘이 없기를

수백만 명의 죽음이 경고한다

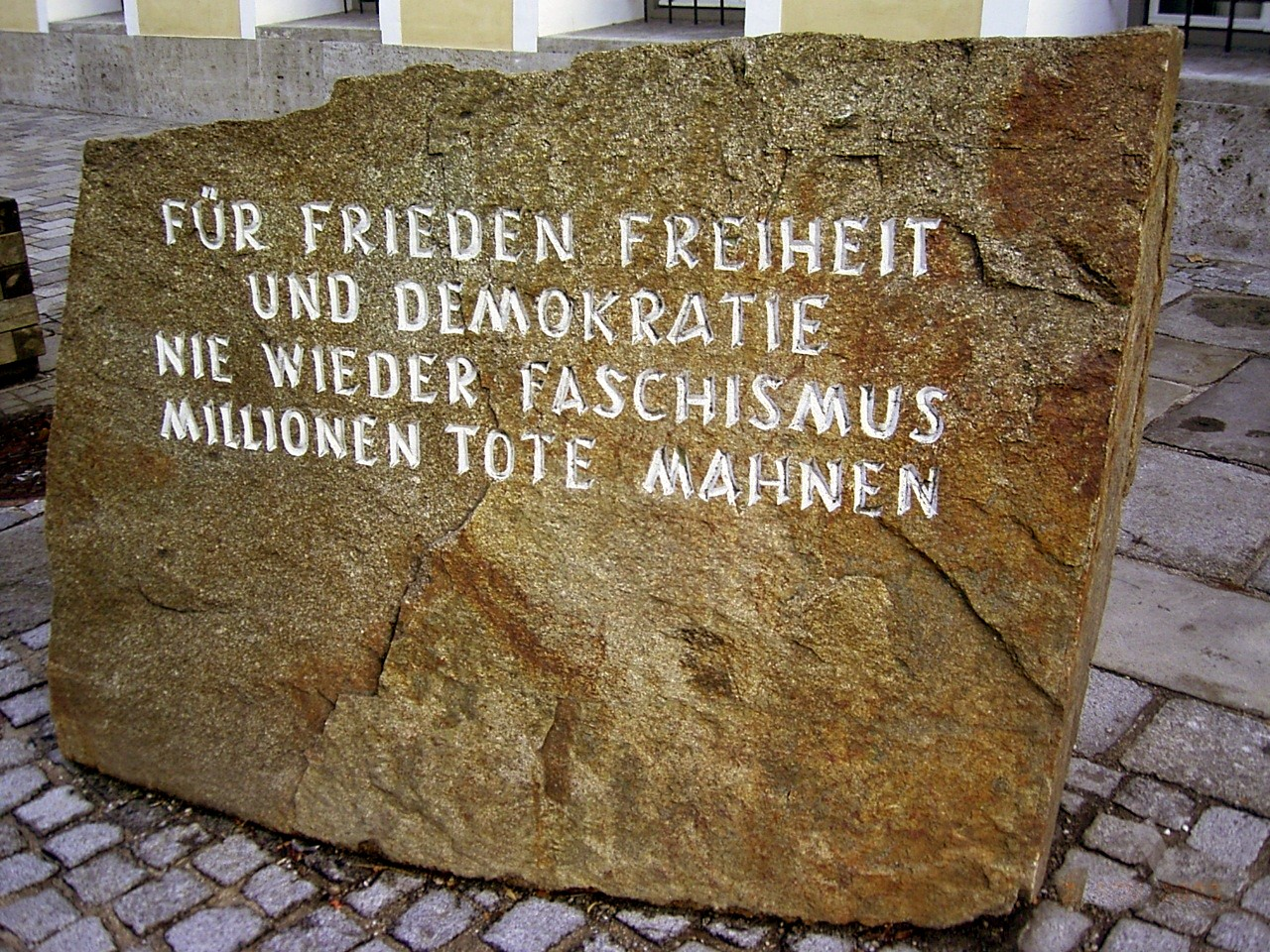
히틀러가 태어난 브라우나우암인에 있는 제2차 세계 대전을 잊지 않게 하기 위해 세워진 기념비가 있다. 번역된 비문은 다음과 같다:
평화와 자유
그리고 민주주의를 위해
다시는 파시즘이 없기를
수백만 명의 죽음이 경고한다

역사학자 요아힘 페스트에 따르면, 당시의 수많은 사람들은 히틀러의 자살을 "주문"이 풀리는 것에 비유했으며, 마찬가지로 슈페어는 책 《제3제국의 중심에서》에서 "이제야 주문이 풀리고 마법이 사라졌다"고 썼다. 히틀러에 대한 대중들의 지지는 그의 죽음 당시에는 거의 사라졌고, 애도하는 독일인은 거의 존재하지 않았다. 이에 대해 이언 커쇼는 대부분의 민간인과 군인들이 국가의 붕괴에 적응하거나 전투에서 도망치는 데 너무 바빠서 그의 죽음에 관심을 가질수 없었다고 주장한다. 역사학자 존 톨랜드는 나치즘은 지도자 없이 "거품처럼 붕괴했다"고 썼다.
이언 커쇼는 히틀러를 "현대 정치 사악의 화신"이라고 묘사하며, "역사상 한 사람의 이름만으로 관련된 신체적, 도덕적 파괴는 한 번도 없었다"고 덧붙였다. 히틀러의 정치적 프로그램은 세계 대전을 초래했고, 황폐하고 빈곤한 동유럽과 중부 유럽을 만들어냈다. 독일은 대량 파괴를 겪었고, 이후 히틀러와 거리를 둔 새로운 독일의 시작이라는 "0시"(Stunde Null)라는 단어가 사용되었다. 히틀러의 정책은 전례 없는 규모로 인류에게 고통을 안겼다. R. J. 룸멜은 나치 정권은 약 1,930만 명의 민간인과 전쟁 포로를 학살한 책임이 있으며, 제2차 세계 대전 중 유럽 전구에서의 나치의 군사적 행동으로 인해 2,870만 명의 군인과 민간인이 사망했다고 추산했다. 제2차 세계 대전 동안 사망한 민간인의 수는 전쟁 역사상 전례가 없는 숫자였으며, 역사학자, 철학자, 정치인들은 나치 정권을 묘사하기 위해 종종 "악"이라는 단어를 사용한다. 현재까지 많은 유럽 국가에서는 나치즘을 홍보하고 홀로코스트를 부정하는 것을 범죄로 규정하고 있다.
역사학자 프리드리히 마이네케는 히틀러를 "역사적 인생에서 개성이 독특하고 헤아릴 수 없는 힘의 위대한 사례 중 하나"라고 묘사했다. 영국의 역사학자 휴 트레버-로퍼는 그를 "역사의 '끔직한 단순화를 한 자' 중 한 명이지만, 가장 체계적이고, 가장 역사적이고, 가장 철학적이지만, 그럼에도 불구하고 세계가 잘 알고 있듯이 가장 거칠고, 가장 잔인하고, 관대한 정복자"라고 말했다. 역사학자 J. M. 로버츠는 히틀러의 패배는 독일이 지배하던 유럽 역사의 한 국면을 종식시키는 것으로 보았다. 이 지배기가 끝나고 남은 자리에 미국과 다른 NATO가 이끄는 서방 진영과 소련이 지배하는 동구권 간의 전 세계적인 대립인 냉전이 등장했다. 역사학자 세바스찬 하프너는 히틀러와 유대인의 이주가 없었다면 현대의 이스라엘이라는 국가는 존재하지 않았을 것이라고 말하면서, 히틀러가 없었다면 이전 유럽 열강들의 탈식민지화가 더욱 늦어졌을 것이라고 주장한다. 더 나아가 세바스찬 하프너는 히틀러가 비교적 짧은 기간에 전 세계적으로 광범위한 영향을 일으켰기 때문에 알렉산드로스 대왕을 제외하면 다른 어떤 역사적 인물보다 더 큰 영향을 일으켰다고 주장한다.

### 선전에서
히틀러는 다큐멘터리 영화와 뉴스릴을 활용해 개인숭배를 부추겼다. 그는 정치를 하던 내내 일련의 선전 영화에 참여하고 출연했으며, 그 중 많은 영화가 현대 영화의 선구자로 여겨지는 레니 리펜슈탈이 제작했다. 히틀러가 출연한 영화는 다음과 같다.
- 《신념의 승리》 (Der Sieg des Glaubens, 1933)
- 《의지의 승리》 (Triumph des Willens, 1935)
- 《뉘른베르크 1935》 (Tag der Freiheit: Unsere Wehrmacht, 1935)
- 《올림피아》 (Olympia, 1938)

### 내용주
1. ↑  독일어 발음: [ˈaːdɔlf ˈhɪtlɐ]
2. ↑  공식 명칭은 "국가사회주의 독일 노동자당"(독일어: Nationalsozialistische Deutsche Arbeiterpartei,de 또는 독일어: NSDAP)이다.
3. ↑  "지도자 겸 국가총리"(독일어: Führer und Reichskanzler), 공식적으로 "독일국과 민족의 지도자 겸 국가총리"(독일어: Führer und Reichskanzler des Deutschen Reiches und Volkes)라는 직함은 바이마르 공화국의 국가원수를 대체했다. 히틀러는 대통령으로 재임 중이던 파울 폰 힌덴부르크가 사망한 이후 이 직함을 얻었고, 이를 통해 국가원수이자 정부수반이 되었다.[1][2]
4. ↑  히틀러가 다녔던 레알슐레는 현재 '분데스레알귐나지움 린츠 파딩게르스트라세'(Bundesrealgymnasium Linz Fadingerstraße)라는 명칭으로 남아 있다.
5. ↑  또한 히틀러는 그의 라이프스타일과 수입에 의문을 제기한 사회주의 신문 뮌헨 포스트(Münchener Post)로부터 명예훼손 소송에서 합의를 이끌어 냈다. Kershaw 2008, 99쪽
6. ↑  MI5, Hitler's Last Days, MI5 웹사이트의 "히틀러의 유언장과 결혼"은 휴 트레버-로퍼가 입수한 자료를 사용하여, 히틀러가 마지막 유언장을 받아쓴 뒤 결혼했다고 기록하고 있다.
7. ↑  홀로코스트에 히틀러의 중심적 역할에 대한 21세기의 최근 연구에 대해서는 다음을 참고하라: McMillan 2012
8. ↑  리처드 에반스 경은 "추정 총계가 약 600만 명이라는 것이 분명해졌다"고 말했다.[357]

### 참조주
1. 1 2  Shirer 1960, 226–227쪽.
2. 1 2  Overy 2005, 63쪽.
3. 1 2  Kershaw 2000b, xvii쪽.
4. ↑  Bullock 1999, 24쪽.
5. ↑  Maser 1973, 4쪽.
6. ↑  Maser 1973, 15쪽.
7. 1 2  Kershaw 1999, 5쪽.
8. ↑  Jetzinger 1976, 32쪽.
9. ↑  Rosenbaum 1999, 21쪽.
10. ↑  Hamann 2010, 50쪽.
11. ↑  Toland 1992, 246–247쪽.
12. ↑  Kershaw 1999, 8–9쪽.
13. ↑  House of Responsibility.
14. ↑  Bullock 1999, 23쪽.
15. 1 2  Kershaw 2008, 4쪽.
16. ↑  Toland 1976, 6쪽.
17. ↑  Rosmus 2004, 33쪽.
18. ↑  Keller 2010, 15쪽.
19. ↑  Hamann 2010, 7–8쪽.
20. ↑  Kubizek 2006, 37쪽.
21. ↑  Kubizek 2006, 92쪽.
22. ↑  Hitler 1999, 6쪽.
23. ↑  Fromm 1977, 493–498쪽.
24. ↑  Hamann 2010, 10–11쪽.
25. 1 2  Diver 2005.
26. ↑  Shirer 1960, 10–11쪽.
27. ↑  Payne 1990, 22쪽.
28. ↑  Kershaw 2008, 9쪽.
29. ↑  Hitler 1999, 8쪽.
30. ↑  Keller 2010, 33–34쪽.
31. ↑  Fest 1977, 32쪽.
32. ↑  Kershaw 2008, 8쪽.
33. ↑  Hitler 1999, 10쪽.
34. ↑  Evans 2003, 163–164쪽.
35. ↑  Bendersky 2000, 26쪽.
36. ↑  Ryschka 2008, 35쪽.
37. ↑  Hamann 2010, 13쪽.
38. ↑  Kershaw 2008, 10쪽.
39. ↑  Kershaw 1999, 19쪽.
40. ↑  Kershaw 1999, 20쪽.
41. 1 2  Hitler 1999, 20쪽.
42. ↑  Bullock 1962, 30–31쪽.
43. ↑  Bullock 1962, 31쪽.
44. ↑  Bullock 1999, 30–33쪽.
45. ↑  Hamann 2010, 157쪽.
46. ↑  Kershaw 1999, 41, 42쪽.
47. ↑  Shirer 1960, 26쪽.
48. ↑  Hamann 2010, 243–246쪽.
49. ↑  Nicholls 2000, 236, 237, 274쪽.
50. ↑  Hamann 2010, 250쪽.
51. ↑  Hamann 2010, 341–345쪽.
52. ↑  Hamann 2010, 233쪽.
53. ↑  Britannica: Nazism.
54. ↑  Pinkus 2005, 27쪽.
55. ↑  Kershaw 1999, 60–67쪽.
56. ↑  Shirer 1960, 25쪽.
57. ↑  Hamann 2010, 58쪽.
58. ↑  Hitler 1999, 52쪽.
59. ↑  Toland 1992, 45쪽.
60. ↑  Kershaw 1999, 55, 63쪽.
61. ↑  Hamann 2010, 174쪽.
62. ↑  Evans 2011.
63. ↑  Shirer 1960, 27쪽.
64. ↑  Weber 2010, 13쪽.
65. ↑  Kershaw 1999, 86쪽.
66. ↑  Kershaw 1999, 49쪽.
67. 1 2 3  Kershaw 1999, 90쪽.
68. ↑  Weber 2010, 12–13쪽.
69. ↑  Kershaw 2008, 53쪽.
70. ↑  Kershaw 2008, 54쪽.
71. ↑  Weber 2010, 100쪽.
72. 1 2 3 4  Shirer 1960, 30쪽.
73. ↑  Pearson, Drew; Allen, Robert S. (1941년 10월 16일). “The Washington Merry-Go-Round: Ribbentrop Kept From Hitler Warning That U.S. Would Fight”. 《San Francisco Chronicle》. 15면.
74. ↑  Kershaw 2008, 57쪽.
75. ↑  Kershaw 2008, 58쪽.
76. ↑  Steiner 1976, 392쪽.
77. ↑  Kershaw 2008, 59쪽.
78. ↑  Weber 2010a.
79. ↑  Kershaw 2008, 59, 60쪽.
80. ↑  Kershaw 1999, 97, 102쪽.
81. ↑  Keegan 1987, 238–240쪽.
82. ↑  Bullock 1962, 60쪽.
83. ↑  Kershaw 2008, 61, 62쪽.
84. ↑  Kershaw 2008, 61–63쪽.
85. ↑  Kershaw 2008, 96쪽.
86. ↑  Kershaw 2008, 80, 90, 92쪽.
87. ↑  Bullock 1999, 61쪽.
88. ↑  Kershaw 1999, 109쪽.
89. ↑  Kershaw 2008, 82쪽.
90. ↑  Evans 2003, 170쪽.
91. ↑  Kershaw 2008, 75, 76쪽.
92. ↑  Mitcham 1996, 67쪽.
93. ↑  Kershaw 1999, 125–126쪽.
94. ↑  Fest 1970, 21쪽.
95. ↑  Kershaw 2008, 94, 95, 100쪽.
96. ↑  Kershaw 2008, 87쪽.
97. ↑  Kershaw 2008, 88쪽.
98. ↑  Kershaw 2008, 93쪽.
99. ↑  Kershaw 2008, 81쪽.
100. ↑  Kershaw 2008, 89쪽.
101. ↑  Kershaw 2008, 89–92쪽.
102. ↑  Kershaw 2008, 100, 101쪽.
103. ↑  Kershaw 2008, 102쪽.
104. 1 2  Kershaw 2008, 103쪽.
105. ↑  Kershaw 2008, 83, 103쪽.
106. ↑  Kershaw 2000b, xv쪽.
107. ↑  Bullock 1999, 376쪽.
108. ↑  Frauenfeld 1937.
109. ↑  Goebbels 1936.
110. ↑  Kershaw 2008, 105–106쪽.
111. ↑  Bullock 1999, 377쪽.
112. ↑  Kressel 2002, 121쪽.
113. ↑  Heck 2001, 23쪽.
114. ↑  Kellogg 2005, 275쪽.
115. ↑  Kellogg 2005, 203쪽.
116. ↑  Bracher 1970, 115–116쪽.
117. ↑  Kershaw 2008, 126쪽.
118. 1 2  Kershaw 2008, 128쪽.
119. ↑  Kershaw 2008, 129쪽.
120. ↑  Kershaw 2008, 130–131쪽.
121. ↑  Shirer 1960, 73–74쪽.
122. ↑  Kershaw 2008, 132쪽.
123. ↑  Kershaw 2008, 131쪽.
124. ↑  Munich Court, 1924.
125. ↑  Fulda 2009, 68–69쪽.
126. ↑  Kershaw 1999, 239쪽.
127. 1 2  Bullock 1962, 121쪽.
128. ↑  Kershaw 2008, 147쪽.
129. ↑  Kershaw 2008, 148–150쪽.
130. ↑  Shirer 1960, 80–81쪽.
131. ↑  Kershaw 1999, 237쪽.
132. 1 2  Kershaw 1999, 238쪽.
133. ↑  Kershaw 2008, 158, 161, 162쪽.
134. ↑  Kershaw 2008, 162, 166쪽.
135. ↑  Shirer 1960, 129쪽.
136. ↑  Kershaw 2008, 166, 167쪽.
137. ↑  Shirer 1960, 136–137쪽.
138. ↑  Kolb 2005, 224–225쪽.
139. ↑  Kolb 1988, 105쪽.
140. ↑  Halperin 1965, 403 et. seq쪽.
141. ↑  Halperin 1965, 434–446 et. seq쪽.
142. ↑  Wheeler-Bennett 1967, 218쪽.
143. ↑  Wheeler-Bennett 1967, 216쪽.
144. ↑  Wheeler-Bennett 1967, 218–219쪽.
145. ↑  Wheeler-Bennett 1967, 222쪽.
146. ↑  Halperin 1965, 449 et. seq쪽.
147. ↑  Halperin 1965, 434–436, 471쪽.
148. 1 2  Shirer 1960, 130쪽.
149. ↑  Hinrichs 2007.
150. ↑  Halperin 1965, 476쪽.
151. ↑  Halperin 1965, 468–471쪽.
152. ↑  Bullock 1962, 201쪽.
153. ↑  Hoffman 1989.
154. ↑  Kershaw 2008, 227쪽.
155. ↑  Halperin 1965, 477–479쪽.
156. ↑  Letter to Hindenburg, 1932.
157. ↑  Fox News, 2003.
158. ↑  Shirer 1960, 184쪽.
159. ↑  Evans 2003, 307쪽.
160. ↑  Bullock 1962, 262쪽.
161. ↑  Shirer 1960, 192쪽.
162. ↑  Bullock 1999, 262쪽.
163. ↑  Kershaw 1999, 456–458, 731–732쪽.
164. ↑  Nathans 2017, 171–176쪽.
165. ↑  Shirer 1960, 194, 274쪽.
166. ↑  Shirer 1960, 194쪽.
167. ↑  Bullock 1962, 265쪽.
168. ↑  City of Potsdam.
169. ↑  Shirer 1960, 196–197쪽.
170. ↑  Shirer 1960, 198쪽.
171. ↑  Evans 2003, 335쪽.
172. ↑  Shirer 1960, 196쪽.
173. ↑  Bullock 1999, 269쪽.
174. ↑  Shirer 1960, 199쪽.
175. ↑  Time, 1934.
176. 1 2  Shirer 1960, 201쪽.
177. ↑  Shirer 1960, 202쪽.
178. 1 2  Evans 2003, 350–374쪽.
179. ↑  Kershaw 2008, 309–314쪽.
180. ↑  Tames 2008, 4–5쪽.
181. ↑  Kershaw 2008, 313–315쪽.
182. ↑  Evans 2005, 44쪽.
183. ↑  Shirer 1960, 229쪽.
184. ↑  Bullock 1962, 309쪽.
185. ↑  Evans 2005, 110쪽.
186. ↑  Kershaw 2008, 392, 393쪽.
187. ↑  Shirer 1960, 312쪽.
188. ↑  Kershaw 2008, 393–397쪽.
189. ↑  Shirer 1960, 308쪽.
190. ↑  Shirer 1960, 318쪽.
191. ↑  Shirer 1960, 318–319쪽.
192. ↑  Kershaw 2008, 397–398쪽.
193. ↑  Shirer 1960, 274쪽.
194. ↑  Read 2004, 344쪽.
195. ↑  Evans 2005, 109–111쪽.
196. ↑  McNab 2009, 54쪽.
197. ↑  Shirer 1960, 259–260쪽.
198. ↑  Shirer 1960, 258쪽.
199. ↑  Shirer 1960, 262쪽.
200. ↑  McNab 2009, 54–57쪽.
201. ↑  Speer 1971, 118–119쪽.
202. ↑  Evans 2005, 570–572쪽.
203. ↑  Weinberg 1970, 26–27쪽.
204. ↑  Kershaw 1999, 490–491쪽.
205. ↑  Kershaw 1999, 492, 555–556, 586–587쪽.
206. ↑  Carr 1972, 23쪽.
207. ↑  Kershaw 2008, 297쪽.
208. ↑  Shirer 1960, 283쪽.
209. ↑  Messerschmidt 1990, 601–602쪽.
210. ↑  Martin 2008.
211. ↑  Hildebrand 1973, 39쪽.
212. ↑  Roberts 1975.
213. ↑  Messerschmidt 1990, 630–631쪽.
214. 1 2  Overy, Origins of WWII Reconsidered 1999.
215. ↑  Carr 1972, 56–57쪽.
216. ↑  Goeschel 2018, 69–70쪽.
217. ↑  Messerschmidt 1990, 642쪽.
218. ↑  Aigner 1985, 264쪽.
219. 1 2  Messerschmidt 1990, 636–637쪽.
220. ↑  Carr 1972, 73–78쪽.
221. ↑  Messerschmidt 1990, 638쪽.
222. 1 2  Bloch 1992, 178–179쪽.
223. ↑  Plating 2011, 21쪽.
224. ↑  Butler & Young 1989, 159쪽.
225. ↑  Bullock 1962, 434쪽.
226. ↑  Overy 2005, 425쪽.
227. ↑  Weinberg 1980, 334–335쪽.
228. ↑  Weinberg 1980, 338–340쪽.
229. ↑  Weinberg 1980, 366쪽.
230. ↑  Weinberg 1980, 418–419쪽.
231. ↑  Kee 1988, 149–150쪽.
232. ↑  Weinberg 1980, 419쪽.
233. ↑  Murray 1984, 256–260쪽.
234. ↑  Bullock 1962, 469쪽.
235. ↑  Overy, The Munich Crisis 1999, 207쪽.
236. ↑  Kee 1988, 202–203쪽.
237. ↑  Weinberg 1980, 462–463쪽.
238. ↑  Messerschmidt 1990, 672쪽.
239. ↑  Messerschmidt 1990, 671, 682–683쪽.
240. ↑  Rothwell 2001, 90–91쪽.
241. ↑  Time, January 1939.
242. 1 2  Murray 1984, 268쪽.
243. ↑  Evans 2005, 682쪽.
244. ↑  Murray 1984, 268–269쪽.
245. ↑  Shirer 1960, 448쪽.
246. ↑  Weinberg 1980, 562쪽.
247. ↑  Weinberg 1980, 579–581쪽.
248. 1 2  Maiolo 1998, 178쪽.
249. 1 2  Messerschmidt 1990, 688–690쪽.
250. 1 2  Weinberg 1980, 537–539, 557–560쪽.
251. ↑  Weinberg 1980, 558쪽.
252. ↑  Carr 1972, 76–77쪽.
253. ↑  Kershaw 2000b, 36–37, 92쪽.
254. ↑  Weinberg 2010, 792쪽.
255. ↑  Robertson 1985, 212쪽.
256. ↑  Bloch 1992, 228쪽.
257. ↑  Overy & Wheatcroft 1989, 56쪽.
258. ↑  Kershaw 2008, 497쪽.
259. ↑  Robertson 1963, 181–187쪽.
260. ↑  Evans 2005, 693쪽.
261. ↑  Bloch 1992, 252–253쪽.
262. ↑  Weinberg 1995, 85–94쪽.
263. ↑  Bloch 1992, 255–257쪽.
264. ↑  Weinberg 1980, 561–562, 583–584쪽.
265. ↑  Bloch 1992, 260쪽.
266. ↑  Hakim 1995.
267. 1 2 3  Rees 1997, 141–145쪽.
268. ↑  Kershaw 2008, 527쪽.
269. ↑  Welch 2001, 88–89쪽.
270. ↑  Rees 1997, 148–149쪽.
271. ↑  Winkler 2007, 74쪽.
272. ↑  Shirer 1960, 696–730쪽.
273. ↑  Kershaw 2008, 562쪽.
274. ↑  Deighton 2008, 7–9쪽.
275. ↑  Ellis 1993, 94쪽.
276. ↑  Shirer 1960, 731–737쪽.
277. ↑  Shirer 1960, 774–782쪽.
278. ↑  Kershaw 2008, 563, 569, 570쪽.
279. ↑  Kershaw 2008, 580쪽.
280. ↑  Roberts 2006, 58–60쪽.
281. ↑  Kershaw 2008, 604–605쪽.
282. ↑  Kurowski 2005, 141–142쪽.
283. ↑  Mineau 2004, 1쪽.
284. ↑  Glantz 2001, 9쪽.
285. ↑  Koch 1988.
286. ↑  Evans 2008, 162–163쪽.
287. 1 2  Stolfi 1982.
288. ↑  Wilt 1981.
289. ↑  Evans 2008, 202쪽.
290. ↑  Evans 2008, 210쪽.
291. ↑  Shirer 1960, 900–901쪽.
292. 1 2  Bauer 2000, 5쪽.
293. ↑  Shirer 1960, 921쪽.
294. ↑  Kershaw 2000b, 417쪽.
295. ↑  Evans 2008, 419–420쪽.
296. ↑  Shirer 1960, 1006쪽.
297. 1 2  BBC News, 1999.
298. ↑  Shirer 1960, 996–1000쪽.
299. ↑  Shirer 1960, 1036쪽.
300. ↑  Speer 1971, 513–514쪽.
301. ↑  Kershaw 2008, 544–547, 821–822, 827–828쪽.
302. ↑  Kershaw 2008, 816–818쪽.
303. ↑  Shirer 1960, 1048–1072쪽.
304. ↑  Plesch 2017, 158쪽.
305. ↑  Weinberg 1964.
306. 1 2  Crandell 1987.
307. ↑  Bullock 1962, 778쪽.
308. ↑  Rees & Kershaw 2012.
309. 1 2  Bullock 1962, 774–775쪽.
310. ↑  Sereny 1996, 497–498쪽.
311. ↑  Bullock 1962, 753, 763, 780–781쪽.
312. ↑  Beevor 2002, 251쪽.
313. ↑  Beevor 2002, 255–256쪽.
314. ↑  Le Tissier 2010, 45쪽.
315. 1 2  Dollinger 1995, 231쪽.
316. 1 2  Jones 1989.
317. ↑  Beevor 2002, 275쪽.
318. ↑  Ziemke 1969, 92쪽.
319. ↑  Bullock 1962, 787쪽.
320. ↑  Bullock 1962, 787, 795쪽.
321. ↑  Butler & Young 1989, 227–228쪽.
322. ↑  Kershaw 2008, 923–925, 943쪽.
323. ↑  Bullock 1962, 791쪽.
324. ↑  Bullock 1962, 792, 795쪽.
325. ↑  Beevor 2002, 343쪽.
326. ↑  Bullock 1962, 798쪽.
327. ↑  Linge 2009, 199쪽.
328. ↑  Joachimsthaler 1999, 160–182쪽.
329. ↑  Linge 2009, 200쪽.
330. ↑  Bullock 1962, 799–800쪽.
331. ↑  Joachimsthaler 1999, 217–220, 224–225쪽.
332. ↑  Kershaw 2008, 949–950쪽.
333. ↑  Shirer 1960, 1136쪽.
334. ↑  Vinogradov 2005, 111, 333쪽.
335. ↑  Joachimsthaler 1999, 215–225쪽.
336. ↑  Fest 2004, 163–164쪽.
337. ↑  Kershaw 2000b, 1110쪽.
338. ↑  Joachimsthaler 1999, 8–13쪽.
339. ↑  Marrus 2000, 37쪽.
340. ↑  Gellately 1996.
341. 1 2 3  Snyder 2010, 416쪽.
342. ↑  Steinberg 1995.
343. ↑  Kershaw 2008, 683쪽.
344. ↑  Shirer 1960, 965쪽.
345. ↑  Naimark 2002, 81쪽.
346. ↑  Longerich 2005, 116쪽.
347. ↑  Megargee 2007, 146쪽.
348. 1 2  Longerich, Chapter 15 2003.
349. ↑  Longerich, Chapter 17 2003.
350. ↑  Kershaw 2000b, 459–462쪽.
351. ↑  Kershaw 2008, 670–675쪽.
352. ↑  Megargee 2007, 144쪽.
353. ↑  Kershaw 2008, 687쪽.
354. ↑  Evans 2008, map, p. 366.
355. 1 2 3  Rummel 1994, 112쪽.
356. 1 2  Holocaust Memorial Museum.
357. ↑  Evans 2008, 318쪽.
358. ↑  Hancock 2004, 383–396쪽.
359. 1 2  Shirer 1960, 946쪽.
360. 1 2  Evans 2008, 15쪽.
361. ↑  Snyder 2010, 162–163, 416쪽.
362. ↑  Dorland 2009, 6쪽.
363. ↑  Rummel 1994, table, p. 112.
364. ↑  US Holocaust Memorial Museum.
365. ↑  Snyder 2010, 184쪽.
366. ↑  Niewyk & Nicosia 2000, 45쪽.
367. ↑  Goldhagen 1996, 290쪽.
368. ↑  Downing 2005, 33쪽.
369. ↑  Gellately 2001, 216쪽.
370. ↑  Kershaw 1999, 567–568쪽.
371. ↑  Overy 2005, 252쪽.
372. ↑  Kershaw 2008, 170, 172, 181쪽.
373. ↑  Speer 1971, 281쪽.
374. ↑  Manvell & Fraenkel 2007, 29쪽.
375. ↑  Kershaw 2008, 323쪽.
376. ↑  Kershaw 2008, 377쪽.
377. ↑  Speer 1971, 333쪽.
378. 1 2  Overy 2005a, 421–425쪽.
379. ↑  Kershaw 2012, 169–170쪽.
380. ↑  Kershaw 2012, 396–397쪽.
381. ↑  Kershaw 2008, 171–395쪽.
382. ↑  Bullock 1999, 563쪽.
383. ↑  Kershaw 2008, 378쪽.
384. ↑  Kershaw 2008, 947–948쪽.
385. ↑  Bullock 1962, 393–394쪽.
386. ↑  Kershaw 2008, 5쪽.
387. ↑  Rißmann 2001, 94–96쪽.
388. ↑  Toland 1992, 9–10쪽.
389. 1 2  Speer 1971, 141–142쪽.
390. ↑  Speer 1971, 143쪽.
391. 1 2  Conway 1968, 3쪽.
392. ↑  Bullock 1999, 385, 389쪽.
393. ↑  Rißmann 2001, 96쪽.
394. ↑  Weir & Greenberg 2022, 694쪽.
395. ↑  Speer 1971, 142쪽.
396. ↑  Speer 1971, 141쪽.
397. ↑  Steigmann-Gall 2003, 27, 108쪽.
398. ↑  Hitler 2000, 59쪽.
399. ↑  Hitler 2000, 342쪽.
400. ↑  Sharkey 2002.
401. ↑  Bonney 2001, 2–3쪽.
402. ↑  Phayer 2000.
403. ↑  Bonney 2001, 2쪽.
404. ↑  Bullock 1962, 219, 389쪽.
405. ↑  Speer 1971, 141, 171, 174쪽.
406. ↑  Bullock 1999, 729쪽.
407. ↑  Evans 2008, 508쪽.
408. 1 2  Bullock 1962, 717쪽.
409. ↑  Redlich 1993.
410. ↑  Redlich 2000, 129–190쪽.
411. ↑  The Guardian, 2015.
412. ↑  Langer 1972, 126쪽.
413. ↑  Waite 1993, 356쪽.
414. ↑  Gunkel 2010.
415. ↑  Bullock 1999, 388쪽.
416. ↑  Toland 1992, 256쪽.
417. ↑  Wilson 1998.
418. ↑  McGovern 1968, 32–33쪽.
419. ↑  Linge 2009, 38쪽.
420. ↑  Hitler & Trevor-Roper 1988, 176, 22 January 1942쪽.
421. ↑  Proctor 1999, 219쪽.
422. ↑  Toland 1992, 741쪽.
423. ↑  Heston & Heston 1980, 125–142쪽.
424. ↑  Heston & Heston 1980, 11–20쪽.
425. 1 2  Kershaw 2008, 782쪽.
426. ↑  Ghaemi 2011, 190–191쪽.
427. ↑  Porter 2013.
428. ↑  Doyle 2005, 8쪽.
429. ↑  Linge 2009, 156쪽.
430. ↑  O'Donnell 2001, 37쪽.
431. ↑  Zialcita 2019.
432. ↑  Fest 1974, 753쪽.
433. ↑  Speer 1971, 617쪽.
434. ↑  Kershaw 2012, 348–350쪽.
435. ↑  Toland 1992, 892쪽.
436. ↑  Kershaw 2000b, 841쪽.
437. ↑  Fischer 1995, 569쪽.
438. ↑  Del Testa, Lemoine & Strickland 2003, 83쪽.
439. ↑  Murray & Millett 2001, 554쪽.
440. ↑  Welch 2001, 2쪽.
441. ↑  Bazyler 2006, 1쪽.
442. ↑  Shirer 1960, 6쪽.
443. ↑  Hitler & Trevor-Roper 1988, xxxv쪽.
444. ↑  Roberts 1996, 501쪽.
445. ↑  Lichtheim 1974, 366쪽.
446. ↑  Haffner 1979, 100–101쪽.
447. ↑  Haffner 1979, 100쪽.
448. ↑  The Daily Telegraph, 2003.

## 참고 문헌

### 인쇄 자료
- Aigner, Dietrich (1985). 〈Hitler's ultimate aims – a programme of world dominion?〉.   Koch, H. W. 《Aspects of the Third Reich》. London: MacMillan. ISBN 978-0-312-05726-8.
- Doyle, D (February 2005). “Adolf Hitler's medical care”. 《Journal of the Royal College of Physicians of Edinburgh》 35 (1): 75–82. PMID 15825245.
- Bauer, Yehuda (2000). 《Rethinking the Holocaust》. New Haven: Yale University Press. 5쪽. ISBN 978-0-300-08256-2.
- Beevor, Antony (2002). 《Berlin: The Downfall 1945》. London: Viking-Penguin Books. ISBN 978-0-670-03041-5.
- Bendersky, Joseph W (2000). 《A History of Nazi Germany: 1919–1945》. Lanham: Rowman & Littlefield. ISBN 978-1-4422-1003-5.
- Bloch, Michael (1992). 《Ribbentrop》. New York: Crown Publishing. ISBN 978-0-517-59310-3.
- Bonney, Richard (2001). “The Nazi Master Plan, Annex 4: The Persecution of the Christian Churches” (PDF). 《Rutgers Journal of Law and Religion》. 2016년 3월 4일에 원본 문서 (PDF)에서 보존된 문서. 2020년 4월 19일에 확인함.
- Bracher, Karl Dietrich (1970). 《The German Dictatorship》. 번역 Jean Steinberg. New York: Penguin Books. ISBN 978-0-14-013724-8.
- Bullock, Alan (1962) [1952]. 《Hitler: A Study in Tyranny》. London: Penguin Books. ISBN 978-0-14-013564-0.
- Bullock, Alan (1999) [1952]. 《Hitler: A Study in Tyranny》. New York: Konecky & Konecky. ISBN 978-1-56852-036-0.
- Butler, Ewan; Young, Gordon (1989). 《The Life and Death of Hermann Göring》. Newton Abbot, Devon: David & Charles. ISBN 978-0-7153-9455-7.
- Carr, William (1972). 《Arms, Autarky and Aggression》. London: Edward Arnold. ISBN 978-0-7131-5668-3.
- Conway, John S. (1968). 《The Nazi Persecution of the Churches 1933–45》. London: Weidenfeld & Nicolson. ISBN 978-0-297-76315-4.
- Crandell, William F. (1987). “Eisenhower the Strategist: The Battle of the Bulge and the Censure of Joe McCarthy”. 《Presidential Studies Quarterly》 17 (3): 487–501. JSTOR 27550441.
- Deighton, Len (2008). 《Fighter: The True Story of the Battle of Britain》. New York: Random House. ISBN 978-1-84595-106-1.
- Del Testa, David W; Lemoine, Florence; Strickland, John (2003). 《Government Leaders, Military Rulers, and Political Activists》. Westport: Greenwood Publishing Group. 83쪽. ISBN 978-1-57356-153-2.
- Dollinger, Hans (1995) [1965]. 《The Decline and Fall of Nazi Germany and Imperial Japan: A Pictorial History of the Final Days of World War II》. New York: Gramercy. ISBN 978-0-517-12399-7.
- Dorland, Michael (2009). 《Cadaverland: Inventing a Pathology of Catastrophe for Holocaust Survival: The Limits of Medical Knowledge and Memory in France》. Tauber Institute for the Study of European Jewry series. Waltham, Mass: University Press of New England. ISBN 978-1-58465-784-2.
- Downing, David (2005). 《The Nazi Death Camps》. World Almanac Library of the Holocaust. Pleasantville, NY: Gareth Stevens. ISBN 978-0-8368-5947-8.
- Ellis, John (1993). 《World War II Databook: The Essential Facts and Figures for All the Combatants》. London: Aurum. ISBN 978-1-85410-254-6.
- Evans, Richard J. (2003). 《The Coming of the Third Reich》. New York: Penguin Books. ISBN 978-0-14-303469-8.
- Evans, Richard J. (2005). 《The Third Reich in Power》. New York: Penguin Books. ISBN 978-0-14-303790-3.
- Evans, Richard J. (2008). 《The Third Reich at War》. New York: Penguin Books. ISBN 978-0-14-311671-4.
- Fest, Joachim C. (1970). 《The Face of the Third Reich》. London: Weidenfeld & Nicolson. ISBN 978-0-297-17949-8.
- Fest, Joachim C. (1974) [1973]. 《Hitler》. London: Weidenfeld & Nicolson. ISBN 978-0-297-76755-8.
- Fest, Joachim C. (1977) [1973]. 《Hitler》. Harmondsworth: Penguin. ISBN 978-0-14-021983-8.
- Fest, Joachim (2004). 《Inside Hitler's Bunker: The Last Days of the Third Reich》. New York: Farrar, Straus and Giroux. ISBN 978-0-374-13577-5.
- Fischer, Klaus P. (1995). 《Nazi Germany: A New History》. London: Constable and Company. ISBN 978-0-09-474910-8.
- Fromm, Erich (1977) [1973]. 《The Anatomy of Human Destructiveness》. London: Penguin Books. ISBN 978-0-14-004258-0.
- Fulda, Bernhard (2009). 《Press and Politics in the Weimar Republic》. Oxford: Oxford University Press. ISBN 978-0-19-954778-4.
- Gellately, Robert (1996). “Reviewed work(s): Vom Generalplan Ost zum Generalsiedlungsplan by Czeslaw Madajczyk. Der "Generalplan Ost". Hauptlinien der nationalsozialistischen Planungs- und Vernichtungspolitik by Mechtild Rössler; Sabine Schleiermacher”. 《Central European History》 29 (2): 270–274. doi:10.1017/S0008938900013170. ISSN 0008-9389.
- Gellately, Robert (2001). 《Social Outsiders in Nazi Germany》. Princeton, NJ: Princeton University Press. ISBN 978-0-691-08684-2.
- Ghaemi, Nassir (2011). 《A First-Rate Madness: Uncovering the Links Between Leadership and Mental Illness》. New York: Penguin Publishing Group. ISBN 978-1-101-51759-8.
- Goeschel, Christian (2018). 《Mussolini and Hitler: The Forging of the Fascist Alliance》. New Haven; London: Yale University Press. ISBN 978-0-300-17883-8.
- Goldhagen, Daniel (1996). 《Hitler's Willing Executioners: Ordinary Germans and the Holocaust》. New York: Knopf. ISBN 978-0-679-44695-8.
- Haffner, Sebastian (1979). 《The Meaning of Hitler》. Cambridge, MA: Harvard University Press. ISBN 978-0-674-55775-8.
- Hakim, Joy (1995). 《War, Peace, and All That Jazz》. A History of US 9. New York: Oxford University Press. ISBN 978-0-19-509514-2.
- Halperin, Samuel William (1965) [1946]. 《Germany Tried Democracy: A Political History of the Reich from 1918 to 1933》. New York: W.W. Norton. ISBN 978-0-393-00280-5.
- Hamann, Brigitte (2010) [1999]. 《Hitler's Vienna: A Portrait of the Tyrant as a Young Man》. Trans. Thomas Thornton. London; New York: Tauris Parke Paperbacks. ISBN 978-1-84885-277-8.
- Hancock, Ian (2004). 〈Romanies and the Holocaust: A Reevaluation and an Overview〉.   Stone, Dan. 《The Historiography of the Holocaust》. New York; Basingstoke: Palgrave Macmillan. ISBN 978-0-333-99745-1.
- Heck, Alfons (2001) [1985]. 《A Child of Hitler: Germany in the Days When God Wore A Swastika》. Phoenix, AZ: Renaissance House. ISBN 978-0-939650-44-6.
- Heston, Leonard L.; Heston, Renate (1980) [1979]. 《The Medical Casebook of Adolf Hitler: His Illnesses, Doctors, and Drugs》. New York: Stein and Day. ISBN 978-0-8128-2718-7.
- Hildebrand, Klaus (1973). 《The Foreign Policy of the Third Reich》. London: Batsford. ISBN 978-0-7134-1126-3.
- Hitler, Adolf (1999) [1925]. 《Mein Kampf》. Trans. Ralph Manheim. Boston: Houghton Mifflin. ISBN 978-0-395-92503-4.
- Hitler, Adolf; Trevor-Roper, Hugh (1988) [1953]. 《Hitler's Table-Talk, 1941–1945: Hitler's Conversations Recorded by Martin Bormann》. Oxford: Oxford University Press. ISBN 978-0-19-285180-2.
- Hitler, Adolf (2000) [1941–1944]. 《Hitler's Table Talk, 1941–1944》. London: Enigma. ISBN 978-1-929631-05-6.
- Jetzinger, Franz (1976) [1956]. 《Hitler's Youth》. Westport, Conn: Greenwood Press. ISBN 978-0-8371-8617-7.
- Joachimsthaler, Anton (1999) [1995]. 《The Last Days of Hitler: The Legends, the Evidence, the Truth》. Trans. Helmut Bögler. London: Brockhampton Press. ISBN 978-1-86019-902-8.
- Kee, Robert (1988). 《Munich: The Eleventh Hour》. London: Hamish Hamilton. ISBN 978-0-241-12537-3.
- Keegan, John (1987). 《The Mask of Command: A Study of Generalship》. London: Pimlico. ISBN 978-0-7126-6526-1.
- Keller, Gustav (2010). 《Der Schüler Adolf Hitler: die Geschichte eines lebenslangen Amoklaufs》 [The Student Adolf Hitler: The Story of a Lifelong Rampage] (독일어). Münster: LIT. ISBN 978-3-643-10948-4.
- Kellogg, Michael (2005). 《The Russian Roots of Nazism White Émigrés and the Making of National Socialism, 1917–1945》. Cambridge: Cambridge University Press. ISBN 978-0-521-84512-0.
- Kershaw, Ian (1999) [1998]. 《Hitler: 1889–1936: Hubris》. New York: W. W. Norton & Company. ISBN 978-0-393-04671-7.
- Kershaw, Ian (2000b). 《Hitler, 1936–1945: Nemesis》. New York; London: W. W. Norton & Company. ISBN 978-0-393-32252-1.
- Kershaw, Ian (2008). 《Hitler: A Biography》. New York: W. W. Norton & Company. ISBN 978-0-393-06757-6.
- Kershaw, Ian (2012). 《The End: Hitler's Germany, 1944–45》 Paperback판. London: Penguin. ISBN 978-0-14-101421-0.
- Koch, H. W. (June 1988). “Operation Barbarossa – The Current State of the Debate”. 《The Historical Journal》 31 (2): 377–390. doi:10.1017/S0018246X00012930. S2CID 159848116.
- Kolb, Eberhard (2005) [1984]. 《The Weimar Republic》. London; New York: Routledge. ISBN 978-0-415-34441-8.
- Kolb, Eberhard (1988) [1984]. 《The Weimar Republic》. New York: Routledge. ISBN 978-0-415-09077-3.
- Kressel, Neil J. (2002). 《Mass Hate: The Global Rise of Genocide And Terror》. Boulder: Basic Books. ISBN 978-0-8133-3951-1.
- Kubizek, August (2006) [1953]. 《The Young Hitler I Knew》. St. Paul, MN: MBI. ISBN 978-1-85367-694-9.
- Kurowski, Franz (2005). 《The Brandenburger Commandos: Germany's Elite Warrior Spies in World War II》. Stackpole Military History series. Mechanicsburg, PA: Stackpole Books. ISBN 978-0-8117-3250-5.
- Langer, Walter C. (1972) [1943]. 《The Mind of Adolf Hitler: The Secret Wartime Report》. New York: Basic Books. ISBN 978-0-465-04620-1.
- Lichtheim, George (1974). 《Europe in the Twentieth Century》. London: Sphere Books. ISBN 978-0-351-17192-5.
- Linge, Heinz (2009) [1980]. 《With Hitler to the End: The Memoirs of Adolf Hitler's Valet》. Intro. Roger Moorhouse. New York: Skyhorse Publishing. ISBN 978-1-60239-804-7.
- Longerich, Peter (2005). 《The Unwritten Order: Hitler's Role in the Final Solution》. History Press. ISBN 978-0-7524-3328-8.
- Maiolo, Joseph (1998). 《The Royal Navy and Nazi Germany 1933–39: Appeasement and the Origins of the Second World War》. London: Macmillan Press. ISBN 978-0-333-72007-3.
- Manvell, Roger; Fraenkel, Heinrich (2007) [1965]. 《Heinrich Himmler: The Sinister Life of the Head of the SS and Gestapo》. London; New York: Greenhill; Skyhorse. ISBN 978-1-60239-178-9.
- Maser, Werner (1973). 《Hitler: Legend, Myth, Reality》. London: Allen Lane. ISBN 978-0-7139-0473-4.
- Marrus, Michael (2000). 《The Holocaust in History》. Toronto: Key Porter. ISBN 978-0-299-23404-1.
- McGovern, James (1968). 《Martin Bormann》. New York: William Morrow. OCLC 441132.
- McNab, Chris (2009). 《The Third Reich》. London: Amber Books. ISBN 978-1-906626-51-8.
- Megargee, Geoffrey P. (2007). 《War of Annihilation: Combat and Genocide on the Eastern Front, 1941》. Lanham, Md: Rowman & Littlefield. ISBN 978-0-7425-4482-6.
- Messerschmidt, Manfred (1990). 〈Foreign Policy and Preparation for War〉.   Deist, Wilhelm. 《Germany and the Second World War》 1. Oxford: Clarendon Press. ISBN 978-0-19-822866-0.
- Mitcham, Samuel W. (1996). 《Why Hitler?: The Genesis of the Nazi Reich》. Westport, Conn: Praeger. ISBN 978-0-275-95485-7.
- Mineau, André (2004). 《Operation Barbarossa: Ideology and Ethics Against Human Dignity》. Amsterdam; New York: Rodopi. ISBN 978-90-420-1633-0.
- Murray, Williamson (1984). 《The Change in the European Balance of Power》. Princeton: Princeton University Press. ISBN 978-0-691-05413-1.
- Murray, Williamson; Millett, Allan R. (2001) [2000]. 《A War to be Won: Fighting the Second World War》. Cambridge, MA: Belknap Press of Harvard University Press. ISBN 978-0-674-00680-5.
- Naimark, Norman M. (2002). 《Fires of Hatred: Ethnic Cleansing in Twentieth-Century Europe》. Cambridge, MA: Harvard University Press. ISBN 978-0-674-00994-3.
- Nathans, Eli (2017). 《The Reichstag Fire and the Politics of History》 50. Histoire sociale / Social History. ISSN 1918-6576.
- Nicholls, David (2000). 《Adolf Hitler: A Biographical Companion》. University of North Carolina Press. ISBN 978-0-87436-965-6.
- Niewyk, Donald L.; Nicosia, Francis R. (2000). 《The Columbia Guide to the Holocaust》. New York: Columbia University Press. ISBN 978-0-231-11200-0.
- O'Donnell, James P. (2001) [1978]. 《The Bunker》. New York: Da Capo Press. ISBN 978-0-306-80958-3.
- Overy, Richard; Wheatcroft, Andrew (1989). 《The Road To War》. London: Macmillan. ISBN 978-0-14-028530-7.
- Overy, Richard (1999). 〈Germany and the Munich Crisis: A Mutilated Victory?〉.   Lukes, Igor; Goldstein, Erik. 《The Munich Crisis, 1938: Prelude to World War II》. London; Portland, OR: Frank Cass. OCLC 40862187.
- Overy, Richard (1999). 〈Misjudging Hitler〉.   Martel, Gordon. 《The Origins of the Second World War Reconsidered》. London: Routledge. ISBN 978-0-415-16324-8.
- Overy, Richard (2005). 《The Dictators: Hitler's Germany, Stalin's Russia》. London: Penguin Books. ISBN 978-0-393-02030-4.
- Overy, Richard (2005). 〈Hitler As War Leader〉.   Dear, I. C. B.; Foot, M. R. D. 《Oxford Companion to World War II》. Oxford: Oxford University Press. ISBN 978-0-19-280670-3.
- Payne, Robert (1990) [1973]. 《The Life and Death of Adolf Hitler》. New York: Hippocrene Books. ISBN 978-0-88029-402-7.
- Pinkus, Oscar (2005). 《The War Aims and Strategies of Adolf Hitler》. McFarland & Company. ISBN 978-0-7864-2054-4.
- Plating, John D. (2011). 《The Hump: America's Strategy for Keeping China in World War II》. Williams-Ford Texas A&M University military history series, no. 134. College Station: Texas A&M University Press. ISBN 978-1-60344-238-1.
- Plesch, Daniel (2017). 《Human Rights After Hitler: The Lost History of Prosecuting Axis War Crimes》. Georgetown University Press. ISBN 978-1-62616-431-4.
- Proctor, Robert (1999). 《The Nazi War on Cancer》. Princeton, New Jersey: Princeton University Press. ISBN 978-0-691-07051-3.
- Read, Anthony (2004). 《The Devil's Disciples: The Lives and Times of Hitler's Inner Circle》. London: Pimlico. ISBN 978-0-7126-6416-5.
- Redlich, Fritz R. (2000). 《Hitler: Diagnosis of a Destructive Prophet》. New York: Oxford University Press. ISBN 978-0-19-513631-9.
- Rees, Laurence (1997). 《The Nazis: A Warning from History》. New York: New Press. ISBN 978-0-563-38704-6.
- Rißmann, Michael (2001). 《Hitlers Gott. Vorsehungsglaube und Sendungsbewußtsein des deutschen Diktators》 (독일어). Zürich München: Pendo. ISBN 978-3-85842-421-1.
- Roberts, G. (2006). 《Stalin's Wars: From World War to Cold War, 1939–1953》. New Haven: Yale University Press. ISBN 978-0-300-11204-7.
- Roberts, J. M. (1996). 《A History of Europe》. Oxford: Helicon. ISBN 978-1-85986-178-3.
- Roberts, Martin (1975). 《The New Barbarism – A Portrait of Europe 1900–1973》. London: Oxford University Press. ISBN 978-0-19-913225-6.
- Robertson, Esmonde M. (1963). 《Hitler's Pre-War Policy and Military Plans: 1933–1939》. London: Longmans. OCLC 300011871.
- Robertson, E. M. (1985). 〈Hitler Planning for War and the Response of the Great Powers〉.   H. W., Koch. 《Aspects of the Third Reich》. London: Macmillan. ISBN 978-0-312-05726-8.
- Rosenbaum, Ron (1999). 《Explaining Hitler: The Search for the Origins of His Evil》. London: Harper Perennial. ISBN 978-0-06-095339-3.
- Rosmus, Anna Elisabeth (2004). 《Out of Passau: Leaving a City Hitler Called Home》. Columbia, S.C: University of South Carolina Press. ISBN 978-1-57003-508-1.
- Rothwell, Victor (2001). 《The Origins of the Second World War》. Manchester: Manchester University Press. ISBN 978-0-7190-5957-5.
- Rummel, Rudolph (1994). 《Death by Government》. New Brunswick, NJ: Transaction. ISBN 978-1-56000-145-4.
- Ryschka, Birgit (2008). 《Constructing and Deconstructing National Identity: Dramatic Discourse in Tom Murphy's the Patriot Game and Felix Mitterer's in Der Löwengrube》. Frankfurt am Main; New York: Peter Lang. ISBN 978-3-631-58111-7.
- Sereny, Gitta (1996) [1995]. 《Albert Speer: His Battle With Truth》. New York; Toronto: Vintage. ISBN 978-0-679-76812-8.
- Shirer, William L. (1960). 《The Rise and Fall of the Third Reich》. New York: Simon & Schuster. ISBN 978-0-671-62420-0.
- Snyder, Timothy (2010). 《Bloodlands: Europe Between Hitler and Stalin》. New York: Basic Books. ISBN 978-0-465-00239-9.
- Speer, Albert (1971) [1969]. 《Inside the Third Reich》. New York: Avon. ISBN 978-0-380-00071-5.
- Steigmann-Gall, Richard (2003). 《The Holy Reich: Nazi Conceptions of Christianity, 1919–1945》. Cambridge; New York: Cambridge University Press. ISBN 978-0-521-82371-5.
- Steinberg, Jonathan (June 1995). “The Third Reich Reflected: German Civil Administration in the Occupied Soviet Union, 1941–4”. 《The English Historical Review》 110 (437): 620–651. doi:10.1093/ehr/CX.437.620. OCLC 83655937.
- Steiner, John Michael (1976). 《Power Politics and Social Change in National Socialist Germany: A Process of Escalation into Mass Destruction》. The Hague: Mouton. ISBN 978-90-279-7651-2.
- Stolfi, Russel (March 1982). “Barbarossa Revisited: A Critical Reappraisal of the Opening Stages of the Russo-German Campaign (June–December 1941)” (PDF). 《The Journal of Modern History》 54 (1): 27–46. doi:10.1086/244076. hdl:10945/44218. S2CID 143690841. 2020년 2월 10일에 원본 문서 (PDF)에서 보존된 문서.
- Tames, Richard (2008). 《Dictatorship》. Chicago: Heinemann Library. ISBN 978-1-4329-0234-6.
- Le Tissier, Tony (2010) [1999]. 《Race for the Reichstag》. Barnsley: Pen & Sword. ISBN 978-1-84884-230-4.
- Toland, John (1976). 《Adolf Hitler》. New York; Toronto: Ballantine Books. ISBN 978-0-345-25899-1.
- Toland, John (1992) [1976]. 《Adolf Hitler》. New York: Anchor Books. ISBN 978-0-385-42053-2.
- Vinogradov, V. K. (2005). 《Hitler's Death: Russia's Last Great Secret from the Files of the KGB》. London: Chaucer Press. ISBN 978-1-904449-13-3.
- Waite, Robert G. L. (1993) [1977]. 《The Psychopathic God: Adolf Hitler》. New York: Da Capo Press. ISBN 978-0-306-80514-1.
- Weber, Thomas (2010). 《Hitler's First War: Adolf Hitler, The Men of the List Regiment, and the First World War》. Oxford; New York: Oxford University Press. ISBN 978-0-19-923320-5.
- Weinberg, Gerhard (December 1964). “Hitler's Image of the United States”. 《The American Historical Review》 69 (4): 1006–1021. doi:10.2307/1842933. JSTOR 1842933.
- Weinberg, Gerhard (1970). 《The Foreign Policy of Hitler's Germany Diplomatic Revolution in Europe 1933–1936》. Chicago, Illinois: University of Chicago Press. ISBN 978-0-226-88509-4.
- Weinberg, Gerhard (1980). 《The Foreign Policy of Hitler's Germany Starting World War II》. Chicago, Illinois: University of Chicago Press. ISBN 978-0-226-88511-7.
- Weinberg, Gerhard (1995). 〈Hitler and England, 1933–1945: Pretense and Reality〉. 《Germany, Hitler, and World War II: Essays in Modern German and World History》. Cambridge: Cambridge University Press. ISBN 978-0-521-47407-8.
- Weinberg, Gerhard (2010) [2005]. 《Hitler's Foreign Policy 1933–1939: The Road to World War II》. New York: Enigma. ISBN 978-1-929631-91-9.
- Weir, Todd H.; Greenberg, Udi (2022). 〈Religious Cultures and Confessional Politics〉.   Rossol, Nadine; Ziemann, Benjamin. 《The Oxford Handbook of the Weimar Republic》. Oxford; New York: Oxford University Press. ISBN 978-0-19-884577-5.
- Welch, David (2001). 《Hitler: Profile of a Dictator》. London: Routledge. ISBN 978-0-415-25075-7.
- Wheeler-Bennett, John (1967). 《The Nemesis of Power》. London: Macmillan. ISBN 978-1-4039-1812-3.
- Wilt, Alan (December 1981). “Hitler's Late Summer Pause in 1941”. 《Military Affairs》 45 (4): 187–191. doi:10.2307/1987464. JSTOR 1987464.
- Winkler, Heinrich August (2007). 《Germany: The Long Road West. Vol. 2, 1933–1990》. Sager, Alexander (trans.). New York: Oxford University Press. ISBN 978-0-19-926598-5.
- Ziemke, Earl F. (1969). 《Battle for Berlin: End of the Third Reich》. Ballantine's Illustrated History of World War II. Battle Book #6. London: Ballantine Books. OCLC 23899.

### 온라인 자료
- “1933 – Day of Potsdam”. 《Landeshauptstadt Potsdam》. December 2004. 2012년 6월 6일에 원본 문서에서 보존된 문서. 2011년 6월 13일에 확인함.
- Bazyler, Michael J. (2006년 12월 25일). “Holocaust Denial Laws and Other Legislation Criminalizing Promotion of Nazism” (PDF). 《Yad Vashem. The World Holocaust Remembrance Center》. 2013년 1월 7일에 확인함.
- “Nazism”. 《Encyclopædia Britannica》. 2024년 2월 28일에 원본 문서에서 보존된 문서.
- 《Der Hitler-Prozeß vor dem Volksgericht in München》 [The Hitler Trial Before the People's Court in Munich] (독일어), 1924
- Diver, Krysia (2005년 8월 4일). “Journal reveals Hitler's dysfunctional family”. 《The Guardian》. 2018년 5월 23일에 확인함.
- “Documents: Bush's Grandfather Directed Bank Tied to Man Who Funded Hitler”. Fox News. Associated Press. 2003년 10월 17일. 2014년 11월 24일에 원본 문서에서 보존된 문서. 2014년 12월 1일에 확인함.
- “Eingabe der Industriellen an Hindenburg vom November 1932” [Letter of the industrialists to Hindenburg, November 1932]. 《Glasnost–Archiv》 (독일어). 2011년 10월 16일에 확인함.
- Evans, Richard J. (2011년 6월 22일). “Hitler's First War, by Thomas Weber”. 《The Globe and Mail》 (Phillip Crawley). 2020년 4월 19일에 확인함.
- Frauenfeld, A. E (August 1937). “The Power of Speech”. 《German Propaganda Archive》. Calvin College. 2014년 12월 1일에 확인함.
- “Germany: Second Revolution?”. 《Time》. 1934년 7월 2일. 2008년 4월 17일에 원본 문서에서 보존된 문서. 2013년 4월 15일에 확인함.
- Glantz, David (2001년 10월 11일), 《The Soviet-German War 1941–45: Myths and Realities: A Survey Essay》, Clemson, SC: Strom Thurmond Institute of Government and Public Affairs, Clemson University, 2017년 7월 22일에 원본 문서에서 보존된 문서, 2017년 6월 12일에 확인함
- Goebbels, Joseph (1936), 《The Führer as a Speaker》, Calvin College, 2014년 12월 1일에 확인함
- Gunkel, Christoph (2010년 2월 4일). “Medicating a Madman: A Sober Look at Hitler's Health”. 《Spiegel Online International》. 2013년 12월 12일에 확인함.
- Hinrichs, Per (2007년 3월 10일). “Des Führers Pass: Hitlers Einbürgerung” [The Führer's Passport: Hitler's Naturalisation]. 《Spiegel Online》 (독일어). 2014년 12월 1일에 확인함.
- “Hitler's Last Days”. 《mi5.gov.uk》. MI5 Security Service. 2020년 4월 19일에 확인함.
- Hoffman, David (creator, writer) (1989). 《How Hitler Lost the War》 (television documentary). US: Varied Directions. 2020년 4월 19일에 확인함.
- 〈Introduction to the Holocaust〉. 《Holocaust Encyclopedia》. United States Holocaust Memorial Museum. 2020년 4월 19일에 확인함.
- Jones, Bill (creator, director) (1989). 《The Fatal Attraction of Adolf Hitler》 (television documentary). England: BBC. 2016년 4월 27일에 확인함.
- Kotanko, Florian. “House of Responsibility”. 《House of Responsibility – Braunau am Inn》. HRB News. 2020년 8월 1일에 원본 문서에서 보존된 문서. 2020년 4월 19일에 확인함.
- “Leni Riefenstahl”. 《The Daily Telegraph》 (London). 2003년 9월 10일. ISSN 0307-1235. OCLC 49632006. 2013년 5월 10일에 확인함.
- Longerich, Heinz Peter (2003). “Hitler's Role in the Persecution of the Jews by the Nazi Regime”. 《Holocaust Denial on Trial》 (Atlanta: Emory University). 15. Hitler and the Mass Shootings of Jews During the War Against Russia. 2012년 7월 22일에 원본 문서에서 보존된 문서. 2013년 7월 31일에 확인함.
- Longerich, Heinz Peter (2003). “Hitler's Role in the Persecution of the Jews by the Nazi Regime”. 《Holocaust Denial on Trial》 (Atlanta: Emory University). 17. Radicalisation of the Persecution of the Jews by Hitler at the Turn of the Year 1941–1942. 2009년 7월 9일에 원본 문서에서 보존된 문서. 2013년 7월 31일에 확인함.
- “Man of the Year”. 《Time》. 1939년 1월 2일. 2019년 4월 18일에 원본 문서에서 보존된 문서. 2019년 12월 31일에 확인함.
- Martin, Jonathan (creator, writer) (2008). 《World War II in HD Colour》 (television documentary). US: World Media Rights. 2015년 2월 28일에 원본 문서에서 보존된 문서. 2014년 8월 27일에 확인함.
- McMillan, Dan (October 2012). “Review of Fritz, Stephen G., Ostkrieg: Hitler's War of Extermination in the East”. 《H-Genocide, H-Net Reviews》. 2012년 10월 16일에 확인함.
- “Parkinson's part in Hitler's downfall”. BBC News. 1999년 7월 29일. 2011년 6월 13일에 확인함.
- Phayer, Michael (2000). “The Response of the Catholic Church to National Socialism” (PDF). 《The Churches and Nazi Persecution》. Yad Vashem. 2019년 1월 20일에 원본 문서 (PDF)에서 보존된 문서. 2013년 5월 22일에 확인함.
- “Poles: Victims of the Nazi Era: The Invasion and Occupation of Poland”. 《ushmm.org》. United States Holocaust Memorial Museum. 2013년 3월 3일에 원본 문서에서 보존된 문서. 2014년 12월 1일에 확인함.
- Porter, Tom (2013년 8월 24일). “Adolf Hitler 'Took Cocktail of Drugs' Reveal New Documents”. 《International Business Times》. 2015년 11월 22일에 확인함.
- Redlich, Fritz C. (1993년 3월 22일). “A New Medical Diagnosis of Adolf Hitler: Giant Cell Arteritis—Temporal Arteritis”. 《Arch Intern Med》 153 (6): 693–697. doi:10.1001/archinte.1993.00410060005001. PMID 8447705.
- Rees, Laurence (writer, director) Kershaw, Ian (writer, consultant) (2012). 《The Dark Charisma of Adolf Hitler》 (television documentary). UK: BBC. 2014년 9월 6일에 확인함.
- Sharkey, Joe (2002년 1월 13일). “Word for Word/The Case Against the Nazis; How Hitler's Forces Planned To Destroy German Christianity”. 《The New York Times》. 2011년 6월 7일에 확인함.
- Staff (2015년 12월 19일). “Hitler really did have only one testicle, German researcher claims”. 《The Guardian》 (영어). 2022년 6월 14일에 확인함.
- Weber, Thomas (2010a). “New Evidence Uncovers Hitler's Real First World War Story”. 《BBC History Magazine》. UK: Immediate Media Company. 2012년 11월 21일에 원본 문서에서 보존된 문서. 2016년 11월 19일에 확인함.
- Wilson, Bee (1998년 10월 9일). “Mein Diat – Adolf Hitler's diet”. 《New Statesman》. UK. 2013년 12월 13일에 원본 문서에서 보존된 문서.
- Zialcita, Paolo (2019). “Hitler's Birth Home in Austria Will Become A Police Station”. NPR. 2020년 5월 29일에 확인함.